# Albano Laziale
Albano Laziale (IPA: /alˈbano latˈtsjale/, Arbano in dialetto albanense) è un comune italiano di 39 644 abitanti della città metropolitana di Roma Capitale nel Lazio.
È uno dei comuni più importanti dei Castelli Romani, e il centro più animato commercialmente. Sede vescovile suburbicaria fin dal V secolo, storico principato della famiglia Savelli e dal 1699 al 1798 possesso inalienabile della Santa Sede, ospita anche la sezione distaccata del tribunale circondariale di Velletri. Il territorio di Albano è in parte incluso nel Parco regionale dei Castelli Romani. Il comune comprende due popolose frazioni: Cecchina e Pavona.

## Geografia fisica

### Territorio

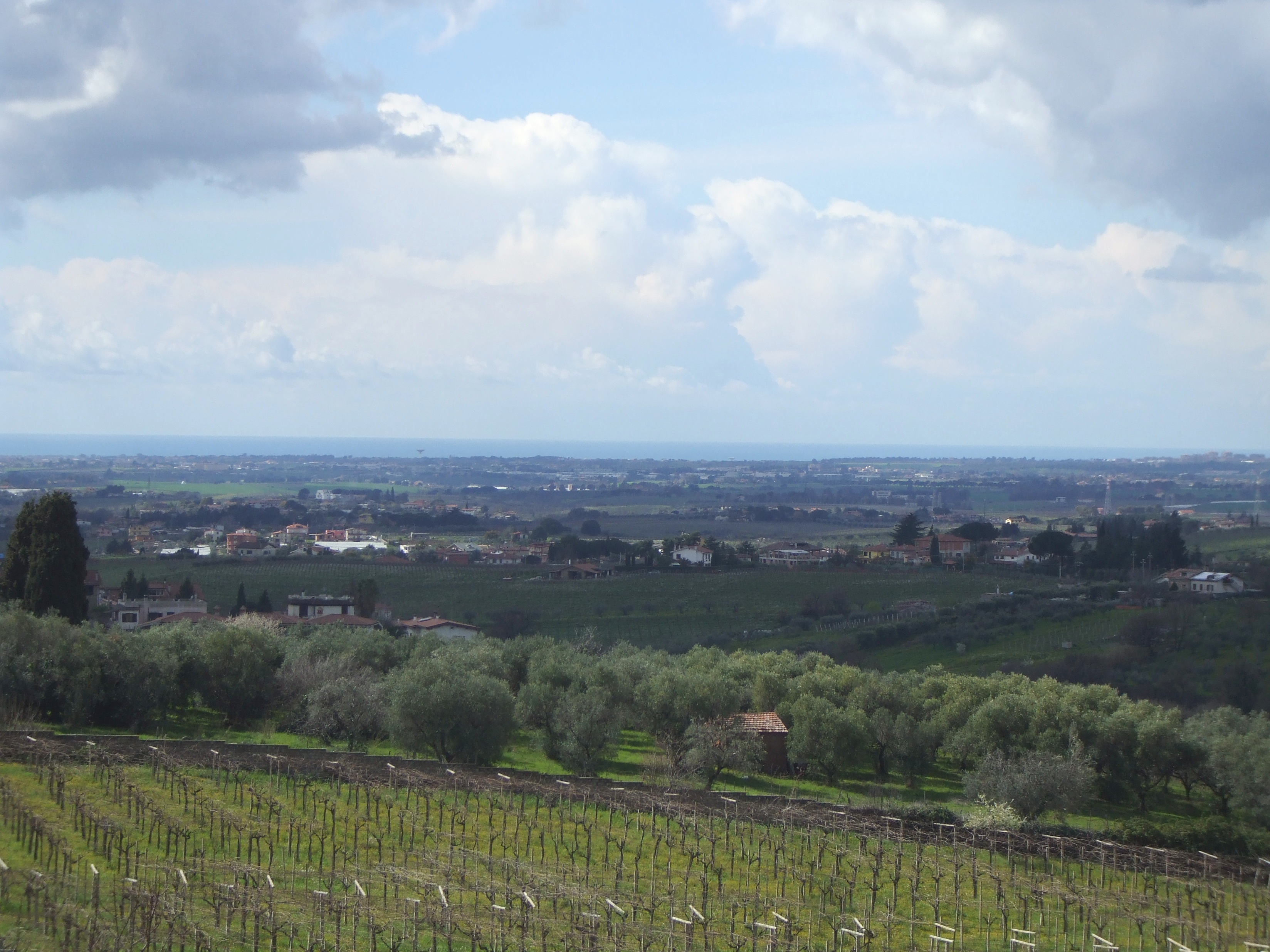
La campagna attorno alla frazione di Cecchina. Sullo sfondo il mar Tirreno.

Il territorio di Albano Laziale è con la sua estensione di 23,80 km² uno dei più grandi dei Colli Albani, precisamente il sesto dopo Velletri (112,21 km²), Lanuvio (43,91 km²), Rocca di Papa (40,18 km²), Rocca Priora (28,07 km²) e Marino (26,10 km²).
Secondo la classificazione data dal Servizio Geologico d'Italia la maggior parte del territorio albanense è composta, similmente alle altre zone dei Colli Albani, da terreni classificati come v2.
L'area di Castel Savello invece è divisa geologicamente in due parti: le pendici del colle sono zona v7, ovvero prodotto di un antico centro d'emissione di lava del Vulcano Laziale, la sommità invece è zona sc, scorie caotiche in grossi banchi. Il bacino di Valle Pozzo o del laghetto di Giuturna, sotto Castel Savello, risulta zona av.
Sia nella zona della moderna espansione edilizia di Albano, tra Villa Doria, Cecchina e Vallericcia, che nell'altura del Colle dei Cappuccini è presente un terreno di tipo scp. La zona della località Roncigliano si differenzia dal contesto circostante in quanto zona sp: a Cecchina sono riconosciuti invece i peperini di Cecchina, che compongono un particolare tipo di suolo classificato come v'1. Una vasta fascia adiacente al cratere di Vallericcia, in località Perlatura, è nella zona v1. Ancora presso Cecchina sono classificate le lave di Cecchina, di composizione s.
Nel territorio del Comune di Albano Laziale è collocata la discarica di rifiuti di Roncigliano, tradizionale fonte di inquinamento. Il Comune di Roma Capitale ha in progetto di costruire a Santa Palomba, a breve distanza dalla discarica di Roncigliano, un inceneritore destinato a bruciare 600 mila tonnellate all'anno di rifiuti indifferenziati della capitale. Tale progetto trova una fiera opposizione da parte di tutti i Comuni dei Castelli Romani e di molteplici associazioni di cittadini.

#### Idrografia

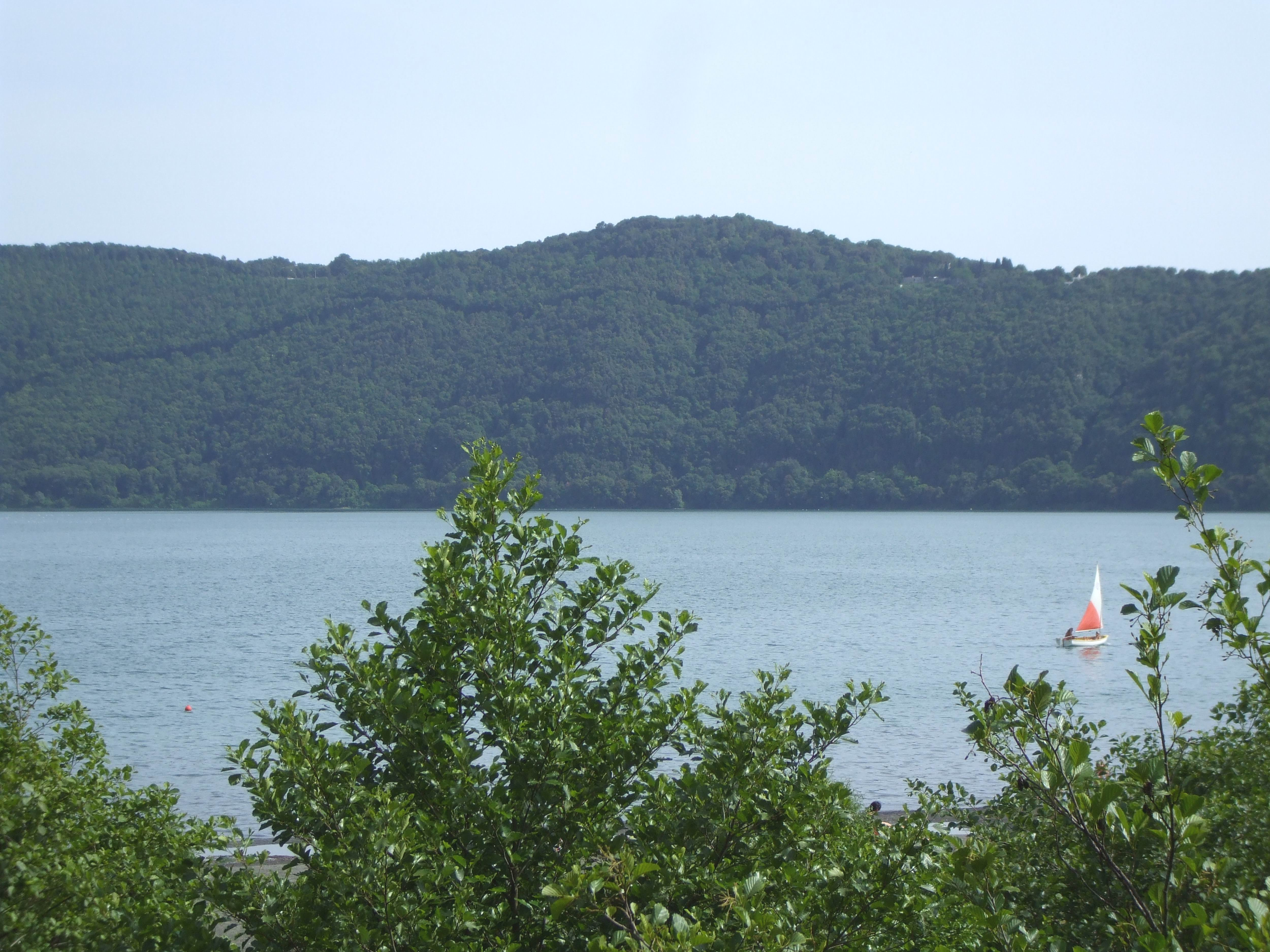
Il Lago Albano.

La principale risorsa idrografica del territorio albanense è il Lago Albano. La maggior parte delle coste lacustri sono di pertinenza del comune di Castel Gandolfo, mentre le restanti sono in territorio albanense: il bacino lacustre è invece gestito dalla Città metropolitana di Roma Capitale.
Un piccolo bacino lacustre, prosciugato nel corso dei secoli in parte per mano dell'uomo in parte per circostanze naturali, era il laghetto di Giuturna, situato in località Valle Pozzo sotto Castel Savello in prossimità di un altro lago vulcanico prosciugato, il laghetto di Turno a Pavona, in comune di Castel Gandolfo.
Il livello dell'acqua del lago si è progressivamente abbassato rispetto al passato di circa sette metri a causa del depauperamento della falda acquifera. Tale abbassamento ha consentito l'emergere di nuove ampie spiagge utilizzate come stabilimenti balneari.
Nel territorio comunale scorrono alcuni piccoli corsi d'acqua, spesso in secca, denominati fossi. Sono almeno quattro, esattamente partendo da nord:
- Fosso di Santa Palomba; si origina da vene d'acqua provenienti dalle alture dei Colli Albani nell'area del centro storico, e scorre in direzione ovest verso la località Santa Palomba, in comune di Roma e Pomezia.
- Fosso di Cancelliera; si origina da vene d'acqua provenienti dalla località Cancelliera, in comune di Ariccia, a 118 m s.l.m., e continua a scorrere in direzione sud-sud-ovest verso il mar Tirreno.
- Fosso di Valle Caia; si origina dalla località Quarto Negroni, ai limiti con il comune di Ariccia, presso il chilometro 7 della Strada statale 207 Nettunense, e continua il suo percorso verso il mar Tirreno in direzione ovest.
- Fosso di Montagnano; si origina da tre canali di scolo di acque che vengono raccolte nella località Montagnano, tra i comuni di Albano, Ariccia e Ardea, e continua in un braccio in direzione ovest per il mar Tirreno.

#### Orografia

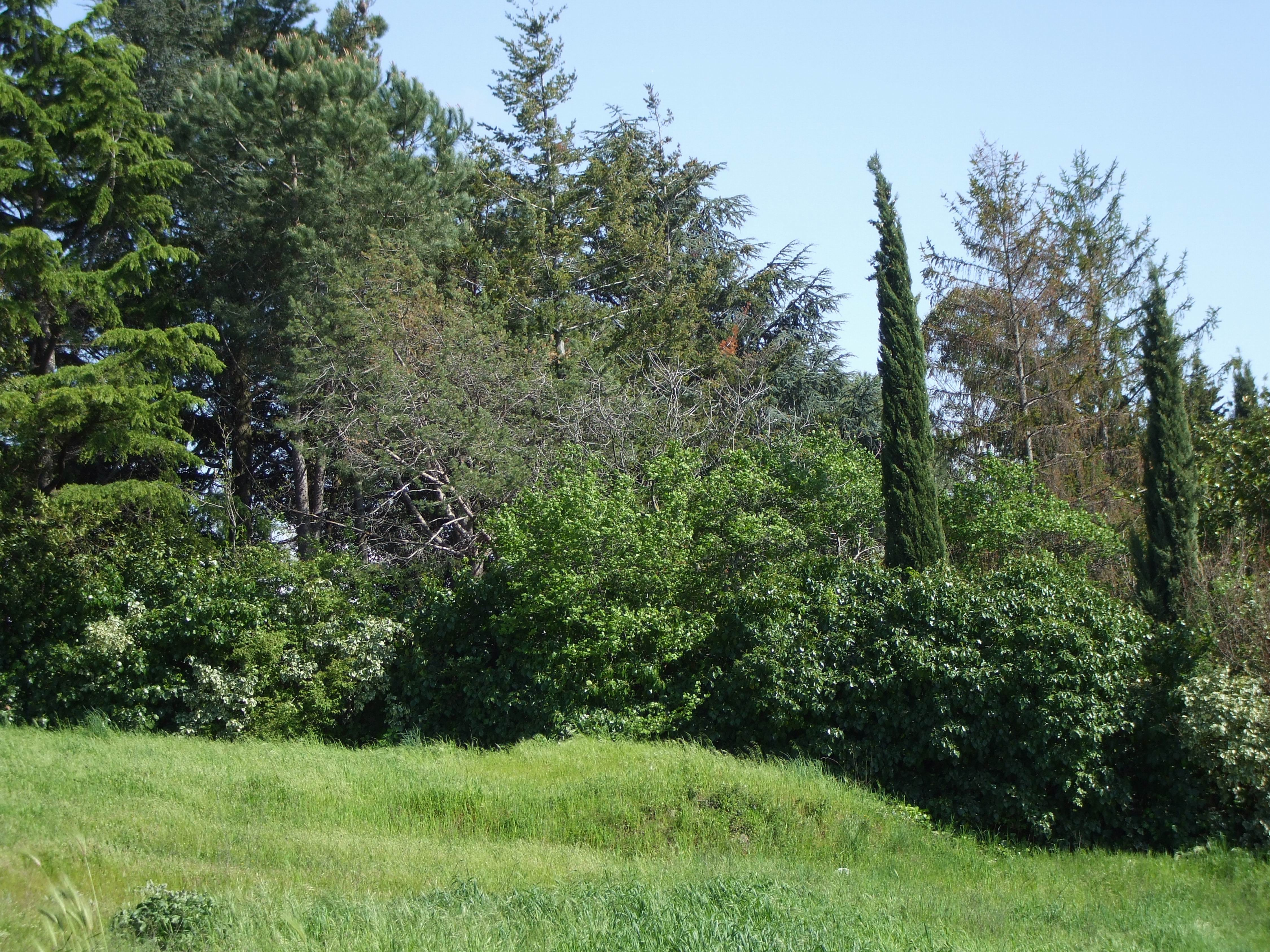
Un paesaggio della campagna collinare presso Poggio ameno Cecchina.

La cima più elevata del comune di Albano è il Colle dei Cappuccini, posto a 615 m s.l.m. Dal colle, che ospita una pineta pubblica adiacente al Convento dei Cappuccini, si ha una notevole panoramica sul Lago Albano, l'Agro Romano e Monte Cavo.
Il centro storico di Albano è uno degli abitati dei Castelli Romani con la maggiore pendenza: l'11%, cioè 47 metri su 435, prendendo in considerazione la distanza in linea d'aria tra la cattedrale di San Pancrazio (384 m s.l.m.) e la chiesa di San Paolo (431 m s.l.m.).
Altre altitudini disponibili per il centro storico sono quella di Villa Altieri, al chilometro 25 della Strada statale 7 Via Appia (363 m s.l.m.), e della chiesa della Stella (391 m s.l.m.).
L'altura della località Castel Savello è invece di 280 m s.l.m., mentre la sottostante frazione di Pavona è edificata a 110 m s.l.m.. La frazione di Cecchina all'altezza della stazione ferroviaria è posta a 212 m s.l.m.

### Clima

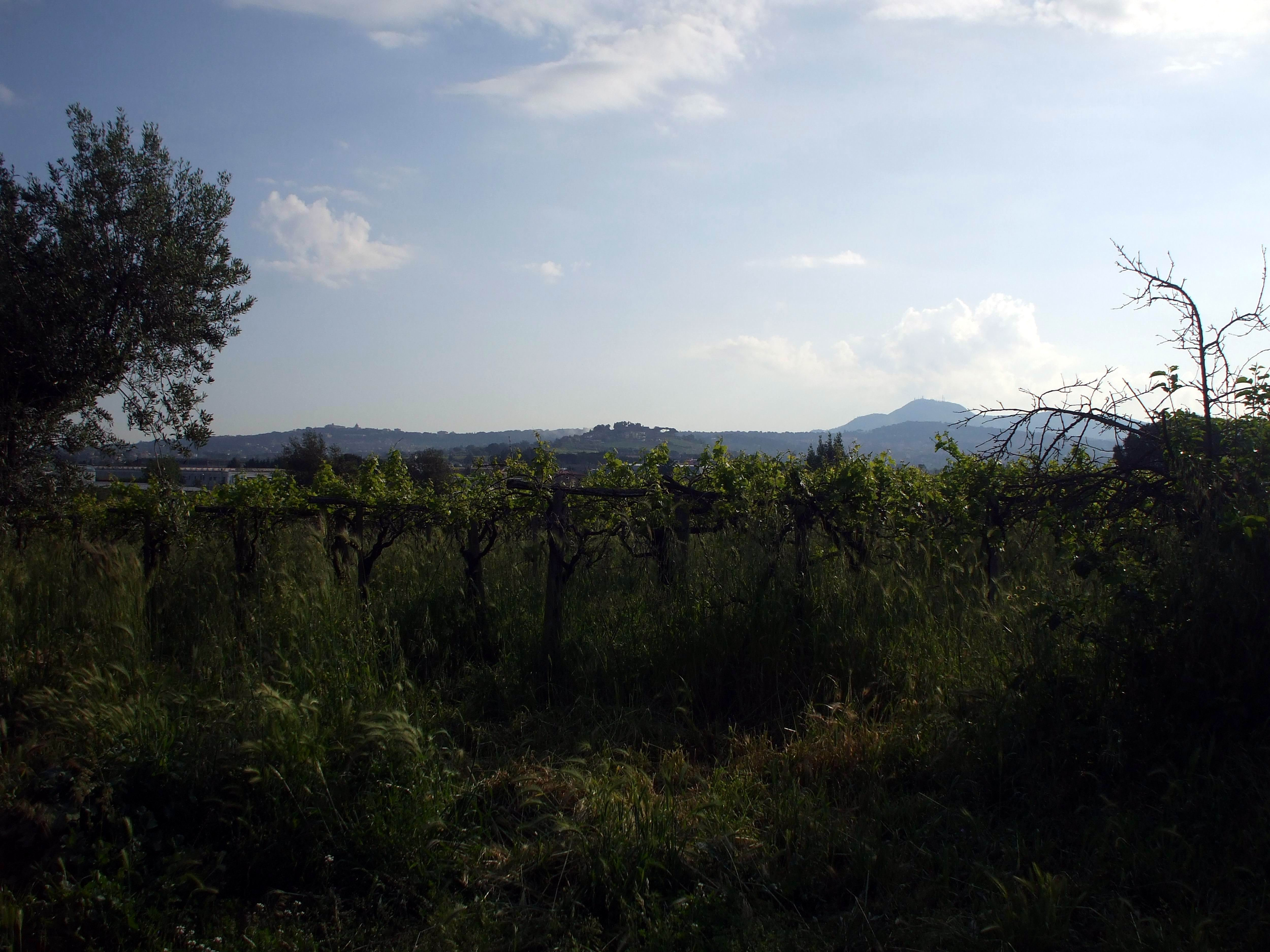
Veduta di Monte Cavo e Castel Savello dalla zona di Cancelliera (frazione di Cecchina).

Dal punto di vista climatico il territorio rientra nel dominio del clima temperato mediterraneo con inverni miti, temperature autunnali superiori a quelle primaverili, estati ventilate. Nell'area dei Colli Albani, dunque anche ad Albano, si presenta il fenomeno detto stau, che consiste nella riduzione del vapore acqueo nelle nuvole man mano che il terreno si alza. Perciò la piovosità maggiore si avrà sulle prime alture dei colli, rivolte verso il mare, verso sud sud-ovest, e la minore verso nord.
Albano, trovandosi sulla traiettoria delle correnti umide tirreniche, risulta discretamente piovosa con 900–1000 mm annui di precipitazioni. I venti spirano prevalentemente da sud e da ovest, più raramente da nord e da est.
Normalmente la zona è battuta da venti di scirocco e libeccio, ma talvolta compare anche il ponentino, vento caratteristico della zona di Roma. Durante l'inverno invece si ha la presenza di tramontana e grecale, il primo proveniente dalla vasta pianura dell'Agro Romano.
L'estate è calda e asciutta, l'inverno mite e piovoso senza, in genere, che vengano raggiunte temperatura eccessivamente basse. Ad Albano nevica piuttosto raramente e solo in presenza di un freddo generalizzato marcato. In estate le temperature possono raggiungere i 35 °C con punte di 37 °C in casi rari. La temperatura non ha mai raggiunto i 40 °C.
Nel periodo 2009-2012, la temperatura minima registrata è stata di −4,9 °C e la massima di 38,5 °C.
Ecco i dati climatici dell'anno 2007 rilevati nelle vicinanze di Albano, benché già in territorio di Ariccia:
| Mese                  | Mesi   | Mesi   | Mesi  | Mesi    | Mesi    | Mesi   | Mesi    | Mesi   | Mesi   | Mesi   | Mesi   | Mesi  | Stagioni | Stagioni | Stagioni | Stagioni | Anno  |
| Mese                  | Gen    | Feb    | Mar   | Apr     | Mag     | Giu    | Lug     | Ago    | Set    | Ott    | Nov    | Dic   | Inv      | Pri      | Est      | Aut      | Anno  |
| --------------------- | ------ | ------ | ----- | ------- | ------- | ------ | ------- | ------ | ------ | ------ | ------ | ----- | -------- | -------- | -------- | -------- | ----- |
| T. max. media (°C)    | 11,8   | 12,4   | 14,3  | 19,5    | 21,4    | 25,4   | 29,1    | 28,3   | 23,7   | 20,1   | 13,8   | 10,8  | 11,7     | 18,4     | 27,6     | 19,2     | 19,2  |
| T. media (°C)         | 4,6    | 5,1    | 5,5   | 8,4     | 10,8    | 13,7   | 15,6    | 16,2   | 12,4   | 9,9    | 5,4    | 2,8   | 4,2      | 8,2      | 15,2     | 9,2      | 9,2   |
| T. min. media (°C)    | 8,0    | 8,4    | 9,4   | 13,5    | 15,7    | 19,2   | 22,1    | 21,8   | 17,1   | 13,9   | 9,0    | 6,3   | 7,6      | 12,9     | 21,0     | 13,3     | 13,7  |
| Precipitazioni (mm)   | 60,5   | 177,8  | 111,5 | 53,3    | 66,8    | 20,1   | 1,0     | 21,6   | 42,4   | 61,5   | 78,2   | 61,5  | 299,8    | 231,6    | 42,7     | 182,1    | 756,2 |
| Vento (direzione-m/s) | SE 4,7 | SE 5,5 | E 5,0 | ESE 3,6 | WNW 4,1 | SE 3,9 | WNW 4,4 | SE 4,6 | SE 4,2 | SE 3,3 | SE 4,2 | N 5,3 | 5,2      | 4,2      | 4,3      | 3,9      | 4,4   |

- Diffusività atmosferica: media

## Origini del nome
L'origine del nome Albano è ancora fonte di discussioni. In epoca romana il territorio dell'attuale Albano Laziale era chiamato  Albanum: Albanum (Pompeiani, Domitiani, ecc.) erano chiamate infatti le tenute dei ricchi romani sui Colli Albani (Ager Albanus), e Castra Albana era il nome dell'accampamento fatto costruire da Settimio Severo, entro i confini del fondo Albanum posseduto in precedenza da Domiziano, per alloggiare la II legione Partica. L'ipotesi ritenuta più attendibile riallaccia questi toponimi alla radice indoeuropea *alb/*alp indicante una località elevata, il Mons Albanus (oggi monte Cavo) in questo caso, che nel contempo fosse centro di culto e di pascolo comune (compascuo). Altre ipotesi, ritenute tuttavia meno valide, riallacciano il toponimo all'aggettivo latino albus ("bianco") o al greco αλαβα ("cenere"). L'origine etimologica proposta per Albanum/Castra Albana è la stessa che viene proposta per Alba Longa, l'antica capitale latina, la cui localizzazione non è nota con certezza, ma che una tradizione medievale collocava nei luoghi del nucleo urbano della moderna Albano Laziale.
La seconda denominazione di Laziale è stata assunta nel 1873 per distinguere la città da Albano Sant'Alessandro (provincia di Bergamo), Albano Vercellese (provincia di Vercelli) e Albano di Lucania (provincia di Potenza).
L’appellativo di “Laziale” venne aggiunto alla denominazione “Albano” nel 1872 per distinguere il Comune da altri Comuni del Regno, (regio decreto n. 1607 del 17 settembre 1872). Dal 9 settembre al 10 ottobre 1936 il Comune di Albano Laziale si chiamò, per volontà dei propri cittadini espressa dal podestà, “Albano Cesareo”. La delibera, per diventare esecutiva, doveva essere approvata dal ministro dell’Interno, ma l’autorizzazione non venne rilasciata – si diceva per intervento diretto di Mussolini.

## Storia

### Età antica (3000 a.C. - 476)
Le prime testimonianze accertate di insediamento umano nel territorio comunale di Albano risalgono al periodo Laziale I A, all'inizio del I millennio a.C.: a quell'epoca risalgono i resti degli abitati delle località Tor Paluzzi, Castel Savello e Colle dei Cappuccini. La presenza umana in questi siti, seppur con segnali di spopolamento, si mantiene anche nelle epoche successive, mentre a partire dal periodo Laziale II B (830 a.C.-730 a.C.) iniziano a comparire tracce riconducibili alla fondazione della mitica capitale latina di Alba Longa.
La maggior parte degli storici moderni sembra orientata a collocare il sito dell'antica Alba Longa a cavallo tra i comuni di Marino, Rocca di Papa ed Ariccia, sul versante orientale del Lago Albano, ovvero dal lato opposto all'attuale città di Albano.
Nel territorio albanense, all'epoca sottoposto in buona parte alla giurisdizione della ricca città di Aricia, sorsero diverse ville suburbane edificate dai più importanti esponenti del patriziato romano. Gneo Pompeo Magno aveva una villa, l'Albanum Pompeii, i cui ruderi sono stati rinvenuti all'interno dell'attuale Villa Doria-Pamphilj. Una villa appartenente a Lucio Anneo Seneca sarebbe identificabile con i ruderi rinvenuti sul crinale meridionale del Lago Albano, ai confini con il comune di Ariccia. Tutte queste residenze, al tempo dell'imperatore Domiziano vennero riunite in un unico fondo di proprietà imperiale, l'Albanum Cesaris, all'interno del quale il sovrano fece erigere una monumentale residenza imperiale, i cui ruderi sono in buona parte contenuti nell'attuale Villa Barberini a Castel Gandolfo.
L'imperatore Settimio Severo attorno al 202 fece installare nel luogo dell'attuale centro storico di Albano, ai margini della tenuta imperiale domizianea, la Legio II Parthica: nacquero così i Castra Albana, gli imponenti accampamenti che rimasero in funzione fino alla fine del III secolo.

### Medioevo (476 - 1699)

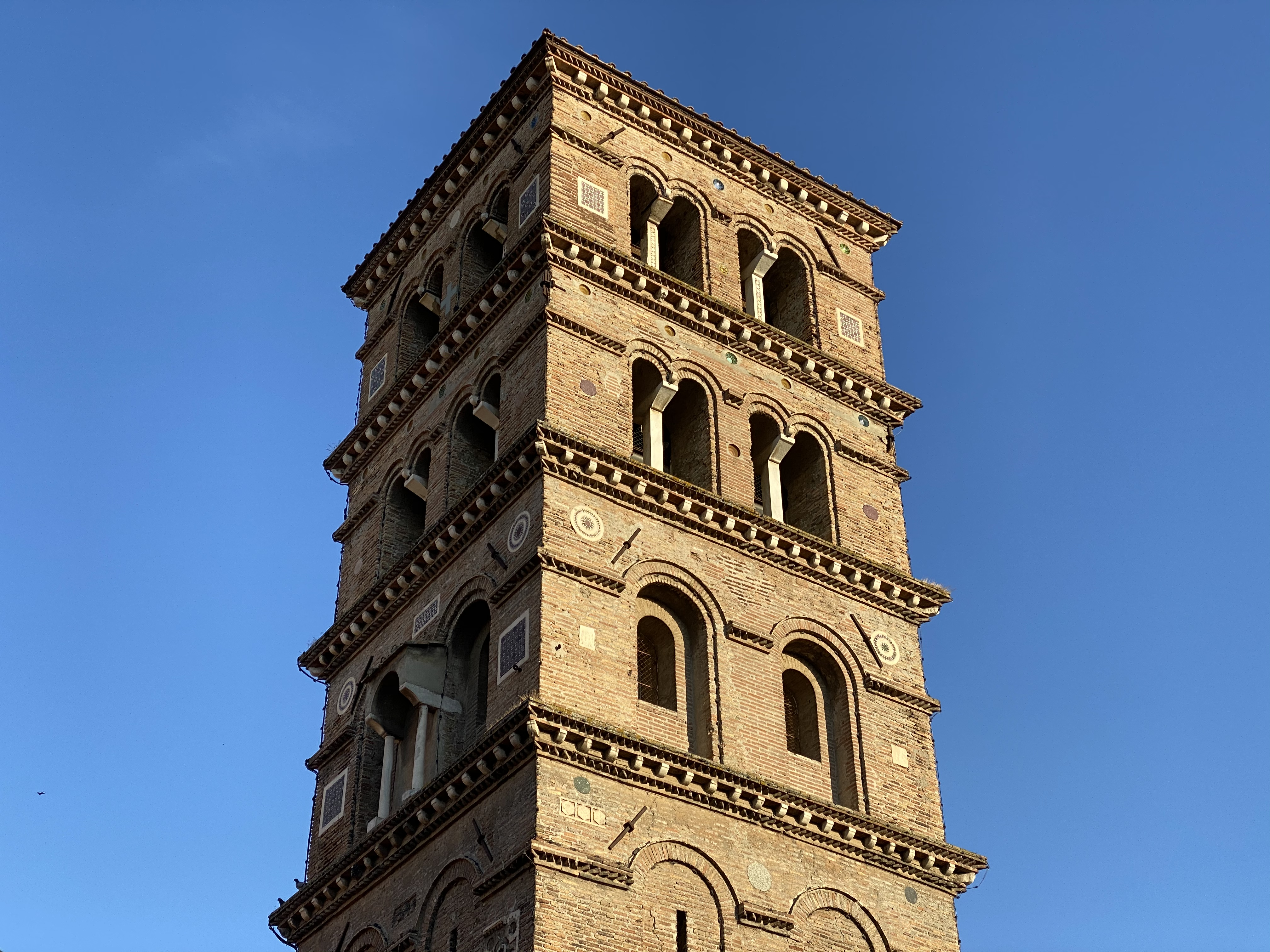
Il campanile romanico della chiesa di San Pietro a Cellomaio.

Nel 326 l'imperatore Costantino I, secondo una tradizione consolidata, ordinò la fondazione della cattedrale albanense dedicata a San Giovanni Battista. Secondo le fonti, Costantino donò alla neonata cattedrale vari arredi sacri per un valore complessivo di 65 libbre, e varie tenute e fondi nell'Ager Albanus.
Durante la Guerra gotica Albano si ridusse, da municipium come veniva attestato ancora nel V secolo, ad oppidulum, piccola città fortificata.
Nel 964 l'imperatore Ottone I conferisce l'investitura su Albano, Ariccia e altri tre castelli posti lì intorno a Virginio Savelli, suo capitano a Roma.
Dal 1004 al 1009, fu cardinale di Albano Pietro Martino Boccapecora o Boccadiporco, futuro papa Sergio IV.
Nel 1116 si ha la prima citazione dell'eremo di Sant'Angelo in Lacu, situato sotto Malafitto, sul versante meridionale del Lago Albano.
Papa Pasquale II nel 1118 si rifugiò in Albano poiché i Colonna ostili a lui occupavano Roma, e riscontrò tale fedeltà negli albanensi da concedere ad essi l'esenzione perpetua dalle tassi di molitura del grano.
Durante lo scisma dell'antipapa Anacleto II con il papa Innocenzo II, nel 1137 l'antipapa marciò su Albano e su altre località laziali per estendervi il suo dominio, ma subito questi territori vennero ripresi da Innocenzo II. Correndo l'anno 1142, Albano venne saccheggiata dai Saraceni.
Dopo la battaglia di Prata Porci, nel 1168, il popolo romano pensò bene di vendicarsi su Albano, città che aveva parteggiato per l'imperatore Federico Barbarossa contro Roma, e così la città venne saccheggiata e rasa al suolo.
Dato lo stato d'abbandono in cui versava Albano, papa Innocenzo III donò al monastero di San Paolo fuori le mura il Palatium con le chiese di Santa Maria Minore e San Nicola con le loro dipendenze.
Papa Onorio III nel 1217 concesse Albano in possesso ai suoi vescovi, come in effetti era già dal 1137, con una bolla che venne riconfermata nel 1278 da Niccolò III.
San Bonaventura da Bagnoregio fu cardinale di Albano dal 1273 al 1274, anno della sua morte.
Nel 1436 venne rasa al suolo assieme a Castel Savello dal cardinal Giovanni Maria Vitelleschi, per ordine di papa Eugenio IV.
Nel 1697 Albano passò al dominio diretto della Santa Sede.

### Età moderna (1699 - 1798)

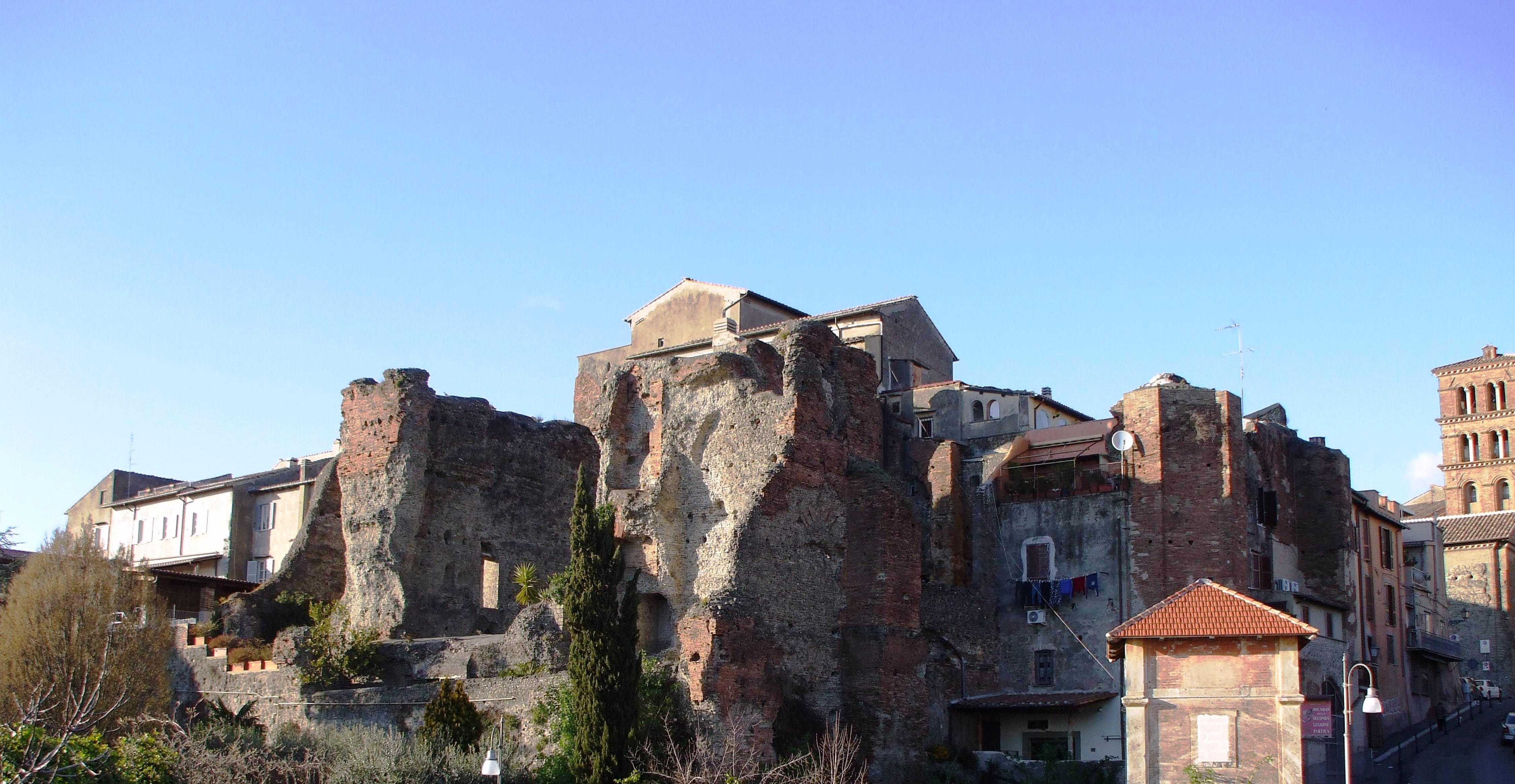
I resti delle terme romane di Caracalla, meglio note come Terme di Cellomaio, nel centro di Albano.

Per volontà prima del cardinale vescovo Francesco d'Adda (1715-1719), poi del suo successore Fabrizio Paolucci (1719-1724), tra il 1719 ed il 1722 vennero eseguiti alcuni lavori nella Cattedrale di San Pancrazio, che inclusero la realizzazione dell'attuale facciata in peperino e travertino. La direzione dei lavori fu affidata all'architetto Carlo Buratti.
Papa Pio VI nel 1780 diede il via alla risistemazione della via Appia, con lo scopo di realizzare un collegamento rapido tra Roma e Terracina, dove fervevano i lavori per la bonifica delle Paludi Pontine. Il primo tracciato della nuova "strada nazionale" arrivava ad Albano seguendo quasi fedelmente la via Appia Antica, salvo poi deviare dal tracciato antico percorrendo il crinale di Vallericcia per arrivare a Genzano, evitando il forte dislivello per raggiungere Ariccia. Solo con la costruzione del ponte di Ariccia sotto i pontificati di papa Gregorio XVI e papa Pio IX (1839-1849) verrà delineato l'attuale tracciato della Strada statale 7 Via Appia.

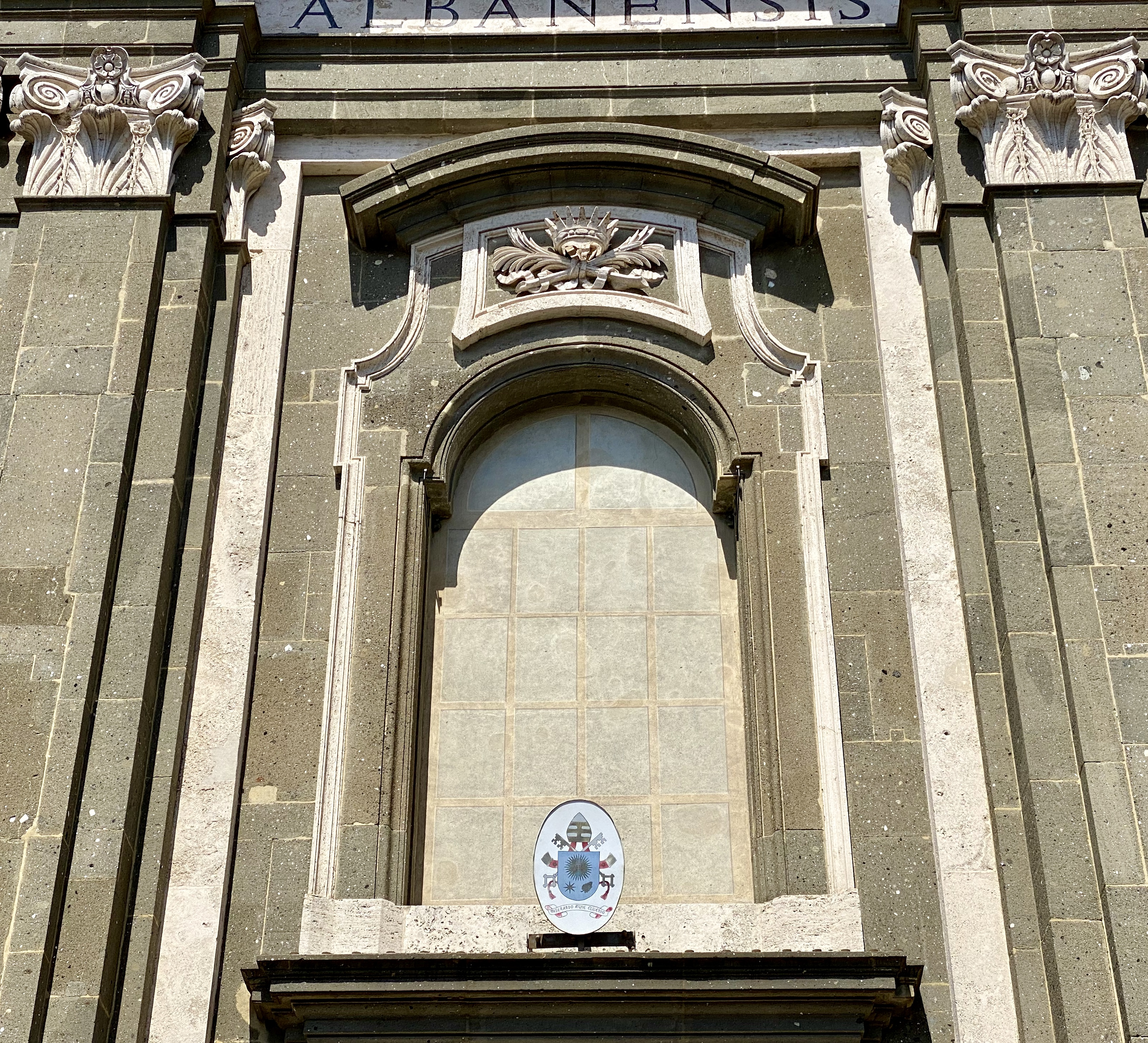
Un particolare della facciata settecentesca della cattedrale di San Pancrazio.

L'apertura del nuovo percorso della via Appia portò indubbi benefici ad Albano e alle località situate lungo il suo percorso: basti pensare che la Comunità di Velletri pregò il Papa di allungare il tracciato facendolo passare per la loro città. L'altra faccia della medaglia fu che località situate lungo l'antica "via postale per Napoli", prima importanti centri di scambio, come Marino e Nemi, persero molto dal cambiamento del tracciato.
Durante la prima occupazione francese e le vicende legate alla Rivoluzione francese nello Stato Pontificio, il 18 febbraio 1798 anche Albano, assieme a Frascati, Velletri e più tardi Marino, si proclamò "Repubblica sorella" della nascente Repubblica Romana. In seguito alla sommossa dei trasteverini però anche gli albanensi si ribellarono ai francesi, e il 28 febbraio Albano venne occupata e saccheggiati dalle truppe di Gioacchino Murat. L'anno seguente, invece, ad Albano si installò fra Diavolo, al comando di una colonna napoletana. il significato della parola mater urbis che troviamo sullo stemma significa "madre di Roma"

### Età contemporanea (1799 - 1944)
Con il motu proprio del 6 luglio 1816, papa Pio VI rientrato nello Stato Pontificio con la Restaurazione elevò Albano a sede di Governo.
Nel 1870 Albano entrò a far parte del Regno d'Italia. Divenne sede di pretura, che dagli anni trenta del XX secolo accorpò anche gli uffici di Marino.
Il 1º febbraio 1944 Albano ed Ariccia vennero bombardate dagli alleati. Furono colpiti il convento delle Clarisse di clausura in piazza Pia, annesso al complesso della Villa Pontificia e numerose abitazioni civili. Le vittime furono alcune centinaia, anche perché un altro bombardamento colpì il 10 febbraio il collegio di Propaganda Fide nella vicina Castel Gandolfo, dove erano raccolti molti sfollati.
Il secondo dopoguerra

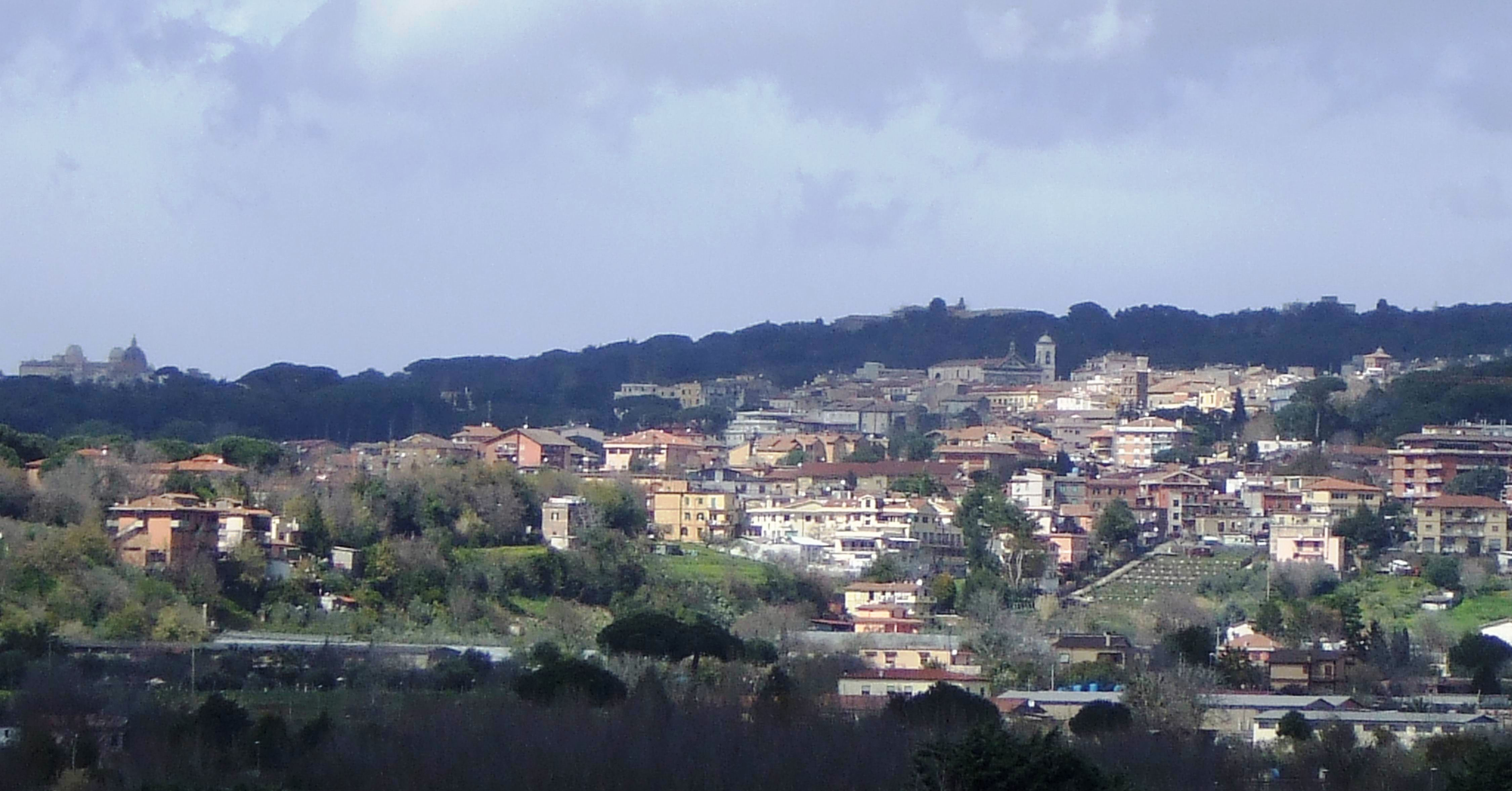
Il centro di Albano e sulla sinistra il Palazzo Pontificio di Castel Gandolfo

Subito dopo la seconda guerra mondiale, la città iniziò a risorgere dai disastri provocati dalle bombe. La vita culturale e commerciale si fece sempre più intensa. Nel 1961 vennero fondati le due principali scuole secondarie di secondo grado statali che ancora oggi hanno sede in città: il Liceo Ginnasio Statale Ugo Foscolo e l'Istituto Professionale di Stato Nicola Garrone.
Negli anni settanta venne aperta la discarica in località Roncigliano, con una capacità massima prevista di sei fosse. Oggi si sta esaurendo la settima fossa e la chiusura dell'impianto sembra assai lontana: anzi, per ovviare all'incombente crisi dei rifiuti della regione Lazio è partita una proposta per costruire a Roncigliano un gassificatore. I cittadini hanno costituito subito un comitato di opposizione.
Nel 2000 sono iniziati i lavori per la costruzione della Tangenziale, una nuova strada che dalla località Villetta salta il centro storico servendo come alternativa per il traffico non locale che transita sulla trafficatissima Strada statale 7 Via Appia in direzione Ariccia e Velletri. Terminato il primo tratto nel 2010, i lavori si sono conclusi fino alla località Somaschi nel 2016.

### Alcuni eventi del secondo dopoguerra
La Festa delle Minenti era una festa molto sentita dalla popolazione e si teneva ogni anno il lunedì dopo la Pentecoste; durò fino alla metà degli anni Sessanta. Le Minenti, donne popolane provenienti in particolare da Trastevere, partivano al mattino da Roma, si recavano al Santuario della Madonna del Divino Amore ed in mattinata giungevano ad Albano. Le Minenti erano chiamate in vari modi: “E Piscione”, “E Madonnare”, “E Mbrilloccate”, “E Trasteverine”. Il termine Minenti può provenire da quello di “eminenti”, dal latino emeritus, emerito. Altra interpretazione è quella di mingentes, visto che, dopo aver bevuto nelle osterie, si appartavano nei portoni per urinare alzando le vesti fino alle ginocchia e liberandosi senza problemi, pratica non molto apprezzata dai residenti.
La nevicata del 1956. Nel 1956 vi fu un’eccezionale nevicata che iniziò agli inizi di febbraio e terminò nel mese di aprile. La nevicata, che coprì anche Roma, mise in ginocchio la città, con ripercussioni molto negative sulle attività agricole ed edilizie, sui trasporti, sulle scuole.
Le Olimpiadi del 1960. Le Olimpiadi del 1960 ebbero un impatto indiretto sulla città visto che il centro delle attività sportive era in lago Albano, dove si svolsero le gare sull’acqua. Fu necessario effettuare interventi urbanistici per abbellire la città che ancora mostrava le ferite dei bombardamenti della Seconda guerra mondiale. La squadra nazionale di calcio venne ospitata nell’albergo Miralago e si allenava nel campo di calcio Pio XII con il tappeto di erba, appena costruito.
La tromba d’aria del 1961. Il passaggio della tromba d’aria provocò l’abbattimento di una grande quantità di alberi nelle due strade che congiungono Albano Laziale con Castel Gandolfo (via Gallerie di Sotto e via Gallerie di Sopra) con conseguente interruzione del traffico. L’evento provocò dei feriti e danni a varie strutture.
Campanile Sera. Nel 1961 Albano Laziale partecipò alla trasmissione televisiva “Campanile Sera” che consisteva nella gara tra due città italiane. Il 5 gennaio Albano Laziale batté Desio ed il 12 gennaio fu sconfitta da Alba.
Il crollo del ponte di Ariccia. Il 18 gennaio 1967, in piena notte, crollò la parte centrale del ponte che congiunge Albano Laziale ad Ariccia. Vi furono due morti. A distanza di un anno il ponte venne riaperto al traffico.

### Simboli

Il gonfalone civico

La blasonatura ufficiale dello stemma della città di Albano, concesso D.P.R. del 24 novembre 2008, è la seguente:
(D.P.R. 24.11.2008)
La scrofa raffigurata nello stemma comunale rappresenta la città madre di Albalonga che allatta le trenta città della Lega Latina, raffigurate dai porcellini, posti sotto un'antica quercia ai bordi del lago e del Monte Albano, dove Giove Laziale aveva la sua sede e il suo tempio massimo.

La bandiera civica

Il gonfalone è un drappo partito di porpora e di giallo.
I colori cittadini sono il giallo ed il rosso: questi sono infatti sia i colori della città di Roma, legata ad Albano da un simbolico vincolo filiale, sia i colori della famiglia Savelli, feudataria di Albano dal XIII secolo al 1699. Il giallo ed il rosso sono anche i colori che appaiono nello stemma della diocesi suburbicaria di Albano.

### Ricorrenze
- 1º febbraio: si ricorda il bombardamento alleato di Albano ed Ariccia, avvenuto proprio il 1º febbraio 1944, che colpì duramente il centro storico della città; tra gli altri obiettivi, vennero colpiti il convento della Clarisse di clausura di Piazza Pia e l'abitazione che nascondeva le strutture della Porta Pretoria dei Castra Albana[36].
- 10 febbraio: si ricorda il bombardamento alleato del Collegio di Propaganda Fide, sito nel complesso neutrale del Palazzo Pontificio di Castel Gandolfo ed avvenuto il 10 febbraio 1944.
- 12 maggio: si festeggia San Pancrazio, patrono della città.
- 7 ottobre: si celebra la festa religiosa della Madonna del Rosario, festa istituita da papa Pio V in tutto lo Stato Pontificio per ricordare la vittoria cristiana nella battaglia di Lepanto del 7 ottobre 1571.

## Monumenti e luoghi d'interesse

### Architetture religiose

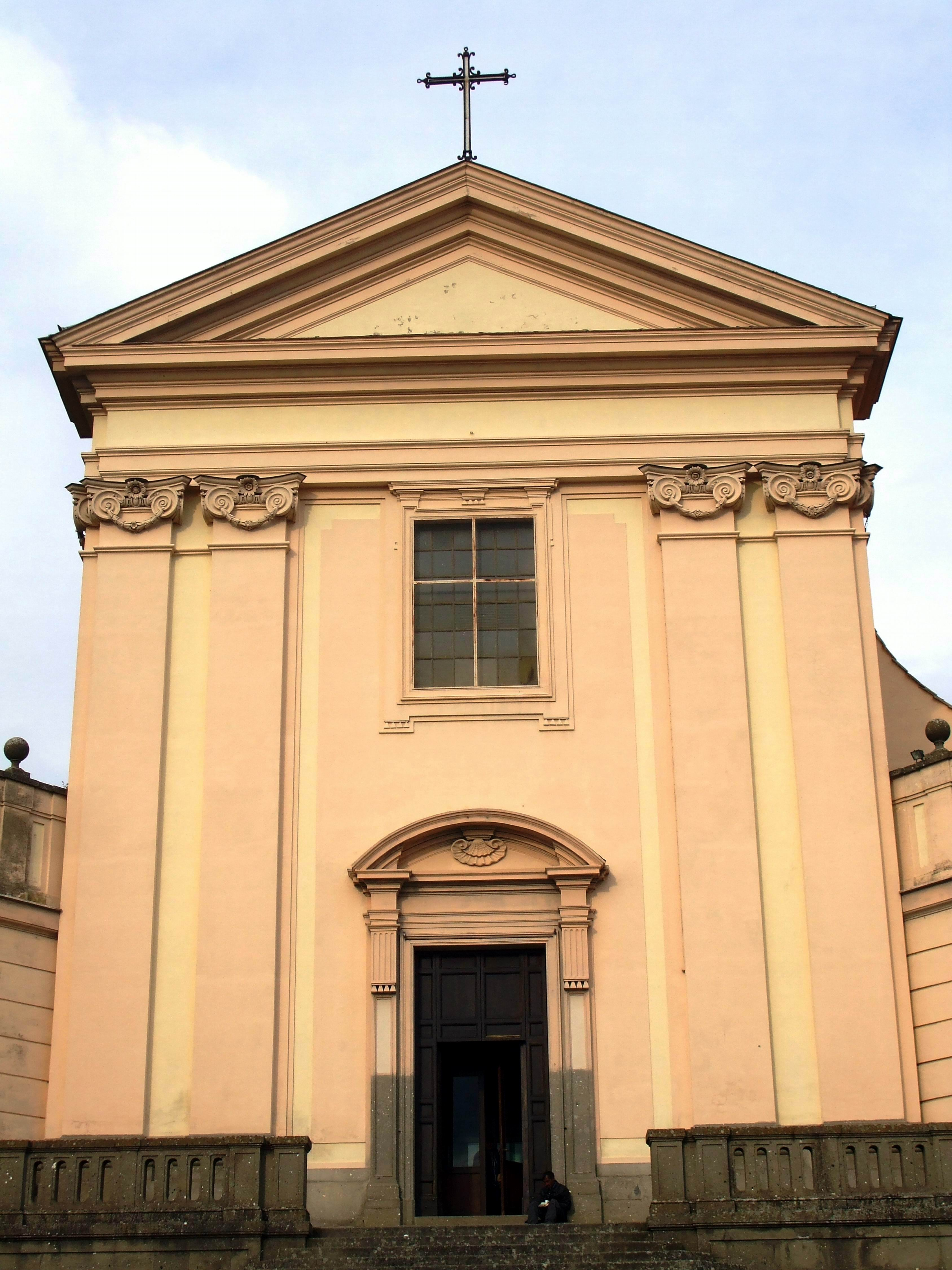
La chiesa di San Paolo, che accoglie le spoglie di san Gaspare del Bufalo.

- Basilica Cattedrale di San Pancrazio
- Chiesa di San Pietro Apostolo
- Chiesa e convento di San Paolo o di San Gaspare del Bufalo
- Chiesa e convento di Santa Maria della Stella
- Chiesa e convento di San Bonaventura
- Santuario di Santa Maria della Rotonda
- Chiesa di San Filippo Neri

Fino al 1687, i defunti delle parrocchie trovavano sepoltura sotto al pavimento della Basilica Cattedrale di San Pancrazio.. In seguito ai primi lavori di riammodernamento della chiesa, il cardinale vescovo Flavio Chigi ordinò di realizzare un cimitero a ridosso della chiesa, con affaccio su Piazza Pia: quando infine nel 1826 al posto del cimitero si realizzò la terza navata della Cattedrale, il cimitero venne trasferito in un terreno in prossimità della Chiesa di Santa Maria della Stella, consacrato ufficialmente nel 1833. Con l'apertura. nel secondo dopoguerra, del nuovo Cimitero Comunale in un terreno posto ai confini con il comune di Castel Gandolfo, il vecchio cimitero della Stella è diventata Cimitero Storico Comunale.

### Architetture civili
(Vincenzo Misserville.)

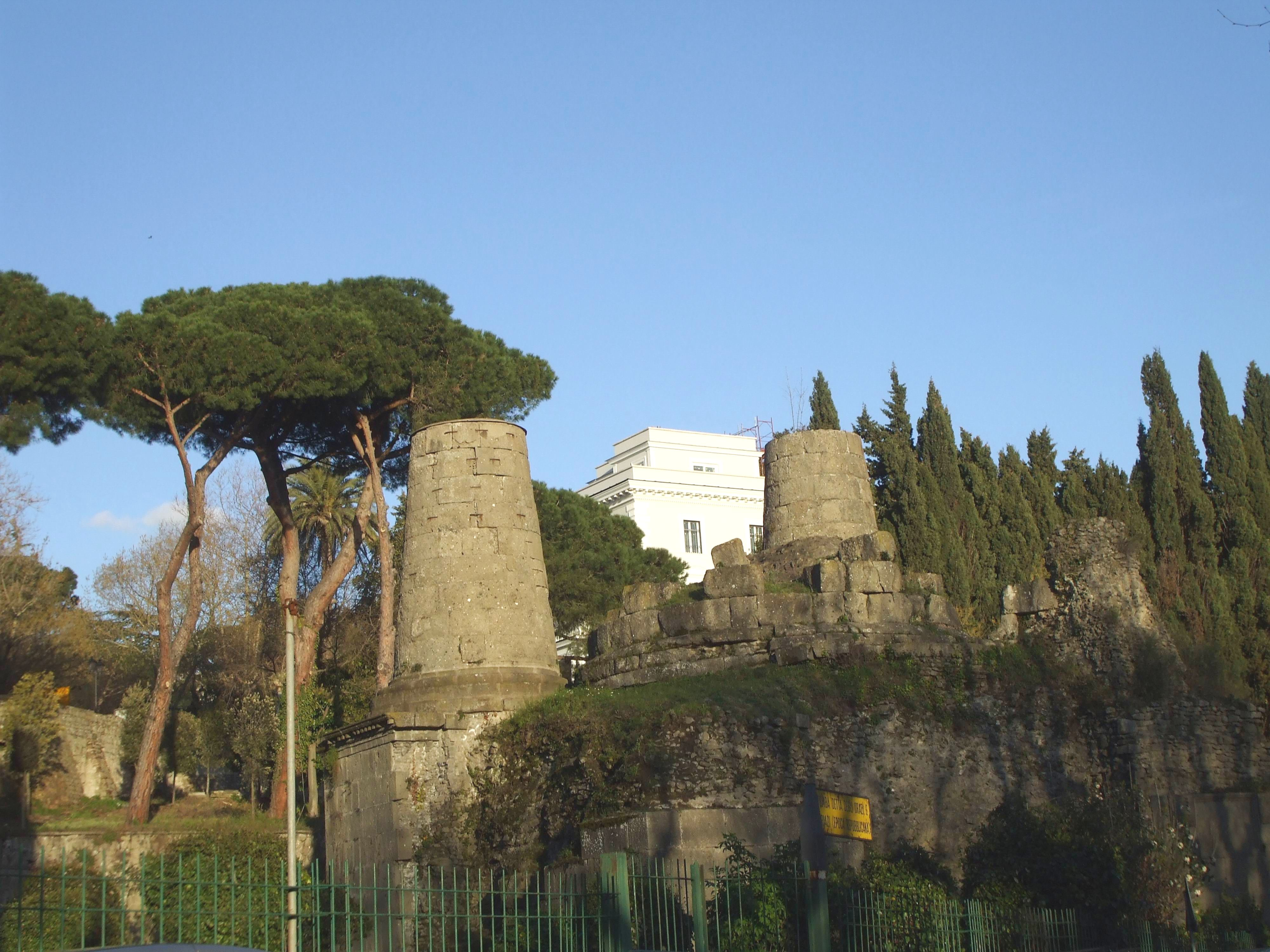
Il sepolcro romano detto degli Orazi e dei Curiazi.

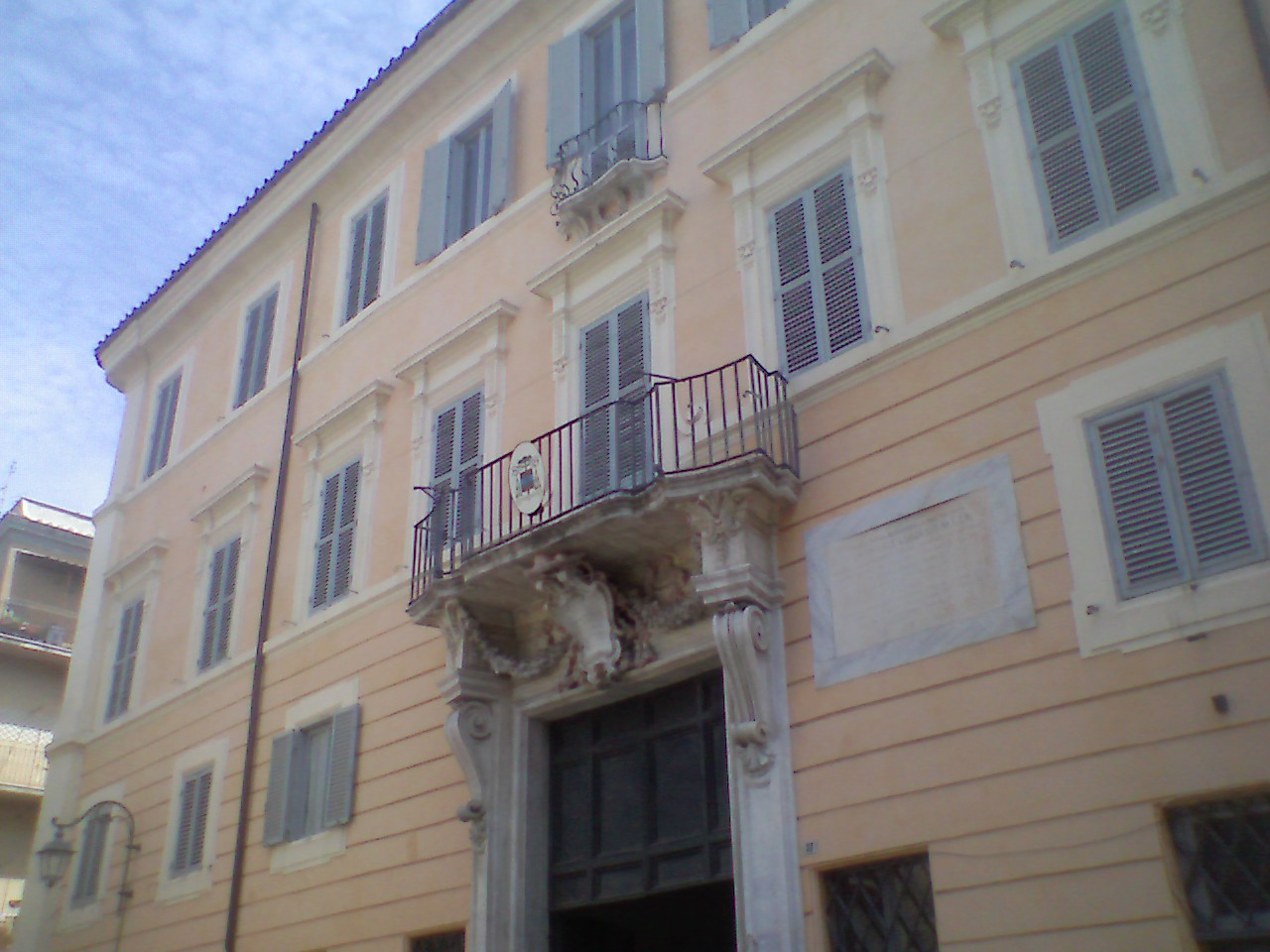
Palazzo Lercaro, sede del Palazzo Vescovile.

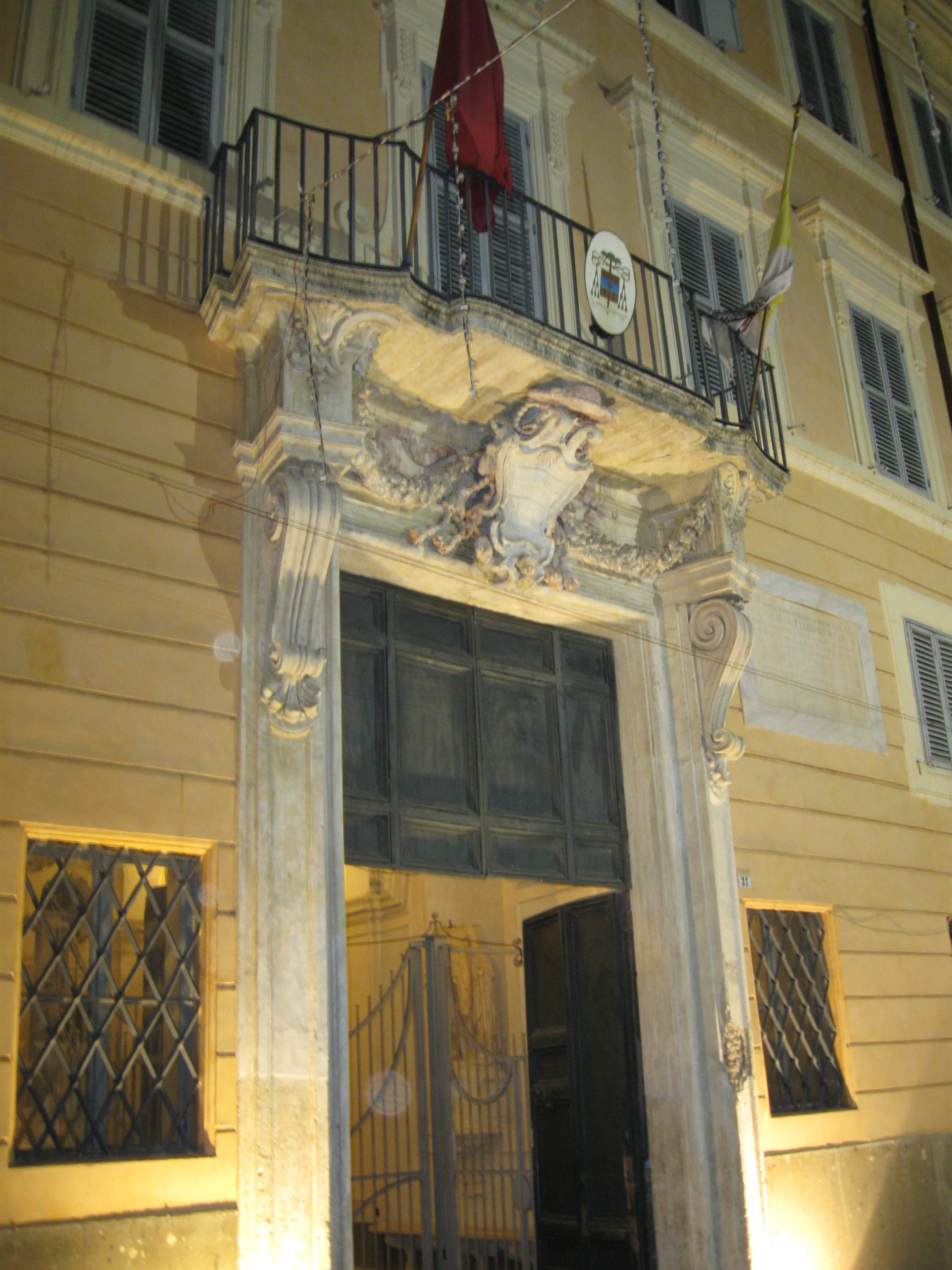
Il portale principale del Palazzo Vescovile.

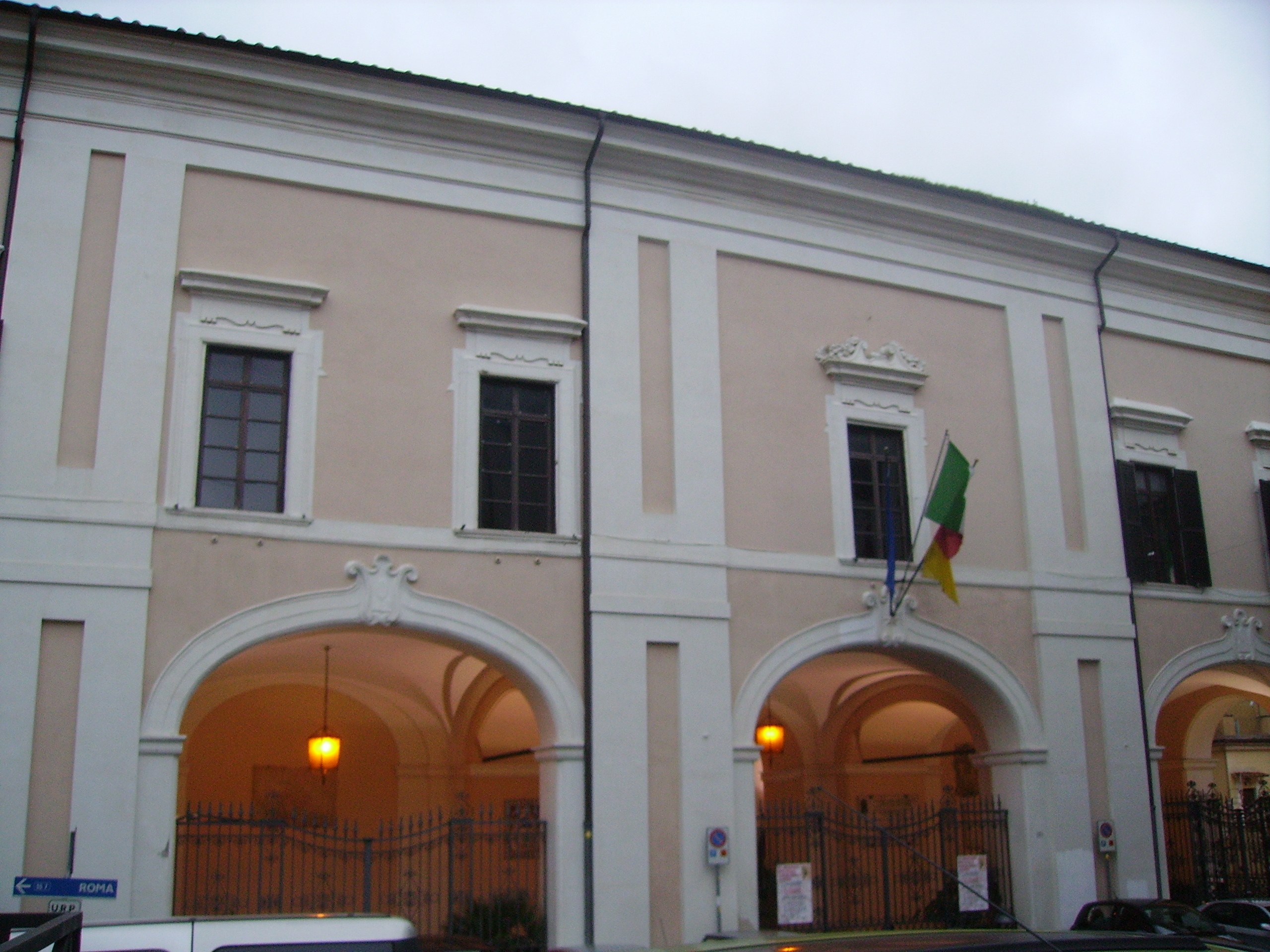
La facciata principale di palazzo Savelli.

- Palazzo Savelli; edificato nel XIII secolo dalla famiglia Savelli, l'edificio nacque come fortificazione. Di questa originaria funzione sono testimonianza le torri quadrangolari visibili su corso Giacomo Matteotti. Il palazzo, dopo l'acquisizione di Albano da parte della Camera Apostolica nel 1697, divenne residenza del Governatore pontificio, e ospitò varie personalità importanti. Venne realizzato il portico sul fronte principale e venne collegato tramite un cavalcavia al Palazzo Camerale, oggi[quando?] sede di alcuni uffici comunali, su via Cavour. Divenuto nel 1870 sede del Municipio, furono eseguiti restauri negli anni trenta e nel primo decennio del XXI secolo. (Vedi Palazzo Savelli (Albano))
- Palazzo Lercari o Palazzo Vescovile; edificato nel 1727 dal cardinal Nicolò Maria Lercaro per ospitare papa Benedetto XIII, fu concesso in seguito Ecclesiae ac Episcopis Albanensibus, "alla Chiesa e ai vescovi di Albano". Notevole il portale d'ingresso nell'atrio e la cappella interna. Dal 1759 ospita il Vescovado e gli uffici curiali.
- Palazzo Campano; edificato nel 1465 dal vescovo e letterato Giannantonio Campano (1429-1477) sull'attuale via del Collegio Nazareno, è stato uno dei primi palazzi patrizi costruito in Albano.
- Palazzo Rospigliosi; edificato nel 1667 dalla famiglia Rospigliosi, ospita dagli anni trenta i PP. Giuseppini dell'Istituto Leonardo Murialdo. Vi è annesso un giardino.
- Palazzo Pamphilj o Palazzo del Collegio Nazareno; edificato nel 1655 dal cardinal Vincenzo Maculani, fu acquistato in seguito da Camillo Francesco Maria Pamphilj, a cui si devono i restauri e l'aspetto attuale. Nel 1764 venne acquisito dal Collegio Nazareno di Roma, retto dai PP. Scolopi.
- Palazzo Paolucci; edificato nel XVII secolo dal cardinale Fabrizio Paolucci, prospetta su via Cairoli, presso piazza Pia.
- Palazzo Poniatowskj; edificato nel XIX secolo dal principe Amedeo Poniatowskj, grande proprietario terriero nonché proprietario all'epoca del Lago Albano, su corso Matteotti.
- Villa Doria-Pamphilj; edificata nel XVIII secolo dal cardinale Fabrizio Paolucci, fu in seguito acquisita dalla famiglia Doria. La palazzina della villa, prospettante sulla via Appia, venne rasa al suolo nel 1951 a causa dei danni subiti nei bombardamenti anglo-americani, ed al suo posto venne aperta l'attuale piazza Mazzini. La villa è oggi[quando?] un parco pubblico, conosciuto come  'a Villa, una delle aree verdi più importanti del territorio. Al centro dell'area verde ci sono i ruderi di una villa romana attribuita a Gneo Pompeo Magno.
- Villa Corsini; edificata alla metà del XVIII secolo lungo la via Appia verso Ariccia dalla famiglia Corsini, venne anche chiamata locanda reale[40] per via dei molti ospiti illustri che ha ospitato: tra gli altri Maria Luisa di Borbone-Spagna[non chiaro], Carlo IV di Spagna, Carlo Emanuele IV di Savoia e Giuseppe Garibaldi. Oggi[quando?] è sede della direzione generale della ASL RMH.
- Villa Altieri; edificata nel XVIII secolo dal cardinal Lorenzo Altieri su un antico casale, posta proprio all'ingresso di Albano provenendo da Roma, lungo la via Appia. Ospitò papa Pio VI, fatto ricordato da una lapide latina appostavi dal principe Emilio Altieri, dove per prosopopea viene fatta parlare la villa stessa.[41]
- Villa Ferrajoli; edificata a partire dal 1845 dalla famiglia Ferrajoli su un preesistente casino appartenente alla famiglia Benucci, è composta da tre palazzine, di cui quella centrale, neoclassica, ospita il Museo Civico di Albano. Dal 1948 la villa è pubblica, mentre la palazzina ha assunto l'attuale funzione dopo essere stata sede dell'Istituto Professionale di Stato Nicola Garrone.
- Villa Venosa-Boncompagni; edificata nel 1857 dalla famiglia Boncompagni, prospetta anch'essa su via Appia e accoglie un grande parco monumentale. Nella villa soggiornò spesso Margherita di Savoia.

### Architetture militari

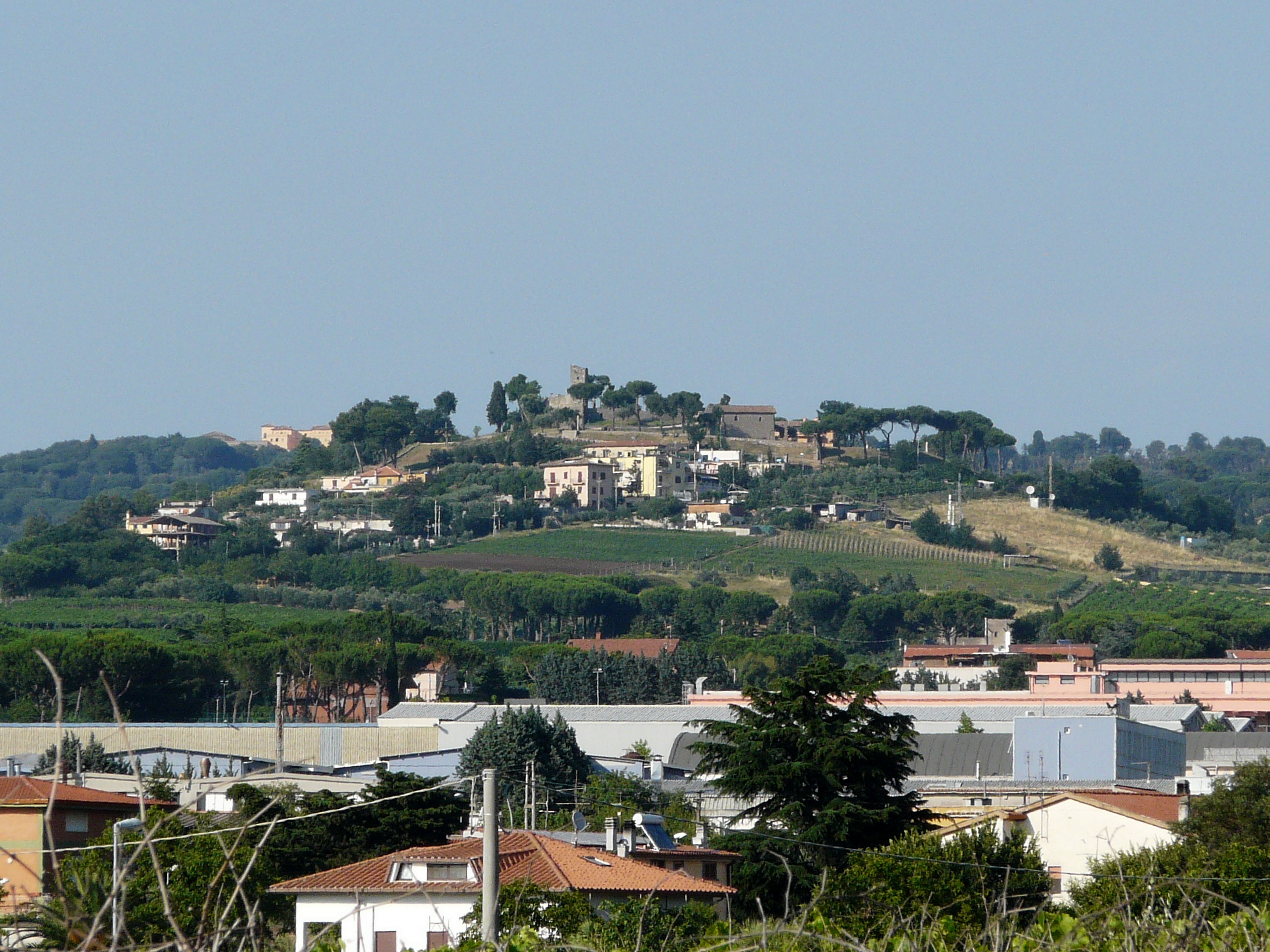
Monte Savello ed i ruderi di Castel Savello.

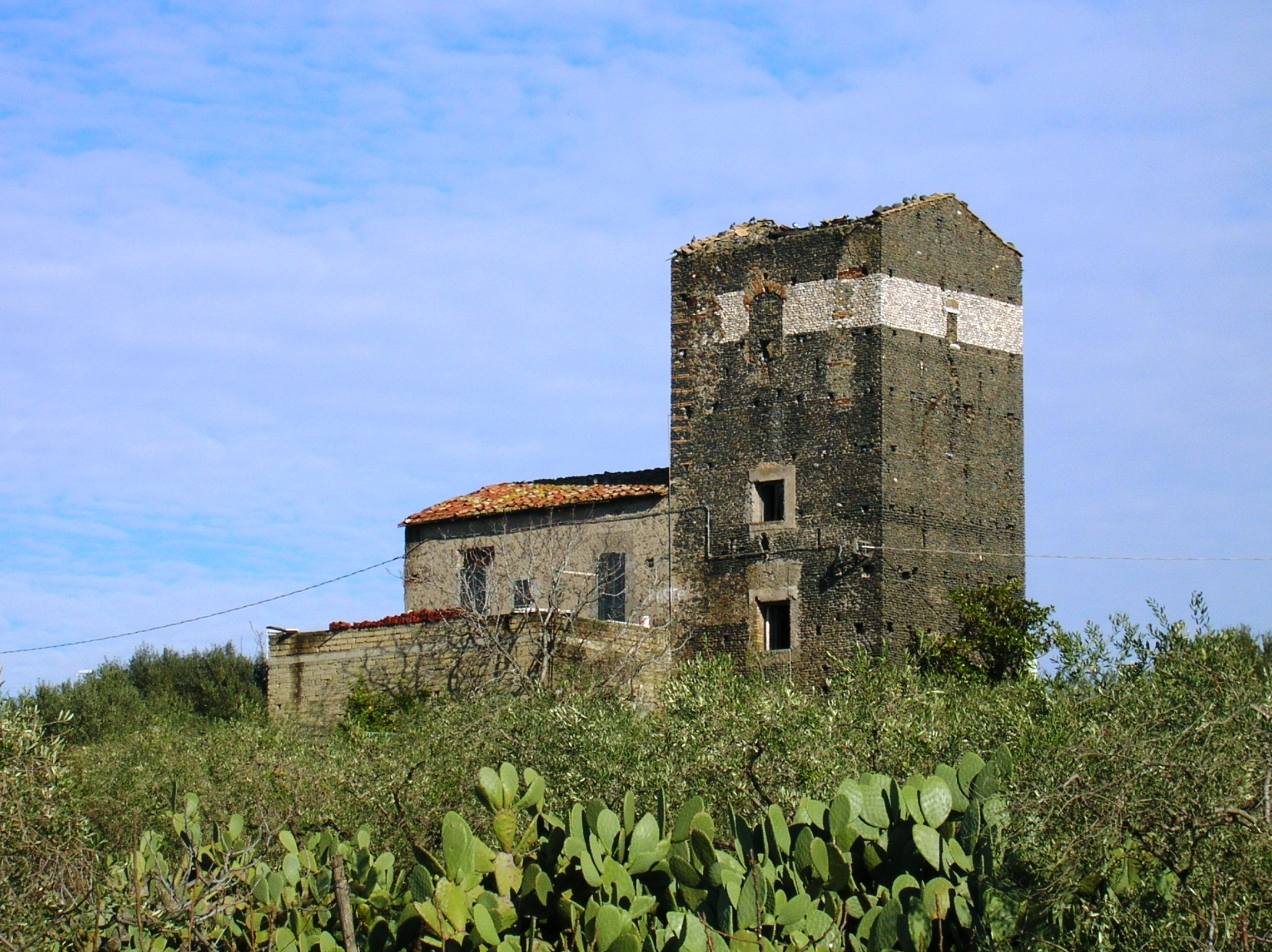
La Torraccia di Cancelliera.

- Mura e porte di Albano. La fortificazione del centro storico di Albano è stata oggi[quando?] quasi integralmente smantellata, a partire dalla fine del XVIII secolo con l'allargamento della via Appia. All'epoca della guerra gotica (535-553) Albano era un oppidulum, dunque un piccolo abitato fortificato. Presumibilmente, le fortificazioni subirono le alterne vicende delle varie distruzioni e delle successive ricostruzioni della città. Il complesso originariamente fortificato di palazzo Savelli risalirebbe al XIII secolo. Nella cerchia muraria si aprivano alcune porte di cui ci è stata tramandata memoria:
  - Porta Romana o Porta di San Rocco; situata su via Appia in direzione di Roma, affiancata dalla palazzina Doria e dalla chiesa di San Rocco, l'aspetto definitivo le venne dato nel XVIII secolo. Tutti gli ornamenti, gli stemmi e la lapide posti sulla porta sono ora[quando?] nell'atrio di Palazzo Savelli. La porta infatti è stata rasa al suolo nel 1908 insieme alla vicina chiesa per allargare la via Appia e far passare la linea tramviaria Roma-Genzano delle Tramvie dei Castelli Romani.
  - Porta San Paolo; situata in piazza San Paolo, vicino alla Chiesa di San Paolo, è l'unica porta sopravvissuta della vecchia cerchia.
  - Porta dei Cappuccini; situata sull'attuale via San Francesco d'Assisi, era un arco sovrastante la strada per il Convento dei Padri Cappuccini. Venne rasa al suolo nel XIX secolo con l'allargamento della strada, che prese nome di via dell'Anfiteatro.
- Castel Savello; fortificazione situata su un'altura nella campagna verso Pavona, fu uno dei primi castelli della famiglia Savelli, edificato nell'Alto Medioevo. Raso al suolo dal cardinale Giovanni Maria Vitelleschi nel 1436, il castello si iniziò a spopolare vista la scarsità d'acqua e fu del tutto abbandonato nel XVIII secolo. Il complesso fortificato era dotato anche di una chiesa, Santa Maria in Porta Coeli.

Numerose sono poi le torrette o i casali fortificati dislocati su alture della campagna fra Pavona e Cecchina:
- Tor Paluzzi; possedimento dei monaci della Chiesa di San Paolo in Albano, fu concessa ad un certo "Paluzzo" da papa Clemente X. Oggi[quando?] denomina una zona urbanistica di Cecchina.
- Torraccia o Torre di Cancelliera; edificata su ruderi romani al settimo chilometro della via Nettunense, appartenne alla famiglia Cancelliera, ai Savelli ed ai Chigi. È oggi[quando?] in parte inclusa nel territorio di Ariccia.
- Tor di Sbarra o Tor di Montagnano; chiamata anticamente anche turris Gandulphorum ed edificata nel Medioevo come punto difensivo verso le incursioni provenienti dal mar Tirreno, appartenne a diverse famiglie nobiliari romane fra cui gli Altieri e i Boncompagni.

### Fontane e monumenti
- Fontana delle Tartarughe
- Fontana del Mascherone
- Fontanella del Re
- Fontana di PIazza Pia
- Monumento ai Caduti di Parco della Rimembranza

### Siti archeologici

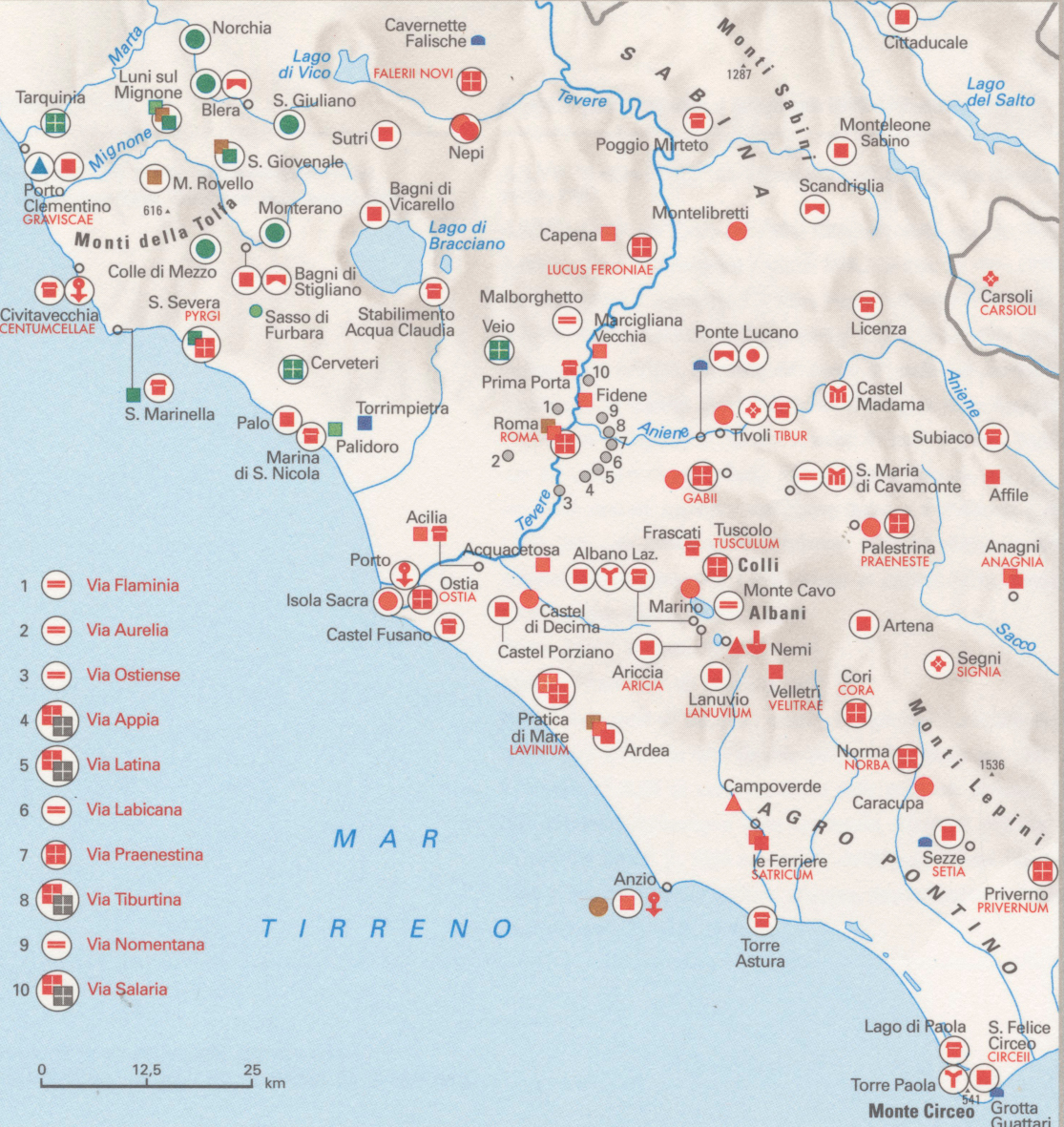
Siti archeologici del Lazio

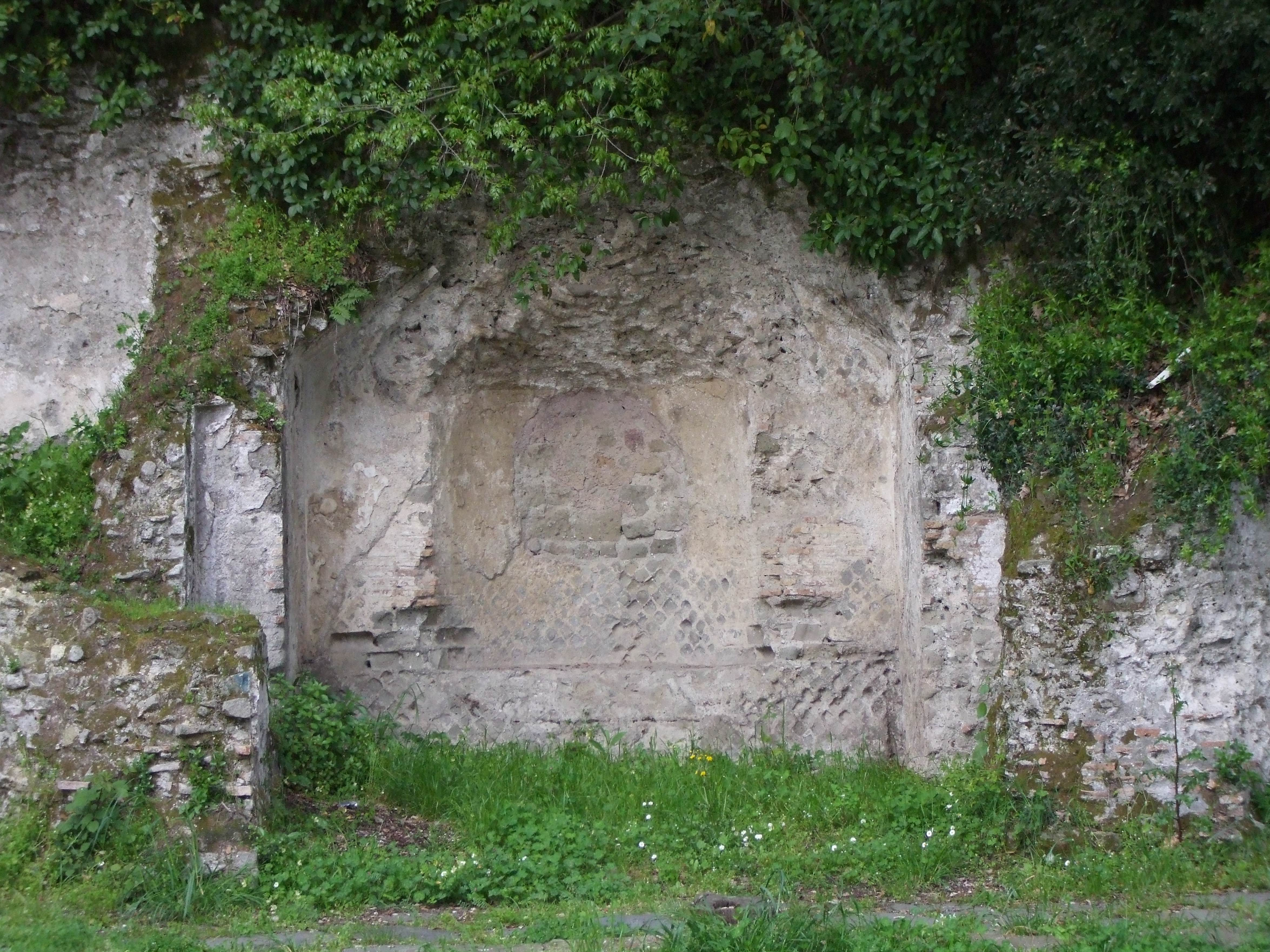
Particolare dei ruderi della villa romana di Gneo Pompeo Magno dentro Villa Doria-Pamphilj.

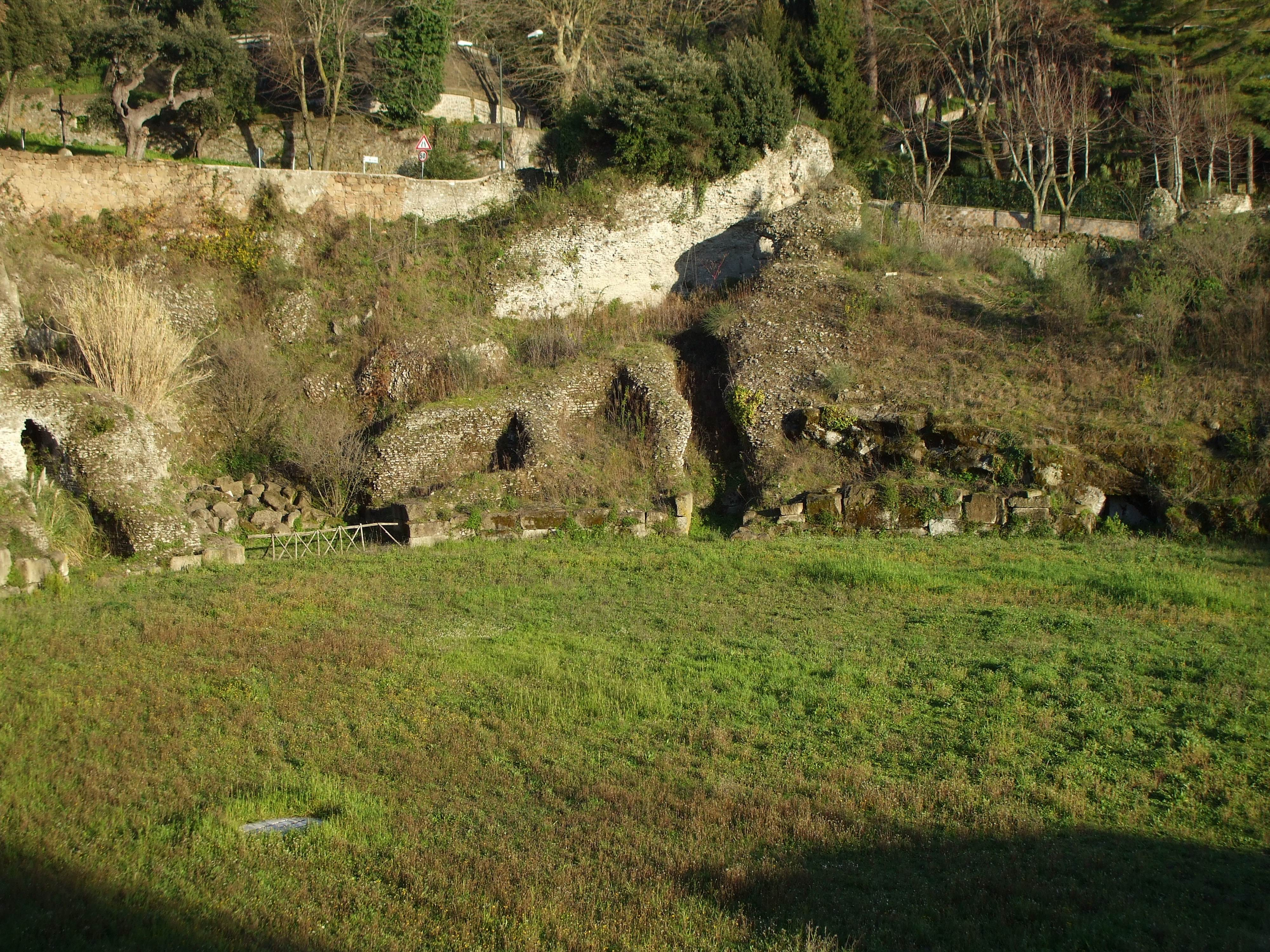
L'anfiteatro severiano.

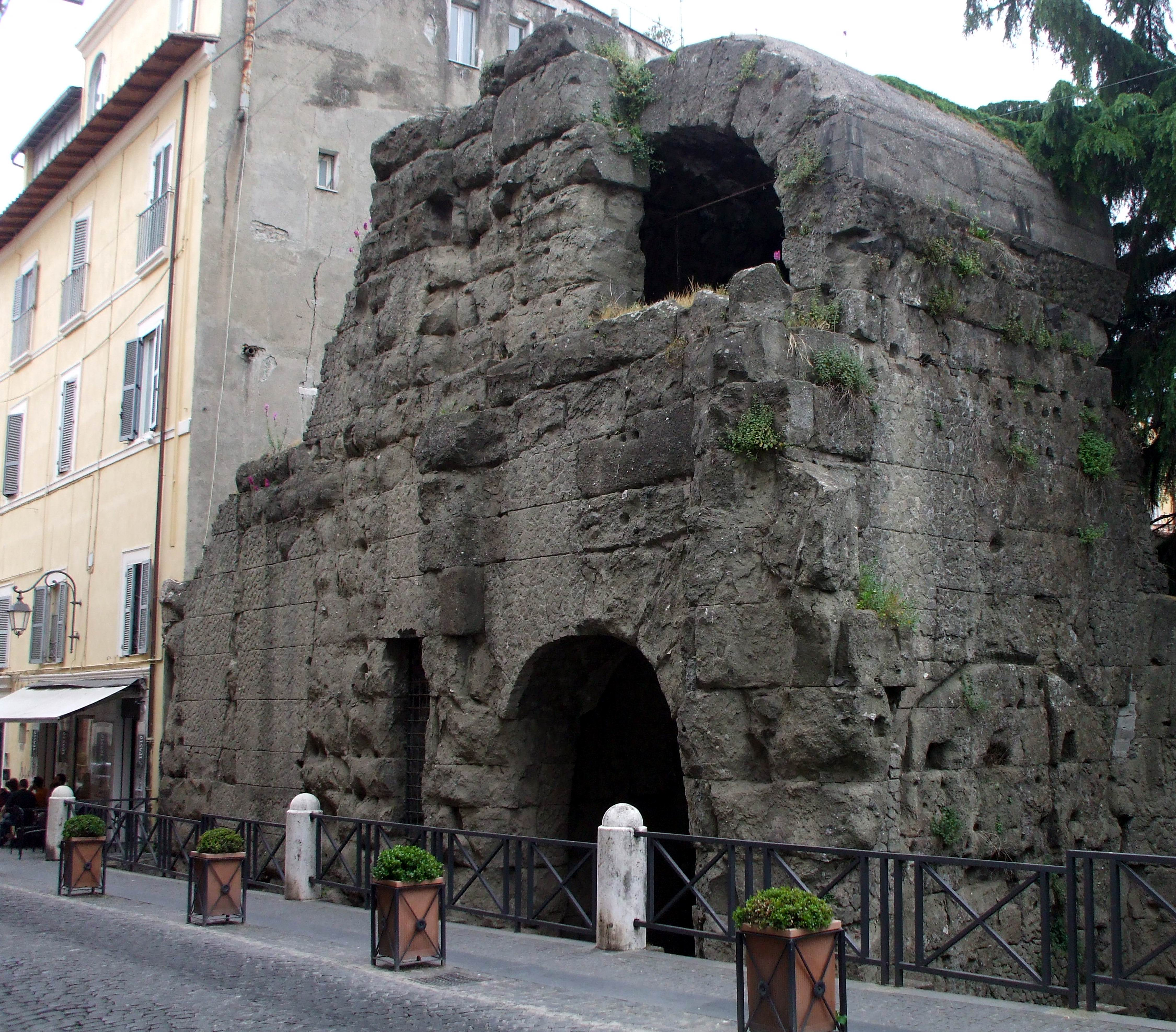
Fornice centrale della Porta Pretoria dei Castra Albana, davanti a Palazzo Savelli.

Il "circuito archeologico dei Castra Albana" contiene una delle più imponenti concentrazioni di ruderi romani fuori Roma nell'area dei Castelli Romani, e ha suscitato in ogni epoca l'interesse di molti studiosi. È composto fondamentalmente da alcuni monumenti principali, risalenti in genere all'epoca severiana:
- Santuario di Santa Maria della Rotonda; eretto probabilmente come ninfeo della Villa di Domiziano a Castel Gandolfo, venne inglobato in seguito nel complesso dei Castra Albana da Settimio Severo e divenne infine, attorno al VII secolo, un santuario cristiano. Simile al Pantheon di Roma ridotto in scala, è oggi[quando?] perfettamente conservato dopo i restauri degli anni trenta che hanno cancellato le modificazioni barocche.
- Porta Pretoria; ingresso principale ai Castra Albana, rivolta verso la via Appia, oggi[quando?] prospiciente Palazzo Savelli e il Corso di Sopra. È una monumentale costruzione in peperino, fino al 1944 inglobata nei palazzi civili adiacenti e liberata dal bombardamento statunitense.
- Terme di Cellomaio; attribuite all'imperatore Caracalla, che le avrebbe erette subito dopo aver fatto uccidere il fratello Geta come donativo per placare gli animi dei soldati[41]. Al loro interno è sorto un pittoresco e suggestivo borgo medioevale, con la Chiesa di San Pietro. Durante il Medioevo, fino all'età moderna, si credette fossero i resti di un favoloso Palazzo di Ascanio, appartenente al complesso degli edifici di Alba Longa. L'antico edificio, trasformato nel periodo medievale in roccaforte e successivamente occupato da civili abitazioni, oggi[quando?] si può ammirare quasi nella sua totalità.
- Anfiteatro; l'anfiteatro di Albano è l'unico rinvenuto nei Castelli Romani: appartenente o addirittura preesistente ai Castra Albana, forse vi si effettuarono anche dei martirii di cristiani, come si potrebbe evincere da due piccole cappelline cristiane dipinte ricavate nei loculi dei vomitoria. In età medioevale divenne, forse, una fortezza.
- Catacombe di San Senatore; originariamente cave di pozzolana sulla via Appia, divennero nel II secolo luogo di sepoltura dei cristiani, e dell'albanense san Senatore martire. Nel XVII secolo vi sorse sopra la Chiesa di Santa Maria della Stella con attiguo convento di carmelitani. Sono in parte ancora inesplorate.
- Cisternoni; è uno dei simboli di Albano, un'enorme cisterna di cinque navate grande 20x30 m circa. Sottostante il complesso del Seminario annesso alla Chiesa di San Paolo, raccoglievano le acque di tre acquedotti provenienti da Malafitto e da Palazzolo. Sono stati in funzione (e sarebbero oggi[quando?] ancora perfettamente funzionanti), dopo l'età romana, dal XVII secolo al 1880 per rifornire le civili abitazioni, e in seguito per l'irrigazione.
- Sepolcro degli Orazi e dei Curiazi; attribuito agli Orazi ed ai Curiazi, protagonisti della leggendaria battaglia tra Roma ed Alba Longa, oppure ad Arunte figlio di Porsenna, morto nella battaglia di Aricia (509 a.C.), da altri addirittura a Gneo Pompeo Magno, è un complesso misterioso, copia in miniatura del sepolcro di Porsenna a Chiusi, posto sull'antico tracciato della via Appia verso Ariccia.
- Sepolcro di Gneo Pompeo Magno; posto sulla Strada statale 7 Via Appia prima dell'ingresso ad Albano provenendo da Roma, è un alto sepolcro comunemente identificato con un plausibile sepolcro di Gneo Pompeo Magno.
- Villa di Gneo Pompeo Magno; villa romana attribuita al condottiero romano, situata al centro dell'area di verde pubblico di Villa Doria-Pamphilj.

### Aree naturali
| Aree di verde pubblico nel comune di Albano Laziale |
| --- |
| - Villa Doria-Pamphilj - Villa Venosa-Boncompagni - Villa Corsini - Villa Ferrajoli - Pineta del Colle dei Cappuccini - Parco della Rimembranza - Villa Del Vescovo (Cecchina) - Villa Comunale (Pavona) |

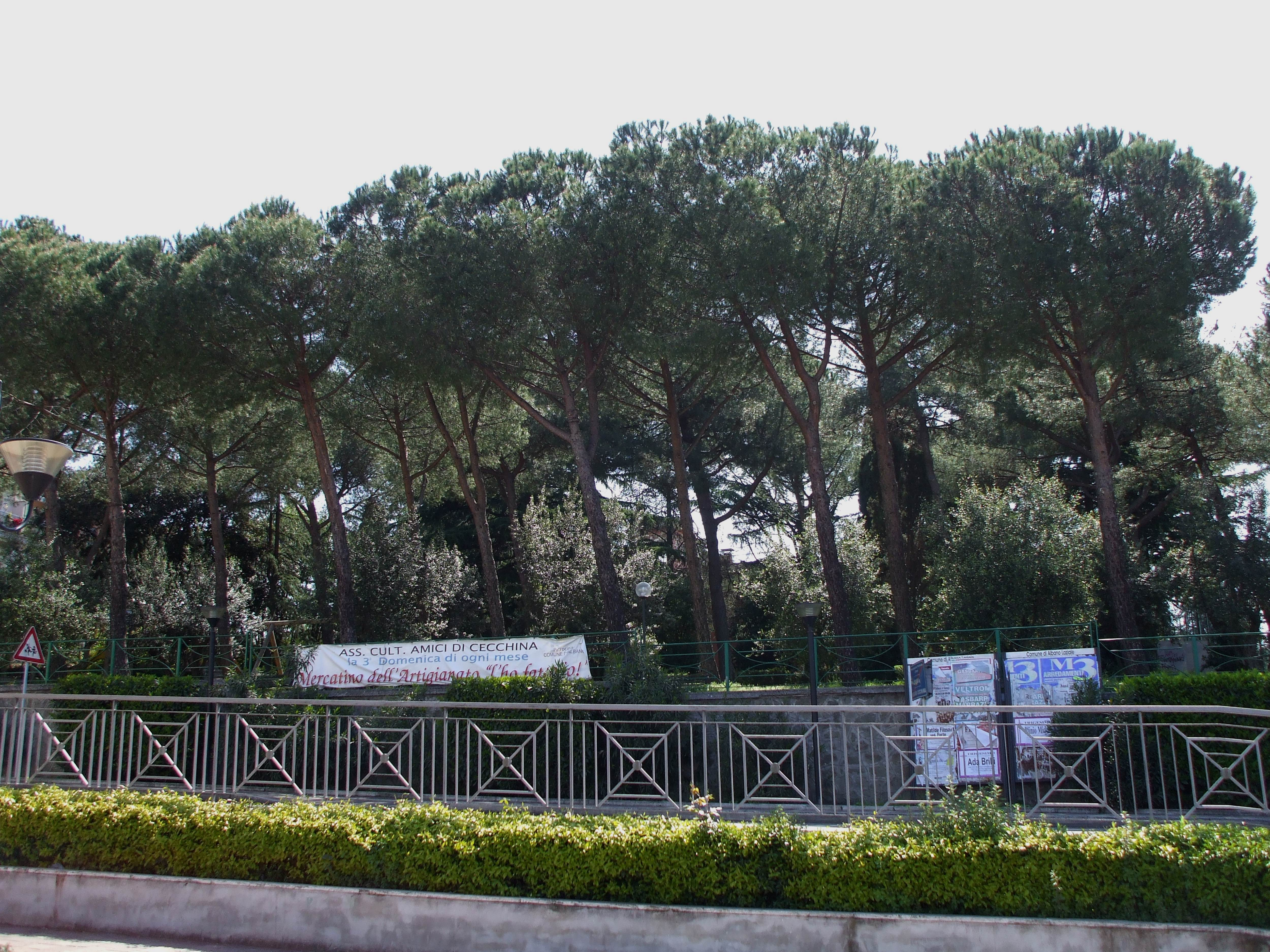
Il Parco Comunale della Villa del Vescovo nella frazione di Cecchina.

Una piccola parte del territorio comunale di Albano Laziale è inclusa nel perimetro del Parco Regionale dei Castelli Romani, ente di tutela ambientale regionale istituito nel 1984 dalla Regione Lazio nell'area dei Colli Albani. In origine, l'intero territorio comunale era situato all'interno del parco (legge regionale nº 2 del 13 gennaio 1984), ma già il 28 settembre 1984 le aree assegnate al parco furono drasticamente ridotte, per ovvi motivi legati all'espansione edilizia futura dei centri abitati inclusi. Gli attuali confini del parco, stabiliti nel 1998, sono più vasti dei confini precedenti, e includono anche il centro storico e le sue propaggini occidentali.
Il verde pubblico urbano presente all'interno del centro storico e, in maniera minore anche nei centri abitati di Cecchina e Pavona, rende Albano uno dei comuni più verdi dei Castelli Romani. Soprattutto, al centro storico si segnala la presenza della vasta area verde del parco pubblico di Villa Doria-Pamphilj, e della pineta di Colle dei Cappuccini.

## Società

### Evoluzione demografica
| Evoluzione storica della popolazione |        |
| 1951                                 | 14 406 |
| 1982                                 | 28 125 |
| 1986                                 | 28 705 |
| 1991                                 | 31 107 |
| 1996                                 | 32 280 |
| 2001                                 | 33 473 |
| 2002                                 | 33 822 |
| 2003                                 | 34 332 |
| 2004                                 | 34 806 |
| 2005                                 | 36 022 |
| 2006                                 | 37 508 |
| 2007                                 | 38 215 |

Abitanti censiti

Albano Laziale è oggi il dodicesimo comune più popoloso della provincia di Roma, e il secondo dei Castelli Romani dopo Velletri. Inoltre è, dopo Roma e Ciampino e prima di Marino, il terzo comune più densamente popolato della provincia di Roma.
Nel 2021 lo stato civile della popolazione era il seguente: celibe o nubile 17.828, coniugato/a 18.444, unito civilmente 24, divorziato/a 1.441, vedovo/a 2.742 (di cui 489 maschi e 2.253 femmine), non conosciuto 168. Totale 40.647. La distribuzione della popolazione per numero di componenti delle famiglie era: 5.907 famiglie con 1 componente, 4.666 con 2 componenti, 3.375 con 3 componenti, 2.502 con 4 componenti, 662 con 5 componenti, 172 con 6 componenti, 51 con 7 componenti, 24 con oltre 7 componenti. Totale 17.359 famiglie.
Nel 2017 sono stati celebrati 130 matrimoni di cui 43 con rito religioso e 87 con rito civile. Nel 2018 i matrimoni sono stati 117 di cui 40 con rito religioso e 77 con rito civile.

### Etnie e minoranze straniere
Al 31 dicembre 2023 gli stranieri residenti nel comune sono 3.593, ovvero il 9,16% della popolazione. Di seguito sono riportati i gruppi più consistenti:
1. Romania, 2.182
2. Albania, 227
3. Ucraina, 147
4. Egitto, 141
5. Polonia, 106
6. India, 144
7. Moldavia, 970
8. Cina, 95
9. Bangladesh, 135

La presenza straniera ad Albano è piuttosto massiccia, ma giustificata dalle dimensioni e dall'importanza del comune. Il dato è comunque inferiore a quello provinciale (10,6%) e regionale (9,5%) e di poco superiore a quello nazionale (7,5%).
Titolo di studio
Popolazione di Albano Laziale per titolo di studio, anno 2023: laurea 7,3%, diploma di scuola secondaria superiore 30,4%, licenza scuola media inferiore 30,6%, licenza scuola elementare 21,1%, privi di titolo di studio 9,7%, analfabeti 0,9%.

### Lingue e dialetti
(Proverbio in dialetto albanense.)
Ovviamente, l'idioma ufficiale più parlato è la lingua italiana. Esiste però come dialetto locale il dialetto albanense, che si distingue dai vicini dialetti di Ariccia (dialetto ariccino), Castel Gandolfo e Marino (dialetto marinese) anche per la predominanza della vocale "o", contro la "u" che caratterizza la maggior parte dei dialetti parlati nelle cittadine circostanti. Nel luglio 2006 è stato pubblicato un Vocabolario del dialetto albanense curato da Nino Dori, Aldo Onorati, Giorgio Sirilli e Piero Torregiani.
Nelle aree di urbanizzazione più moderna, come le frazioni di Cecchina e Pavona ma anche buona parte del centro storico di Albano, il dialetto locale sta tuttavia per essere soppiantato dal dialetto romanesco, la cui penetrazione in provincia si fa sempre più massiccia.

### Religione
(Papa Giovanni Paolo II, Discorso alla Diocesi di Albano, 27 agosto 2000)
Albano Laziale dal V secolo è una delle sedi vescovili suburbicarie della Chiesa cattolica, diocesi suffraganea a quella di Roma. (Vedi Sede suburbicaria di Albano)

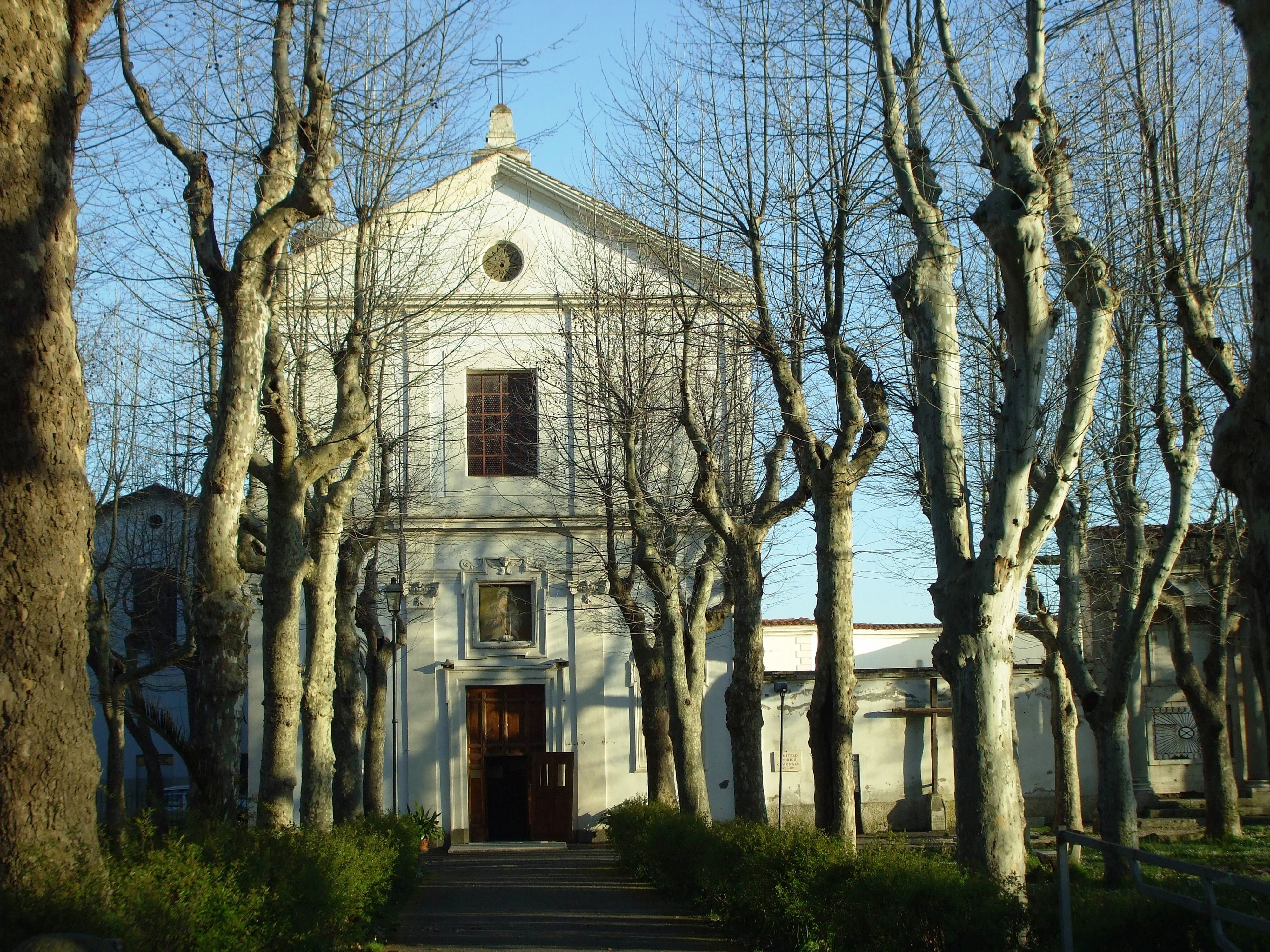
La facciata della chiesa di Santa Maria della Stella.

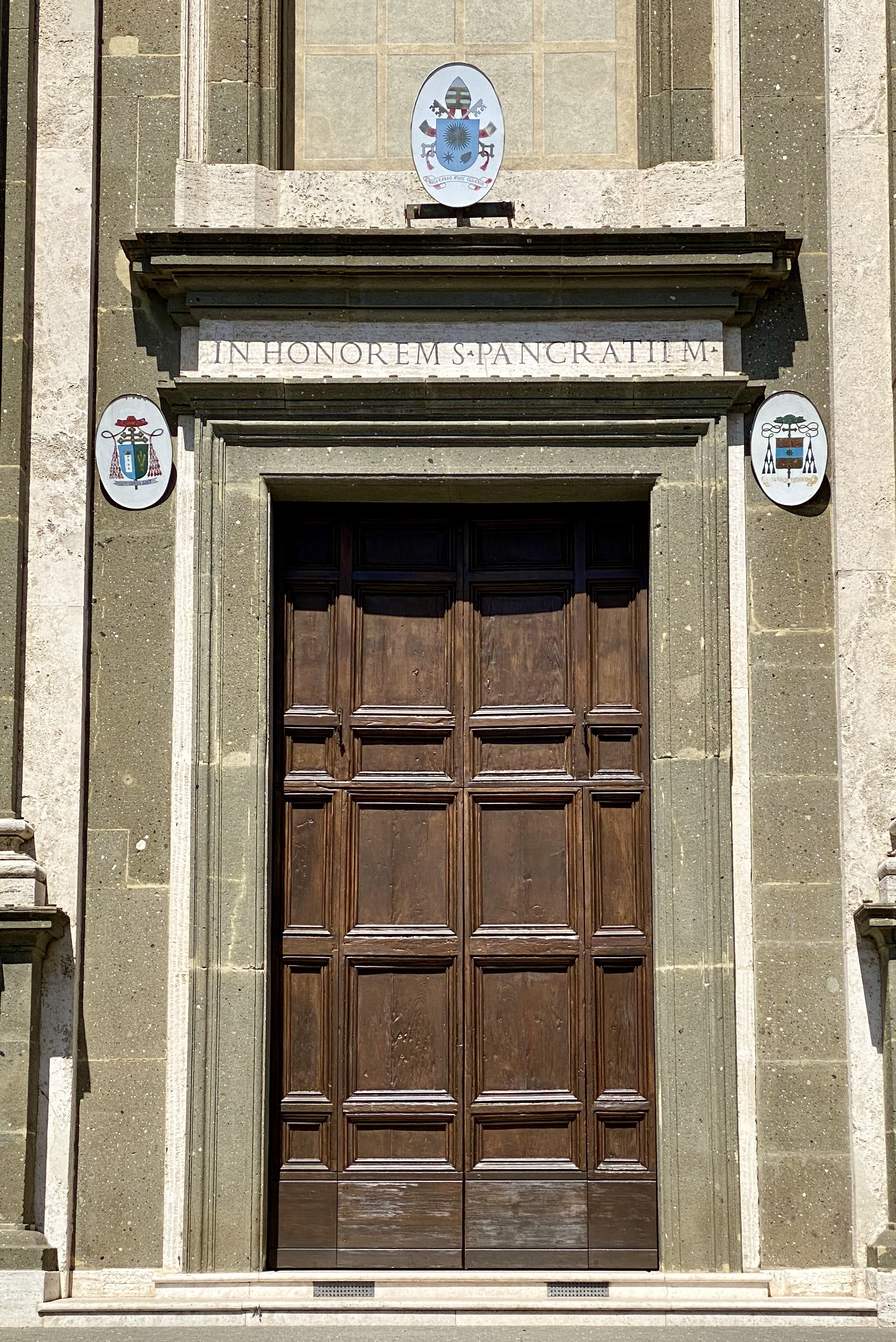
Il portale principale della cattedrale di San Pancrazio, con gli stemmi di Papa Francesco, del cardinale vescovo Angelo Sodano e del vescovo titolare Vincenzo Viva (settembre 2021).

Ad Albano e nelle frazioni di Cecchina e Pavona hanno sede numerosi istituti religiosi:
- Ancelle della Carità.
- Figlie di Maria Immacolata.
- Figlie di San Paolo.
- Suore Francescane Adoratrici della Croce.
- Missionari del Preziosissimo Sangue.
- Monache clarisse.
- Suore Oblate di Gesù e Maria.
- Ordine dei Frati Minori Cappuccini.
- Pie Discepole del Divin Maestro.
- Ordine dei Carmelitani Scalzi.
- Congregazione di San Giuseppe.
- Società San Paolo.
- Suore Adoratrici del Sangue di Cristo.
- Suore Ospedaliere del Sacro Cuore di Gesù.
- Suore di Santa Marta.
- Azione Cattolica Italiana.

Ad Albano hanno sede poi tutti gli uffici della Curia Vescovile, ubicata presso Palazzo Lercari. Inoltre vi è la casa provinciale delle Suore di Gesù Buon Pastore.
È inoltre presente ad Albano Laziale il priorato italiano della Fraternità Sacerdotale San Pio X.
Dal 1998 ad Albano è presente una Comunità evangelica ecumenica, frutto della fusione tra il gruppo battista locale con il Gruppo ecumenico di Albano.
La Chiesa evangelica battista di Albano è sorta con un Patto costitutivo nel 1993, mentre il Gruppo ecumenico ha avuto origine nel 1995.
La Comunità evangelica ecumenica albanense aderisce alla Rete ecumenica dei Castelli Romani e all'UCEBI (Unione cristiana evangelica battista d'Italia). Oltre al culto domenicale, la comunità consuma una volta al mese dopo le funzioni religiose l'agape, cioè un pasto conviviale tra i fedeli.

### Tradizioni e folclore
- Festa patronale di san Pancrazio: ricorre il 12 maggio, ed è solennemente ricordata con una processione per le strade cittadine ed una fiera.
- Festa della Madonna del Rosario: papa Pio V, per solennizzare la vittoria cristiana nella battaglia di Lepanto (7 ottobre 1571), istituì come festa nazionale dello Stato della Chiesa la festa della Madonna del Rosario, che ancor oggi[quando?] continua ad essere solennizzata ad Albano il 7 ottobre di ogni anno.
- Festa della Madonna della Rotonda: la prima domenica di agosto la comunità albanense solennizza la festa di Santa Maria della Rotonda ricordando il salvataggio della città dall'epidemia di colera del 1867, avvenuto -dice il popolo- per intercessione proprio della Madonna della Ritonna -in dialetto albanense-
- Festa di San Francesco d'Assisi: tradizionale festa albanense, in passato era attesa soprattutto per la fiera di animali che si teneva presso il "Campo Boario", vicino all'attuale stazione ferroviaria.[63]
- Festa della Madonna del Carmelo: storica festa introdotta presumibilmente dai padri Carmelitani che si installarono nel Seicento presso la Chiesa di Santa Maria della Stella.
- Arrivo delle Minenti: ovvero l'arrivo delle popolane di Trastevere, che terminavano ad Albano un pellegrinaggio al Santuario della Madonna del Divino Amore il primo lunedì dopo la Pentecoste, abbigliate in costumi tradizionali. La ricorrenza, viva fino ai primi anni sessanta, ormai si svolge solo di rado.

### Istituzioni, enti e associazioni
Sanità
Albano è parte della ASL RM6, che ha proprio in città la sua sede, presso Palazzo Corsini. È inoltre parte del distretto H2 della stessa ASL, con sede sempre ad Albano, insieme a Castel Gandolfo, Ariccia, Genzano di Roma, Nemi e Lanuvio.
Nel territorio comunale è presente:
- Associazione Nazionale Donne Operate al Seno (ANDOS) - Comitato di Albano Laziale. Prevenzione del tumore al seno e assistenza alle donne operate. 
  - Poliambulatorio "Galleria di Sotto"; vi hanno sede i poliambulatori, e le unità operative di assistenza protesica, medicina di base, CAD, medicina legale e il consultorio familiare, il centro di salute mentale, il CUP, l'ufficio informazioni e registrazioni di dichiarazioni di volontà, l'ufficio esenzione ticket, l'ufficio invalidi civili, quello del ritiro del libretto sanitario.
- Ospedale "Regina Apostolorum".

Nel 2021 operavano 12 farmacie così dislocate: 7 Albano Centro, 2 Cecchina, 3 Pavona.
Amministrazione del Comune
Il personale dipendente del Comune di Albano Laziale era pari a 169 unità nel 2019, a 148 unità nel 2020 e a 149 nel 2021. Le unità del 2021 per area operativa erano così ripartite: 47 area tecnica, 26 vigilanza, 14 economico-finanziaria, 22 demografica statistica, 40 altre aree.
I dipendenti di ruolo del Comune di Albano Laziale erano in numero di 204 al 1º gennaio 1997: da segnalare tra le altre categorie che vi erano 19 vigili urbani, 14 funzionari amministrativi, 10 insegnanti di scuola materna, 25 operatori socio-assistenziali, 5 giardinieri, 19 netturbini. L'età della maggior parte dei dipendenti era compresa tra i 36 ed i 55 anni e il sesso era in prevalenza maschile, tranne che in ruoli come l'educatore di asilo nido, l'insegnante di scuola materna, il terminalista e l'operatore socio-assistenziale.
All’inizio degli anni 2000 il Comune ha esternalizzato una serie di servizi costituendo una serie di Società partecipate. Di seguito vengono riportati i dati sul personale di tali società: Società Volsca Ambiente (anno 2019) 66 unità; Società Alba Servizi (anno 2021) 94 unità; Società Albalonga (anno 2021) 36 unità; Società Formalba, precedentemente partecipata dal Comune e successivamente divenuta indipendente, (anno 2021) 54 addetti.
Le entrate del bilancio del Comune per il 2022 erano pari a 38,3 milioni. Le principali voci sono le seguenti: IMU 6,5 milioni, addizionale comunale 4,0 milioni, TARI 7,7 milioni, evasione 1,8 milioni, fondo solidarietà comunale 4,6 milioni, trasferimenti dello Stato 12,8 milioni, trasferimenti della Regione 4,2 milioni, parcheggi 1,0 milioni, codice della strada 1,2 milioni, rifiuti differenziati 0,4 milioni.
Nel 2023 il Comune prevedeva di spendere 38,4 milioni di euro destinati a vari obiettivi socio economici; i principali sono: servizi istituzionali e generali 15,0 milioni, opere pubbliche 1,5 milioni, istruzione e diritto allo studio 2,9 milioni, sostenibilità e tutela del territorio 8,3 milioni, politiche sociali 8,1 milioni.
Alcuni osservatori ritengono che da alcuni decenni, in particolare a partire dagli anni Dieci del nuovo millennio, ad Albano Laziale la democrazia viva una grave crisi. Per suffragare tale tesi elencano una serie di fattori: troppo spesso chi si rivolge al Comune con lettere, istanze, petizioni, non riceve risposta; l’amministrazione comunale non dialoga con i cittadini e non rendiconta adeguatamente sul proprio operato; non è stato attivato nessuno degli strumenti della partecipazione popolare previsti dallo Statuto del Comune; il Consiglio comunale, in cui l’opposizione è afona e non incalza l’amministrazione con critiche e proposte, non appare il luogo della discussione sulla vita e il destino degli albanensi, ma come un burocratico votificio che i cittadini si guardano bene dal frequentare. Gli osservatori ritengono che tale stato di cose conduca ad una generalizzata sfiducia nel sistema democratico che si riflette, tra l’altro, nell’astensionismo elettorale.
IRPEF e altre imposte
Il reddito imponibile IRPEF dei 26.957 contribuenti albanensi era nel 2022 pari a 21.830 euro pro capite. A tale reddito è corrisposta un’imposta media netta di 5.327 euro. Se si aggiungono l’addizionale regionale (593 euro) e quella comunale (219 euro), ciascun contribuente ha versato al fisco in media 6.138 euro.
Il 37,5 per cento dei contribuenti ha dichiarato un reddito inferiore a 15.000 euro, il 56,9 per cento un reddito tra 15.000 e 55.000 euro ed il 5,6 per cento ha superato i 55.000 euro. Da notare che soltanto 209 contribuenti hanno dichiarato un reddito superiore a 120.000 euro.
Il reddito imponibile medio per tipologia di contribuente risulta pari a 23.050 euro per i lavoratori dipendenti, a 21.180 euro per i pensionati, a 23.260 euro per gli imprenditori; quello dei lavoratori autonomi e dei professionisti si attesta sui 63.078 euro.
I dati riportati sollevano il tema dell’evasione e dell’elusione fiscale, fenomeno del tutto comparabile con quello degli altri Comuni italiani.

## Cultura

### Istruzione

#### Biblioteche
Nel comune si trovano tre biblioteche comunali, che compongono il sistema bibliotecario di Albano, aggregato al sistema bibliotecario dei Castelli Romani con sede proprio ad Albano. Le tre biblioteche, che hanno globalmente circa 8 000 iscritti, sono:
- Biblioteca comunale di Albano centro (17369 documenti tra libri, DVD e CD, 68 posti lettura, creata nel 1995)
- Biblioteca comunale di Cecchina (11112 documenti tra libri, DVD e CD, 30 posti lettura, creata nel 1974)
- Biblioteca comunale di Pavona (11049 documenti tra libri, DVD e CD, 50 posti, creata nel 1976)

#### Scuole
Nel 1728 santa Rosa Venerini, fondatrice delle Maestre Pie Venerini, inaugurò una casa del proprio ordine ad Albano e nel 1764 i padri scolopi del Collegio Nazareno di Roma, entrarono in possesso di palazzo Pamphilj ad Albano, che da allora prese nome di "palazzo del Collegio Nazareno", dove venne fondato il primo istituto scolastico di Albano, le "Scuole Pie".

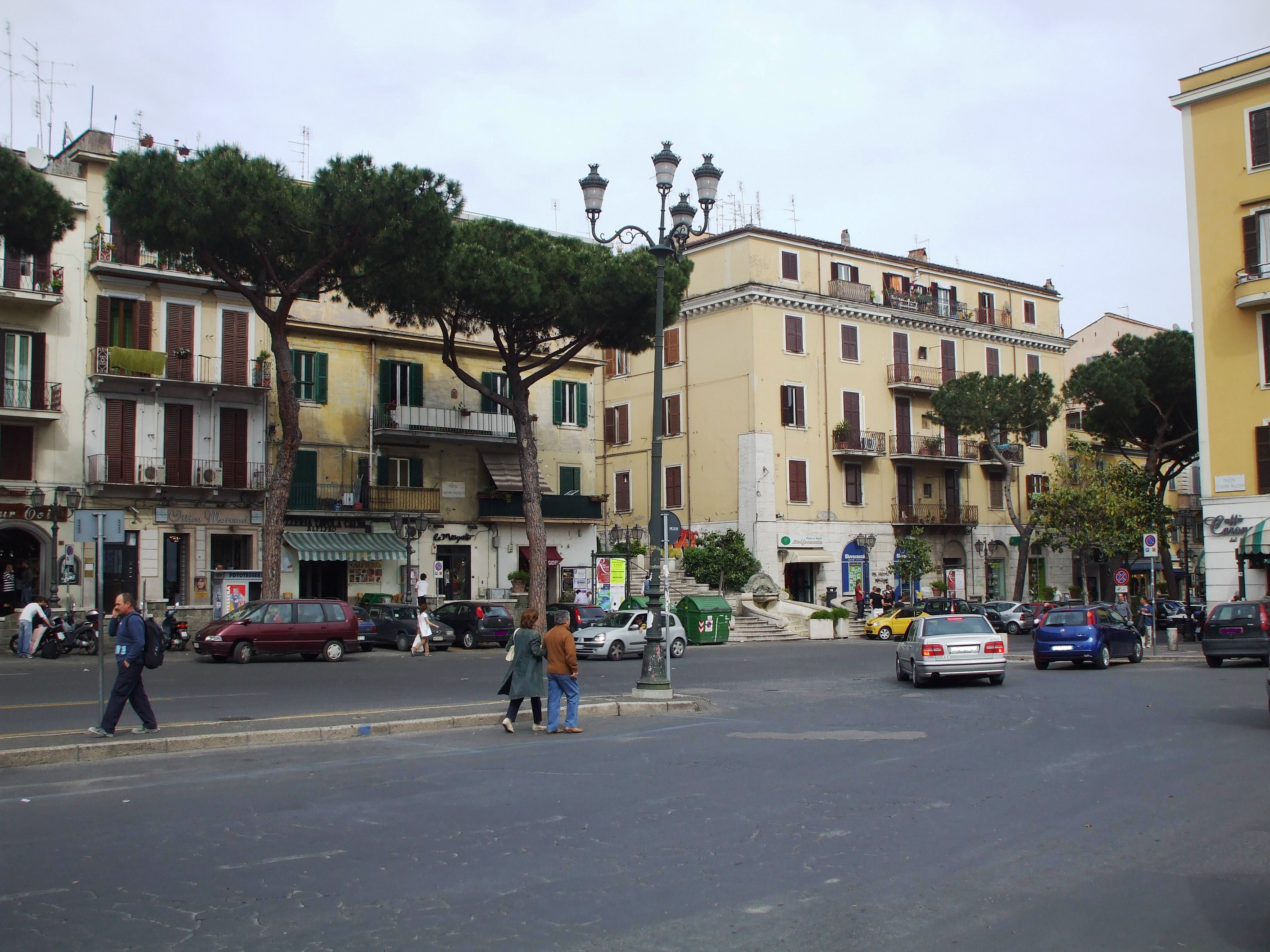
Uno scorcio di piazza Giuseppe Mazzini.

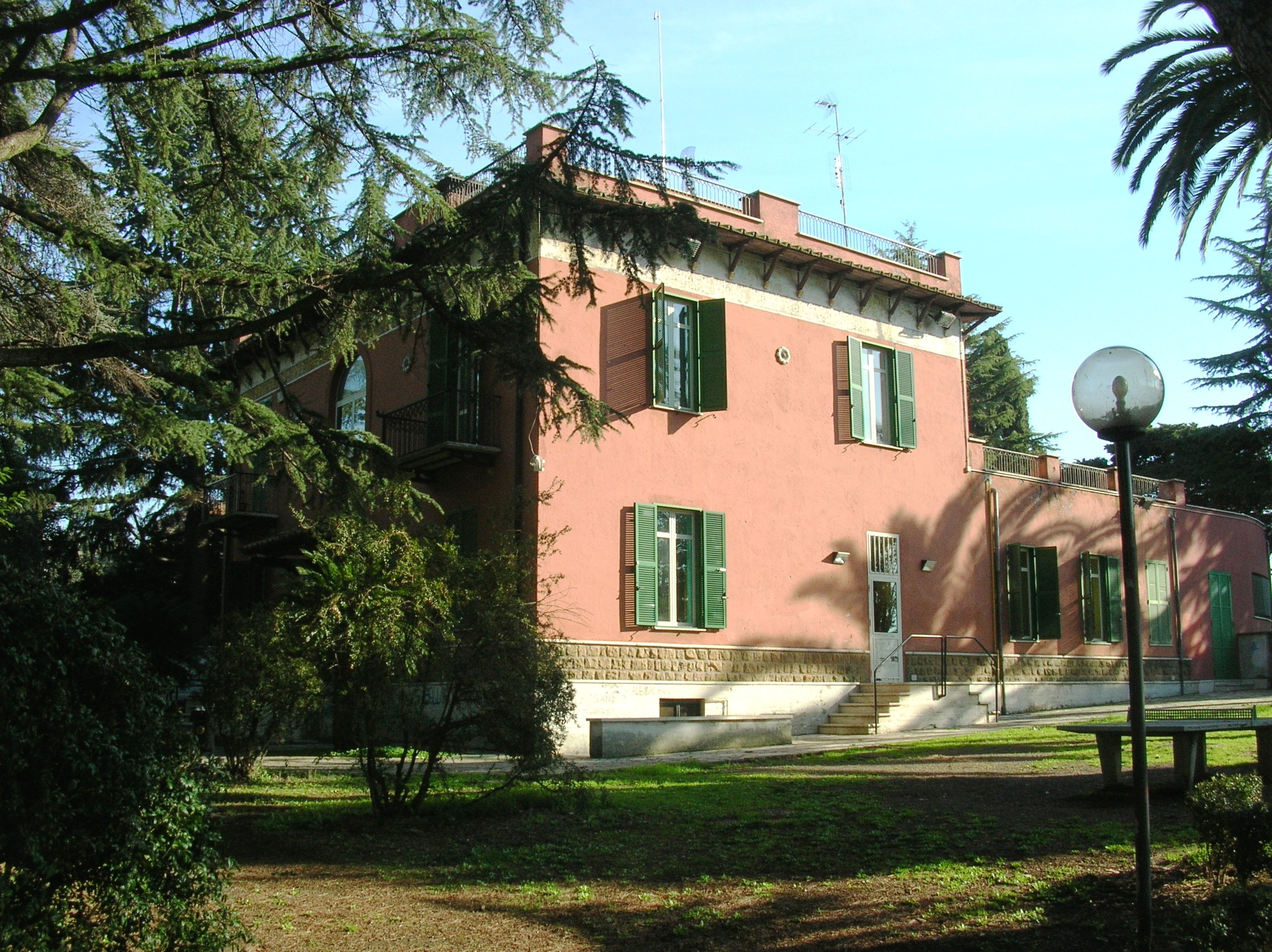
La sede della Biblioteca comunale di Cecchina, presso i locali della Villa del Vescovo.

La città ospita molti istituti di istruzione secondaria superiore, fondati a partire dagli anni trenta del XX secolo.
- Istituto San Leonardo Murialdo; fondato nei primi anni quaranta del XX secolo nei locali di palazzo Rospigliosi dai padri giuseppini, iniziò a funzionare come scuola media paritaria e liceo scientifico paritario, il primo dei Castelli Romani. Nell'anno scolastico 2006-2007 è stato aperto anche il corso di liceo classico paritario.
- Liceo Classico Statale "Ugo Foscolo", in precedenza succursale del Liceo Augusto di Roma, fu fondato nel 1961. Aveva sede in via dei Travoni, oggi via San filippo Neri, e successivamente venne trasferito nell'edificio progettato in via San Francesco d'Assisi dall'architetto Sandro Benedetti e costruito nell'area del campo di calcio cittadino (denominato Campo di Masini, dal nome di Ambrogio Masini, insegnante di educazione fisica e custode della struttura). È stato il secondo liceo classico statale dei Castelli Romani. Frequentato da circa un migliaio di alunni provenienti da un vasto bacino d'utenza, annovera tra i suoi ex-studenti numerosi personaggi pubblici. Il "Foscolo" ha dato origine, in particolare grazie all'impegno del preside Ignazio Vitelli, alla sezione staccata successivamente diventata Liceo Statale James Joyce di Ariccia.
- Istituto professionale di Stato Nicola Garrone; fondato nel 1961 come succursale dell'istituto "Pietro Metastasio" di Roma. Nel 1962 acquisì l'autonomia e venne collocata presso l'attuale sede del commissariato di polizia presso Villa Ferrajoli. Nel 1970 la sede fu trasferita nell'edificio di Villa Ferrajoli che oggi[quando?] ospita il Museo civico, e infine nel 1974 il comune di Albano e il Ministero della pubblica istruzione acquistarono la villa del deposto re d'Egitto in esilio, dove dal 1977 ha sede l'istituto. Successivamente l'istituto è diventato parte dell'IISS Sandro Pertini di Genzano di Roma.
- Istituto tecnico commerciale geometri paritario "Antonio Gramsci".
- Centro di formazione professionale "San Girolamo Emiliani" (padri somaschi).
- Centro di formazione professionale "Albafor".
- Unitre Albano Laziale. Nell’Anno Accademico 2022-2023 l’Unitre contava 250 iscritti frequentanti e 550 associati. Nell’Anno accademico 2023-2024 prevede un’offerta didattica di 31 corsi svolti in presenza e in remoto.

#### Seminari
Il seminario vescovile di Albano venne creato nel 1628 dal cardinale vescovo Carlo Emanuele Pio di Savoia e rimase aperto tra alterne vicende fino al 1921. Fu riaperto nel 1949 nel vasto complesso situato presso la chiesa di San Paolo, come "Pontificio seminario interdiocesano Pio XII" per poi essere chiuso a causa della crisi delle vocazioni.

### Musei
- Museo civico. Il museo civico è collocato nei locali dell'ottocentesca Villa Ferrajoli. Ospita vari reperti sull'antichità albana, tra cui la celebre armatura bronzea di Albano. Nel 2020 è stato visitato da 3.050 persone.
- Museo della seconda legione Partica. Ha sede nel piano terra dei ruderi delle terme di Cellomaio, ed ospita ricostruzioni e reperti riguardanti la presenza nei Castra Albana della legio II Parthica. Nel 2020 è stato visitato da 725 persone.
- l Museo Diocesano di Albano Laziale. È ospitato nel Palazzo Vescovile denominato anche Palazzo Lercari, costruito nel 1727 dal cardinale Nicolò Maria Lercari. Il Museo si caratterizza, nell’ambito del contesto storico e artistico dell’area di appartenenza, per la sua peculiare identità ecclesiale.

### Media

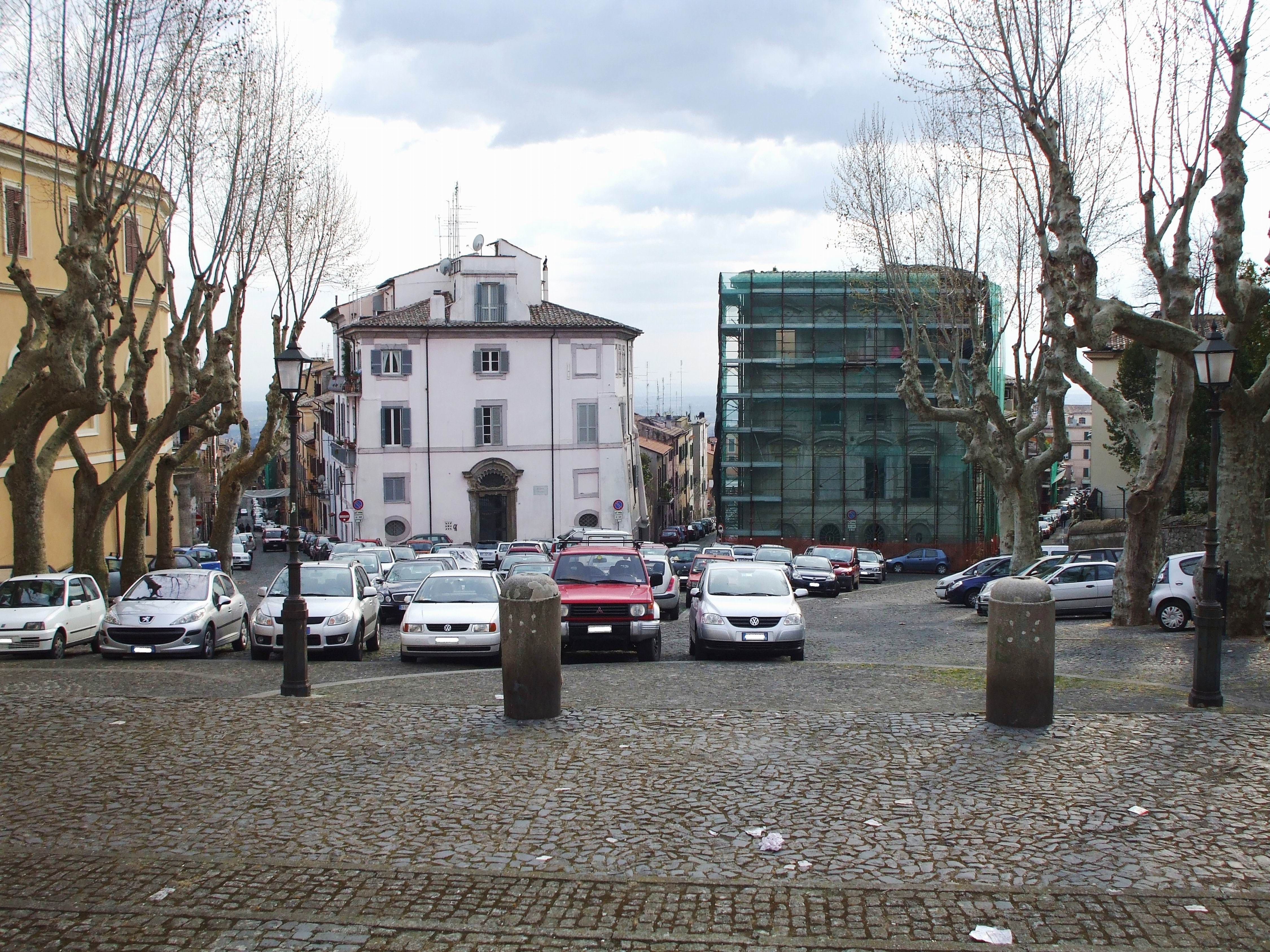
Piazza San Paolo, posta alla sommita del Tridente seicentesco.

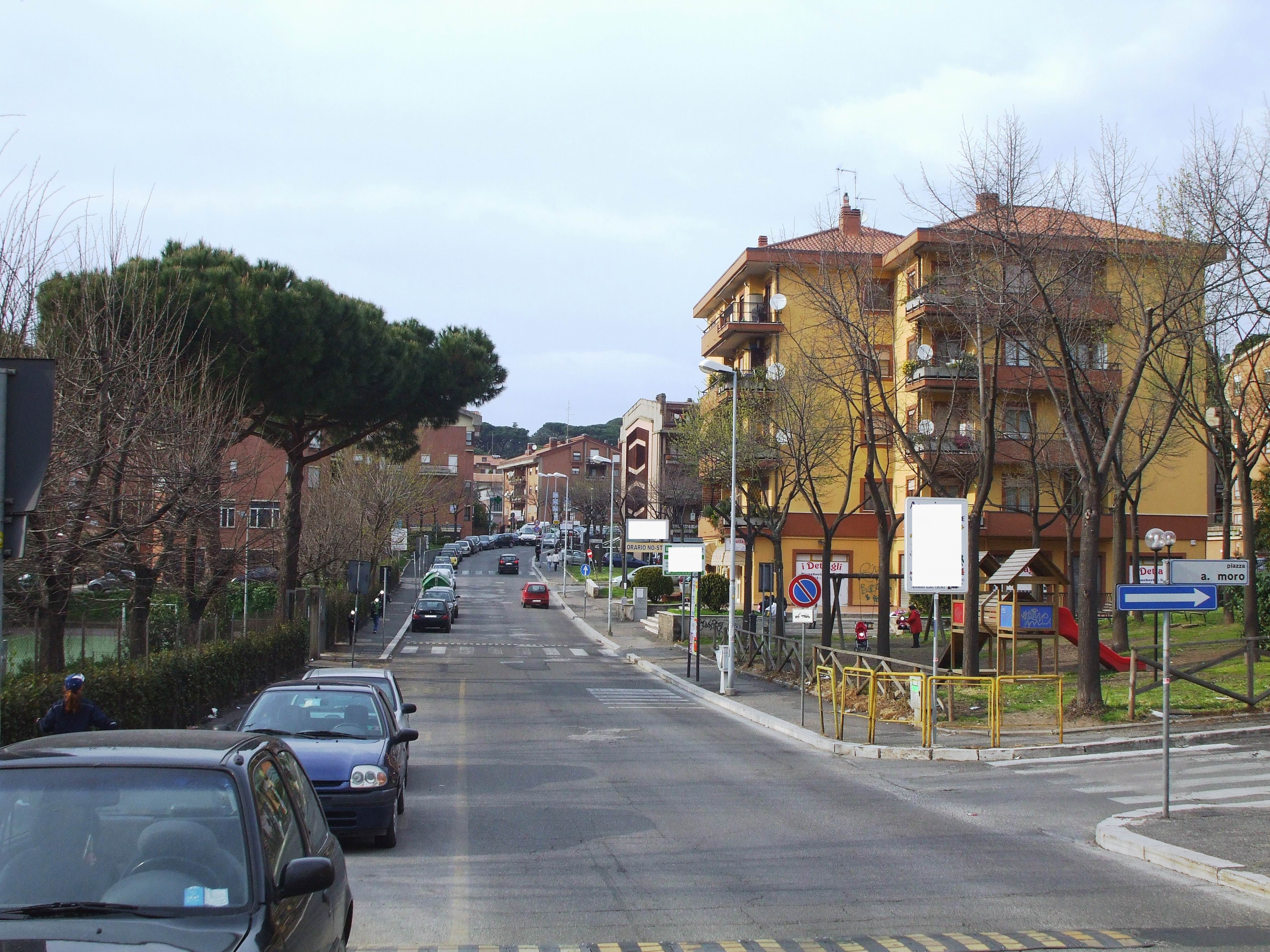
Via Gioacchino Rossini, nel moderno quartiere Miramare.

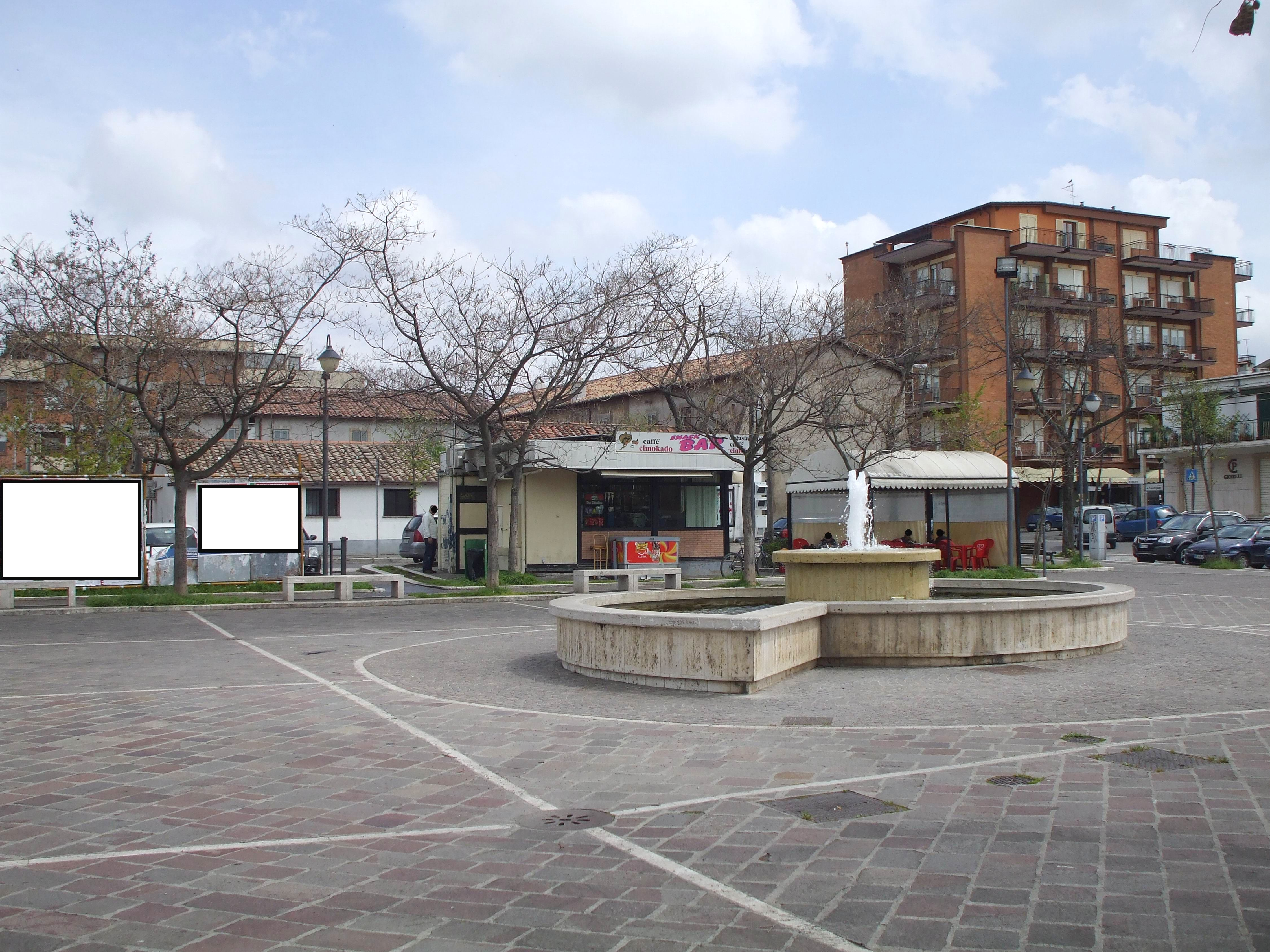
Piazza Enrico Berlinguer nella frazione di Pavona.

Il 30 ottobre 2007 il Consiglio comunale di Albano ha varato il Piano di Riassetto Analitico delle Emissioni Elettromagnetiche Territoriali (PRAEET), che regolamenta la presenza di antenne sul territorio comunale per evitare danni ambientali. Nel settembre 2007 infatti c'erano state polemiche per un'antenna "ignota" "spuntata" in località Cecchina a ridosso della ferrovia Roma-Velletri.

#### Stampa
Molti organi di stampa si interessano dei fatti di Albano, già a partire dal XIX secolo. Tra il 1881 ed il 1888 nell'area di Albano, Velletri e Frascati uscì il quotidiano L'Avvenire del Lazio.
Attualmente, oltre ai quotidiani nazionali, ad Albano sono disponibili alcuni quotidiani locali come Nuovo Oggi Castelli, e il quotidiano gratuito Cinque Giorni. Altri giornali locali gratuiti reperibili in città sono Controluce, La Voce, Il Caffè.
Ad Albano è operativa la tipografia Arti Grafiche di Torregiani A. & C.

#### Radio
Ad Albano ha sede radio Alba, ricevibile in tutta l'area dei Castelli Romani.

#### Televisione
Nel territorio di Albano hanno sede due emittenti televisive locali:
- Teleroma Sud
- Video Punto[senza fonte]

Ad Albano sono state girate scene di alcune fiction per la televisione:
- Don Matteo 6, fiction televisiva alla sesta serie trasmessa da Rai Uno con Terence Hill e Nino Frassica e la regia di Fabrizio Costa. Le riprese sono state girate nel 2007 in alcuni locali del Museo Civico di Albano.[senza fonte]

### Teatro
L'attività teatrale ad Albano è stata storicamente molto vivace, e ruota attorno al Teatro Comunale Alba Radians, attualmente non in esercizio.

### Cinema
In città sono state girate riprese di vari lungometraggi:
- Rappresaglia, 1973, regia di George P. Cosmatos. Il film, tratto dal romanzo Morte a Roma di Robert Katz, ricostruisce le vicende dell'attentato di via Rasella e dell'eccidio delle Fosse Ardeatine. È stato girato nella strade del Tridente, nel quartiere San Paolo. In via San Gaspare del Bufalo è stata ricostruita la stessa via Rasella. Nel cast Marcello Mastroianni, John Steiner, Anthony Steel, Richard Burton.

### Musica
Albano è dotata di un complesso filarmonico, il Complesso Bandistico Comunale Cesare Durante, che ha conseguito brillanti risultati in concorsi nazionali come il terzo posto alla Bacchetta d'Oro , il primo posto al 13º concorso nazionale per bande Città di Cascina ed il primo posto al concorso nazionale bandistico a Riva del Garda " Flicorno d'oro".
Ad Albano opera inoltre l'Associazione Amici della Musica Cesare De Sanctis, che tiene numerosi e apprezzati concerti in tutta Italia.

### Eventi

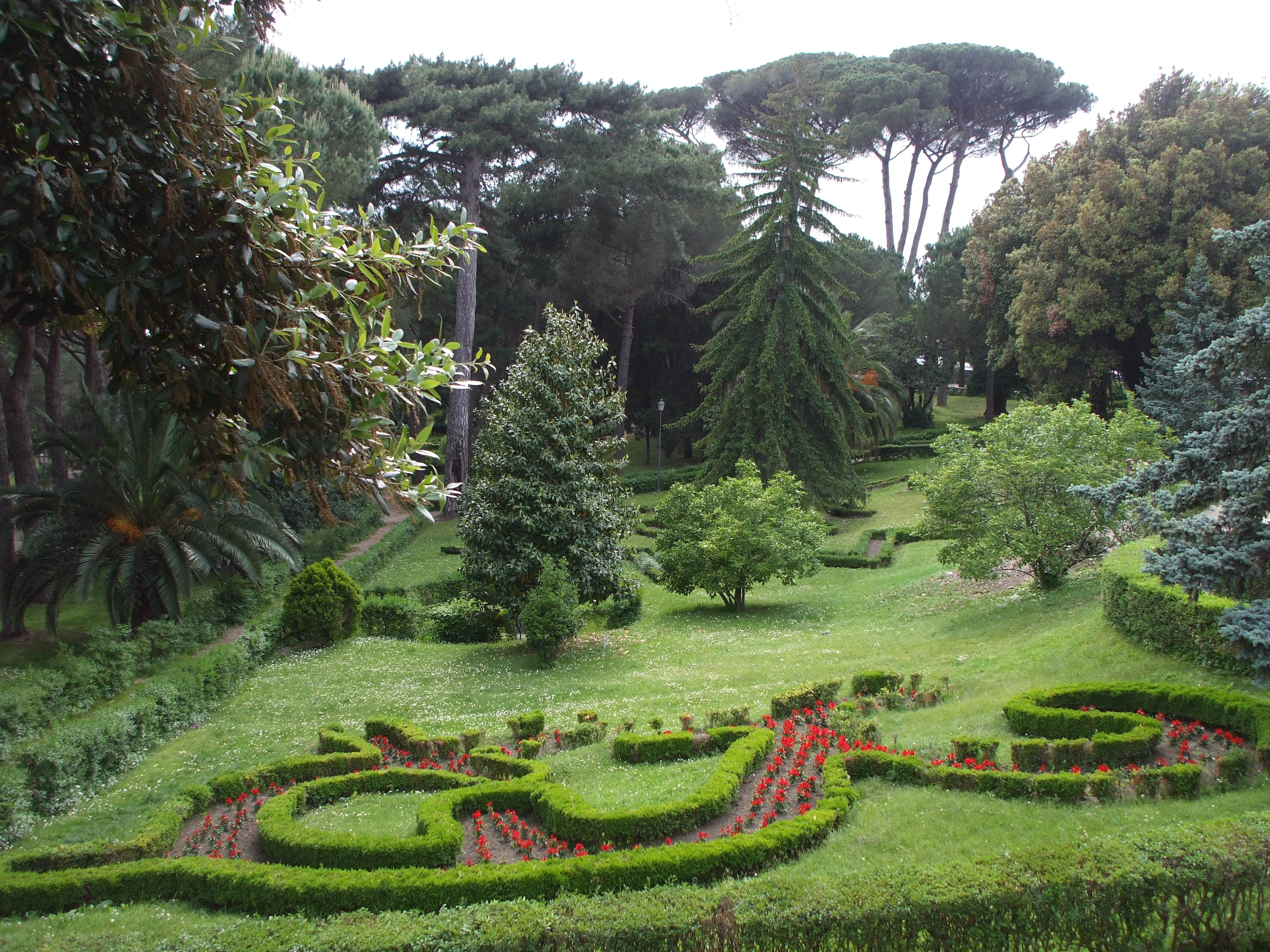
Villa Doria-Pamphilj.

- Bajocco Festival.: a partire dall'anno 2011, nel mese di settembre, si organizza il Bajocco, un Festival degli Artisti di Strada. Le esibizioni degli artisti occupano vie, vicoli e piazze del centro storico, e la città si trasforma in un animato e colorato teatro a cielo aperto dove si incontrano acrobati, giocolieri, musicisti, clown, e altri personaggi dell’arte di strada. Il Festival ha riscosso sin dalla prima edizione un notevole successo di pubblico[69], organizzato dall'Associazione Culturale XV Miglio.
- Notte bianca: l'ultima domenica di settembre, il Comune di Albano ripropone con successo l'iniziativa di far tenere aperti i negozi la sera e di animare il centro storico con spettacoli e concerti. La prima edizione della notte bianca di Albano si è tenuta nel 2006.
- Mercatino dell'antiquariato: la seconda domenica di ogni mese, è ormai tradizione consolidata dagli anni novanta che venga organizzato un mercatino dell'antiquariato con esposizione per le strade del centro storico.
- Festival musicale "Franz Liszt": tra ottobre e novembre a Palazzo Savelli si svolgono delle settimane internazionali di musica classica dedicate al compositore che visse per un periodo ad Albano.

### Letteratura
Albano ha fatto da sfondo o è stata soggetto di diverse opere letterarie:
- Stendhal, La badessa di Castro, 1839; considerato "la prova generale della Certosa di Parma", il libro nel suo inizio è ambientato tra una romantica Albano del 1540 e le selve della Faiola, piene di briganti romantizzati. Con questo sfondo, si svolge la storia d'amore tra Elena Campireali, di nobile famiglia, e Giulio Branciforti, brigante gentiluomo, che si concluderà con il monacamento forzato di Elena la quale tuttavia avrà tra le mura conventuali una relazione, ed un figlio, con il vescovo della distrutta città di Castro, nella Maremma Laziale. Dal libro è stato tratto un film omonimo, del 1974, per la regia di Armando Crispino con Barbara Bouchet, Pier Paolo Capponi, Antonio Cantafora, Mara Venier.
- Aldo Onorati, La leggendaria rivolta contro i Savelli, in Casualmente..., 1978; il poeta e scrittore albanense ha voluto in questo racconto immaginare la leggendaria rivolta degli albanensi contro la prepotenza dei Savelli, e l'assalto a Castel Savello.

## Geografia antropica

### Urbanistica

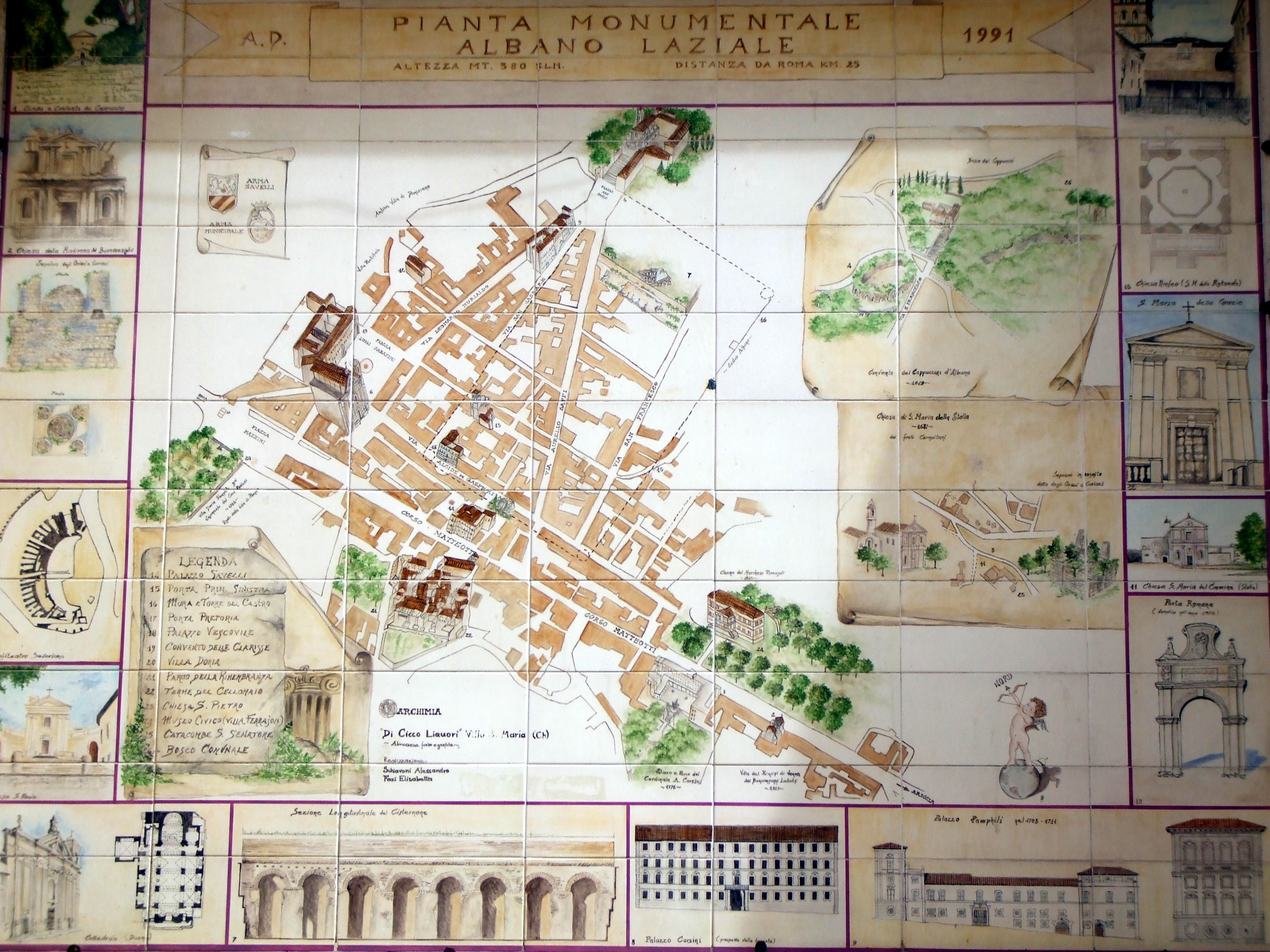
Una pianta monumentale della città.

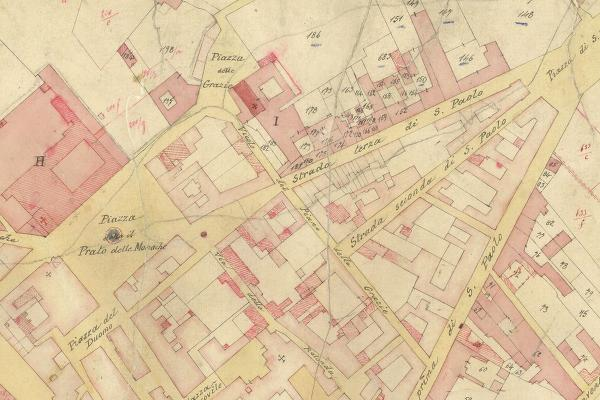
Una parte del Catasto Gregoriano (1816-1870) raffigurante buona parte del centro storico di Albano: da notare il Tridente seicentesco.

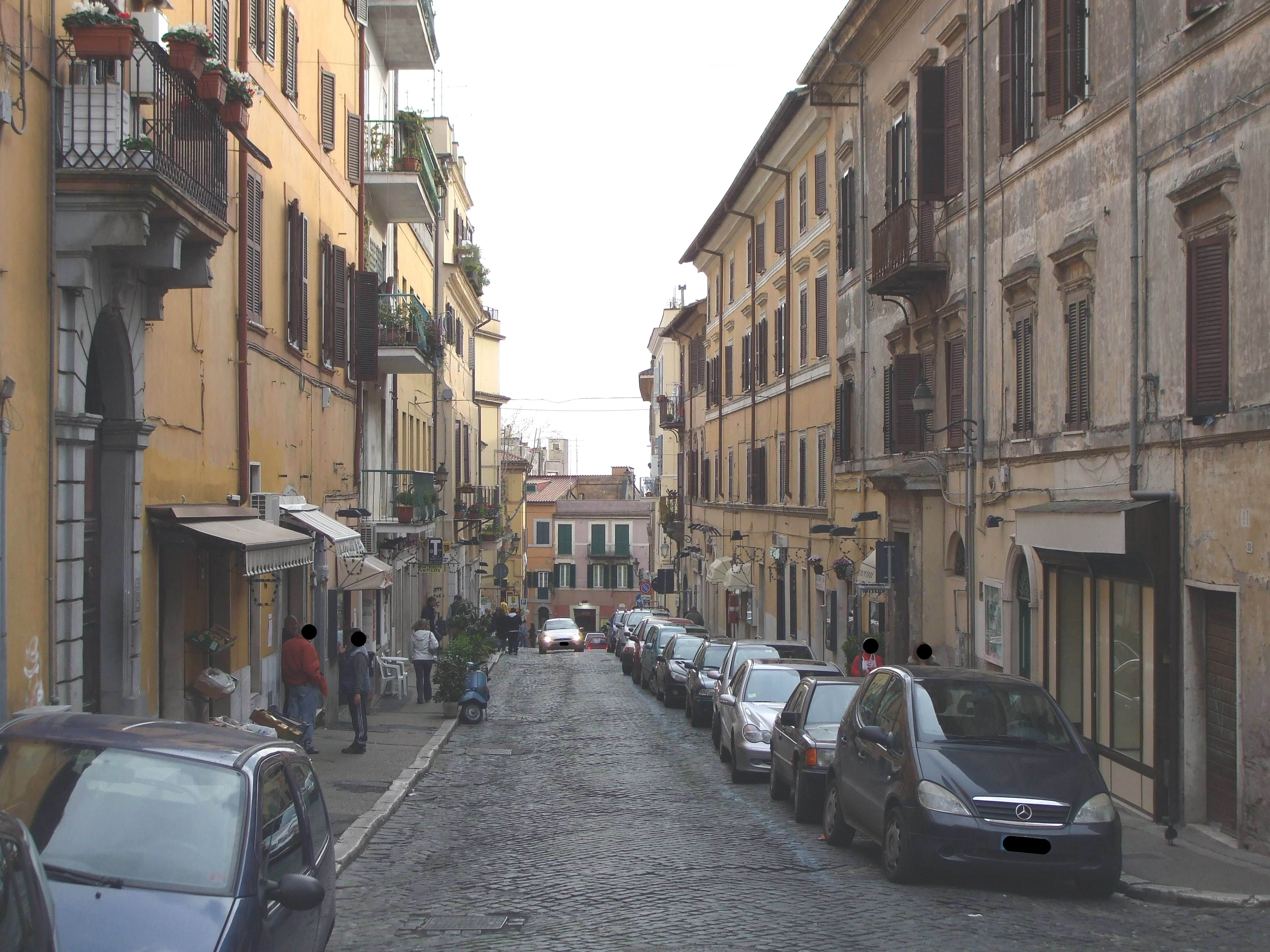
Via Aurelio Saffi, una delle tre strade del Tridente.

La moderna città di Albano nasce sulle rovine dei Castra Albana: in buona parte del tessuto urbanistico del centro storico si riscontra ancora oggi l'ortogonalità tra strade caratteristica della topografia dei castra romani. In molti casi, le moderne costruzioni sono state edificate sopra i ruderi romani, inglobandoli: un esempio è quello dato dalla Porta Pretoria, rinvenuta solo dopo il crollo nel bombardamento del 1º febbraio 1944 dell'abitazione che la inglobava totalmente. Nel sottosuolo albanense, esplorando le cantine e le grotte, gli archeologi continuano ad effettuare sorprendenti ritrovamenti: l'archeologo albanense Giuseppe Lugli attesta decine di questi casi, tra cui il ritrovamento di locali sotterranei al Santuario di Santa Maria della Rotonda, mentre in età più recente sono stati effettuati ritrovamenti di scheletri nei sotterranei di Palazzo Pamphilj a Borgo San Paolo.
Nel corso del XVII secolo la famiglia Savelli mise in opera importanti lavori urbanistici che cambiarono il volto di Albano: in pieno Borgo San Rocco venne aperto il grande spazio allora erboso di piazza Pia, mentre il Borgo San Paolo venne percorso dalle tre strade convergenti del Tridente: vennero costruite inoltre le chiese suburbane di Santa Maria della Stella con il convento dei Carmelitani e San Bonaventura con il convento dei Cappuccini.
Infine, nel 1780, papa Pio VI ordinò di portare a termine la rettifica della via Appia nel tratto tra Roma e Terracina, portando così Albano al centro dell'intenso traffico che si svolgeva tra Roma, l'Agro Pontino e Napoli. Per rendere il percorso più degno, venne sventrata e rettificata l'antica sede della via Appia in mezzo all'abitato storico. Durante i pontificati di papa Gregorio XVI e papa Pio IX venne costruito poi il ponte di Ariccia, sul quale venne tracciato l'attuale tragitto della Strada statale 7 Via Appia. Per migliorare la viabilità su questa importantissima arteria, furono realizzati numerosi interventi: nel 1908 venne rasa al suolo la settecentesca Porta Romana con l'adiacente Chiesa di San Rocco, per consentire il passaggio della linea delle Tramvie dei Castelli Romani; dopo la seconda guerra mondiale venne invece aperta piazza Giuseppe Mazzini sui resti della bombardata palazzina di Villa Doria-Pamphilj.
A cavallo tra gli ultimi decenni del XIX secolo e i primi decenni del XX, sorsero alla periferia dell'abitato storico diverse residenza di villeggiatura patrizie, come Villa Ferrajoli, Villa Venosa, Villa Ada, e numerosi villini borghesi soprattutto ai confini con Ariccia.
L'espansione novecentesca di Albano si è diretta da una parte verso la Selvotta e verso i margini del Parco Chigi di Ariccia, creando in quella zona un tempo boscosa il popoloso quartiere di Villa Ferrajoli; dall'altra invece l'espansione edilizia si è diretta lungo le strade che conducono a Pavona, Cecchina, Vallericcia e Castel Savello, in zone un tempo adibite ad orti e vigneti, creando i popolosi quartieri di Miramare e Olivella. Più recente è l'urbanizzazione, peraltro ancora in corso, degli ex-vigneti posti in località Villetta, ai confini con il comune di Castel Gandolfo.

### Suddivisioni storiche
Storicamente, il centro storico di Albano e le sue più moderne addizioni sono suddivisi in vari quartieri:
- Cellomaio;
- Borgo San Rocco;
- Borgo San Paolo;
- Borgo Garibaldi;
- Quartiere Villa Ferrajoli;
- Quartiere Miramare.

### Suddivisioni amministrative

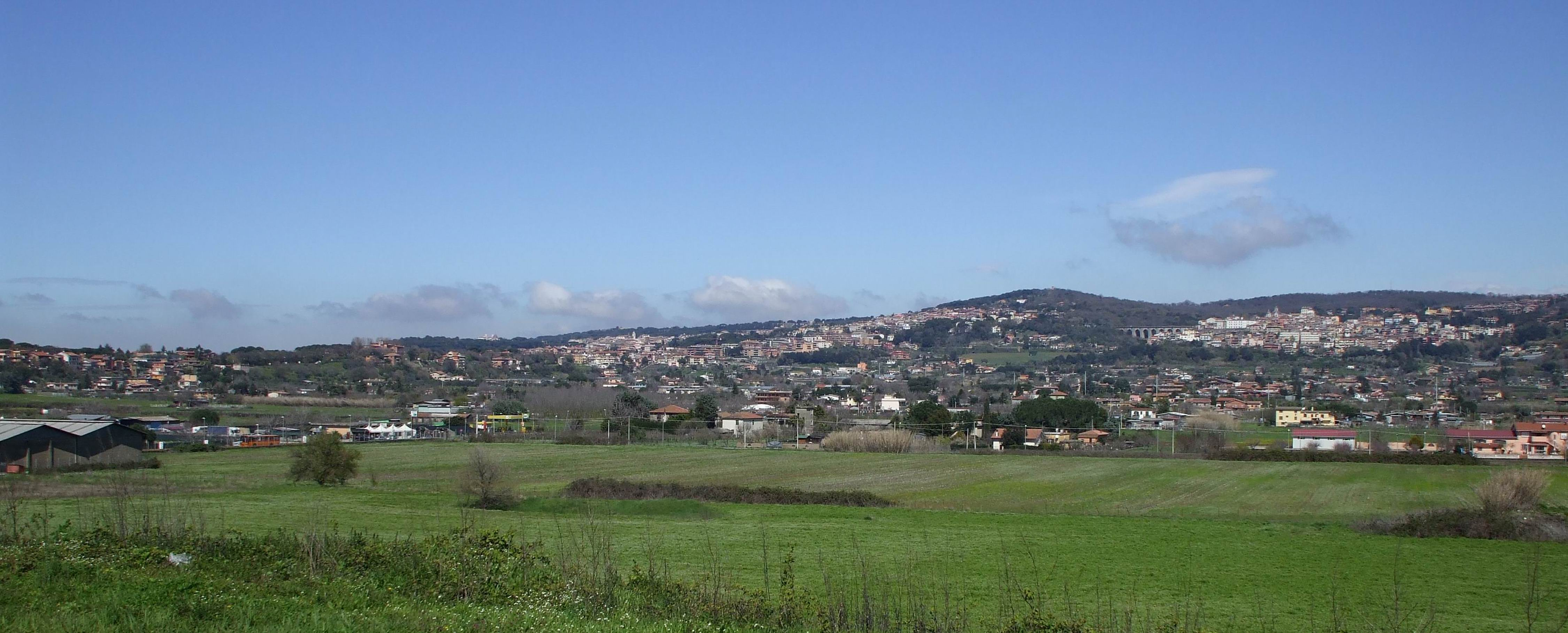
Albano Laziale ed Ariccia in una veduta panoramica da Vallericcia.

Il territorio del comune di Albano è amministrativamente suddiviso in tre circoscrizioni.
I dati sulla popolazione sono relativi al 31 dicembre 2020:
- Prima circoscrizione: Albano Centro, 19.338 abitanti.
- Seconda circoscrizione: Cecchina, 12.110 abitanti.
- Terza circoscrizione: Pavona, 9.258 abitanti.

### Frazioni

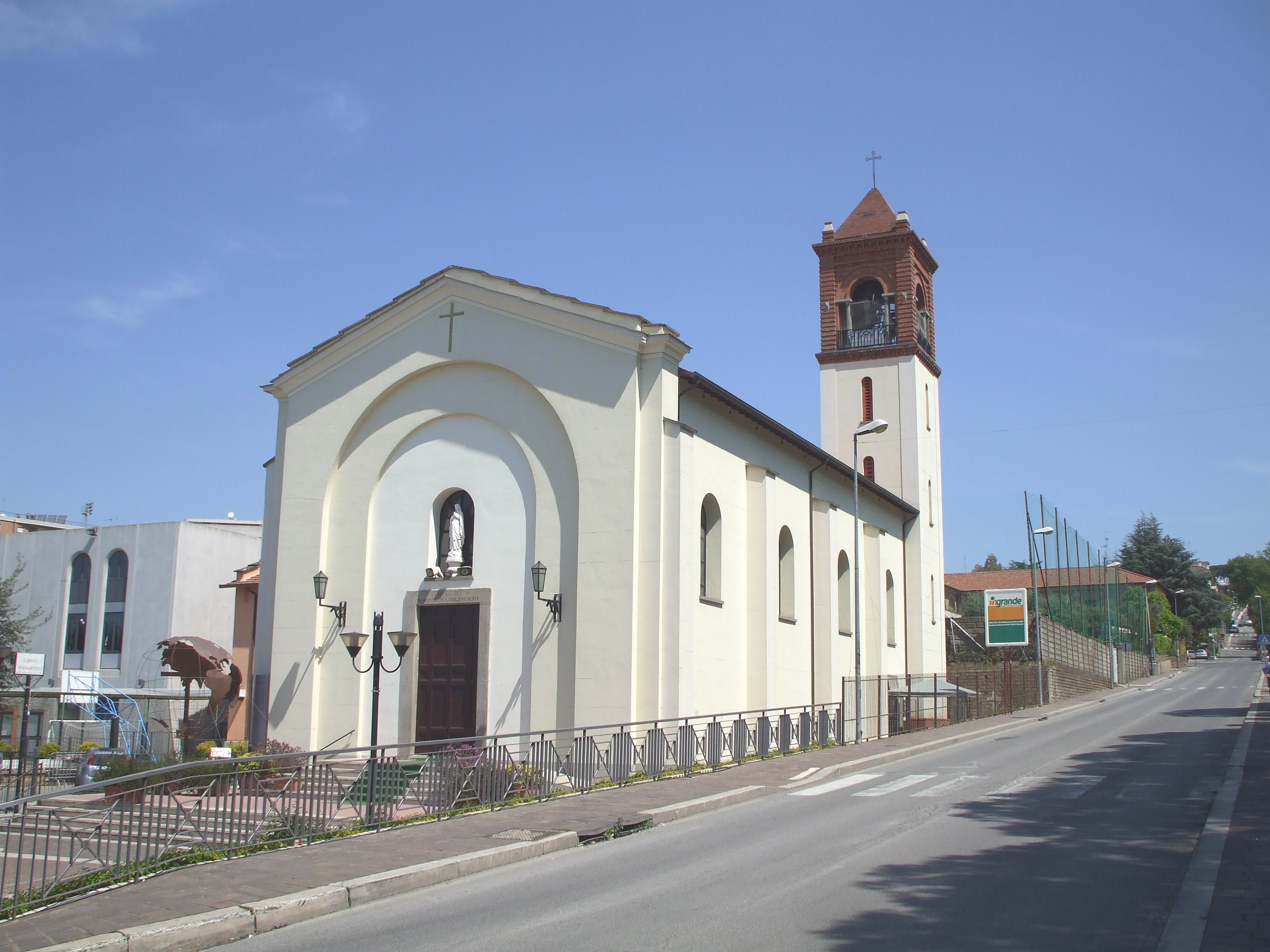
La chiesa di San Filippo Neri nella frazione di Cecchina.

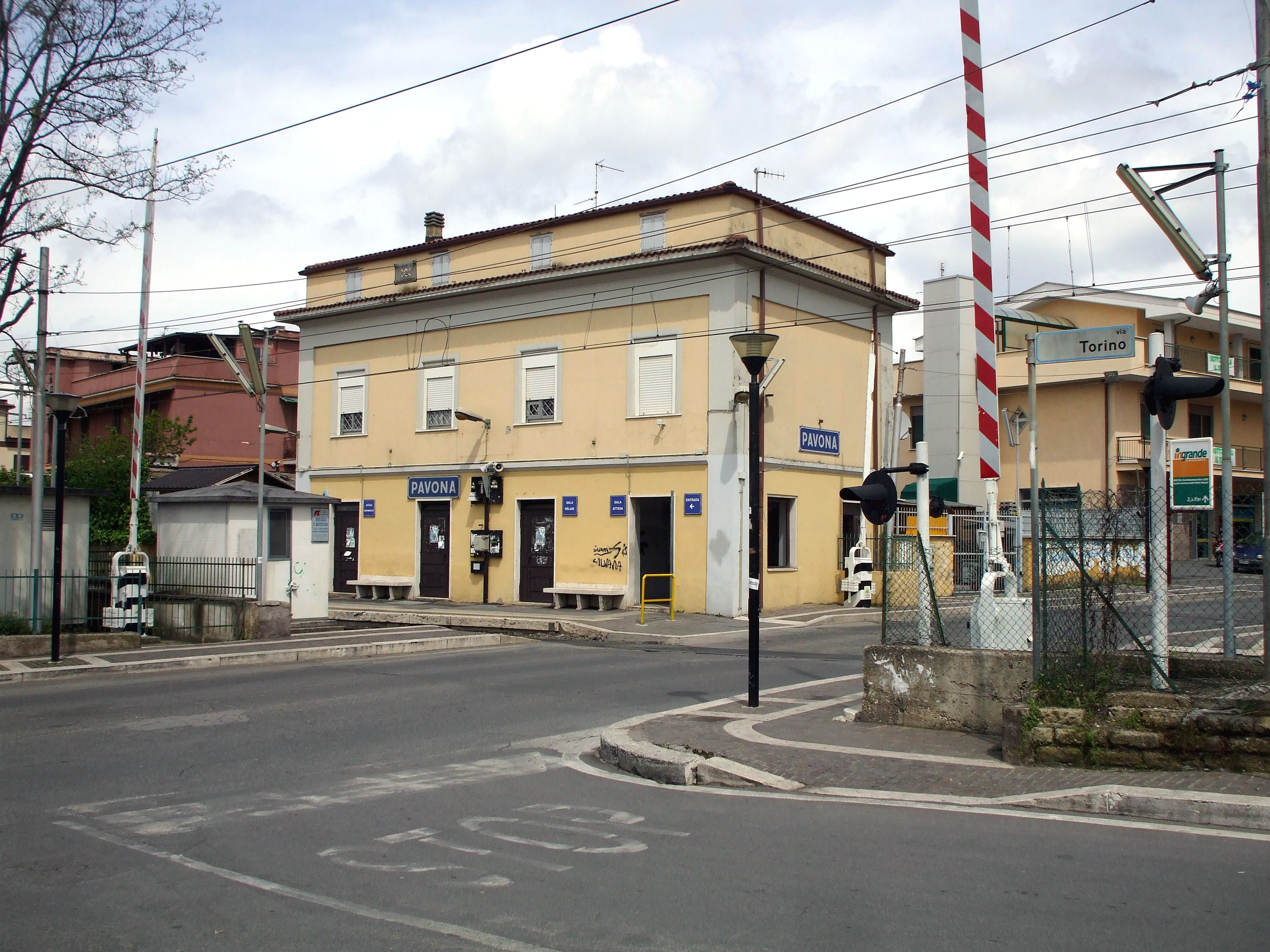
La stazione ferroviaria della frazione di Pavona, sulla ferrovia Roma-Velletri.

#### Cecchina
Cecchina è capoluogo della seconda circoscrizione di Albano. La sua popolazione è di 12.110 abitanti; è disposta lungo la Strada Regionale 207 Nettunense in prossimità del chilometro 9, e lungo la ferrovia Roma-Velletri, a circa 237 m s.l.m. Le origini di Cecchina sono collegate ad un casale edificato alla metà del XVII secolo nella zona da monsignor Sebastiano Cecchini. L'abitato ha avuto a partire dagli anni sessanta un imponente sviluppo demografico anche grazie ai buoni collegamenti ferroviari e stradali. Per una distanza di circa 400 m di competenza dei comuni di Ariccia ed Ardea lungo la via Ardeatina in localita Montagnano, il territorio comunale di Albano laziale facente parte della seconda circoscrizione di Cecchina non confina con la provincia di Latina. Il santo patrono è San Filippo Neri, festeggiato il 26 maggio.

#### Pavona
Pavona è capoluogo della terza circoscrizione di Albano, con una popolazione di 9.258 abitanti; è disposta lungo la Strada statale 207 Nettunense in prossimità del chilometro 4, e lungo la ferrovia Roma-Velletri, a circa 180 m s.l.m. Le origini di Pavona sono collegate ad un'osteria e alla villa del cardinale Flavio Chigi. L'abitato si è sviluppato a partire dagli anni sessanta. Il santo patrono è San Giuseppe festeggiato il 1º maggio.

#### Altre località del territorio
- Cancelliera; divisa in parte con il comune di Ariccia, la sua popolazione è calcolata da circa 900[76] a 2 000 abitanti; la principale risorsa è l'attività industriale, che si concentra attorno alla Strada statale 207 Nettunense al chilometro 7 e alla stazione di Cancelliera (Ariccia) sulla ferrovia Roma-Velletri.

## Economia
La struttura produttiva

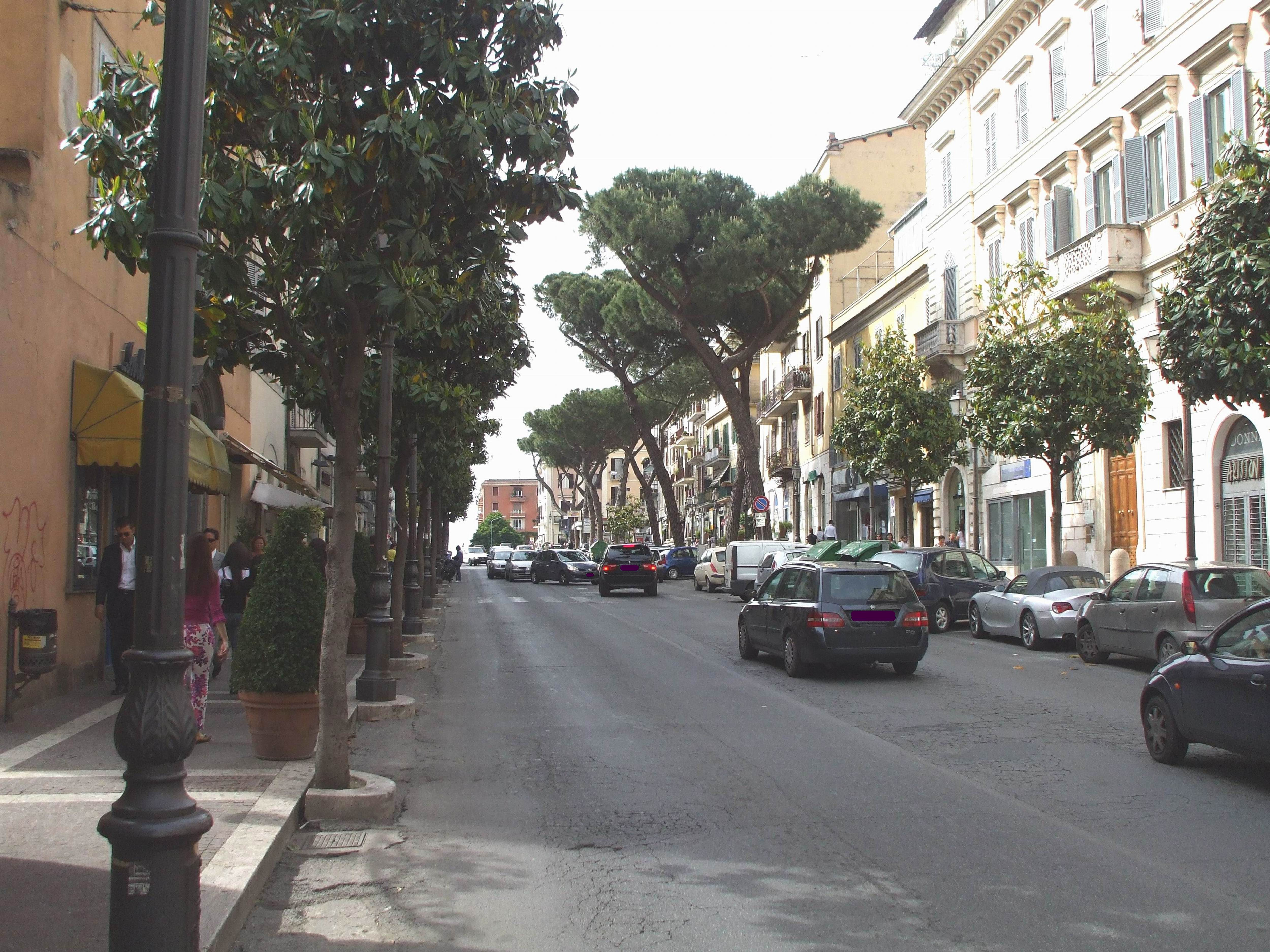
Corso Giacomo Matteotti, comunemente denominato Corso di sotto.

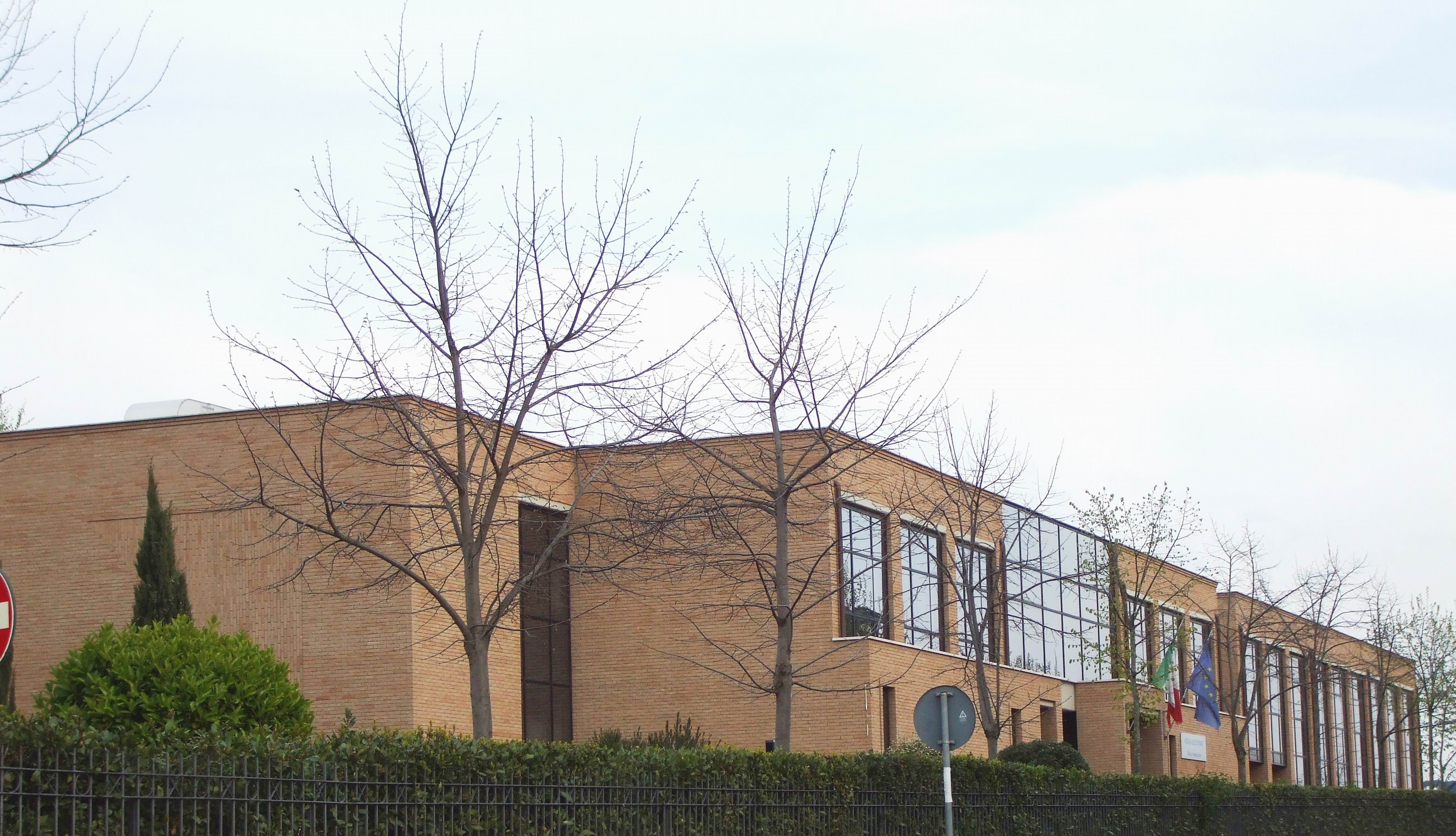
L'Agenzia delle Entrate del Comune di Albano nel quartiere La Stella.

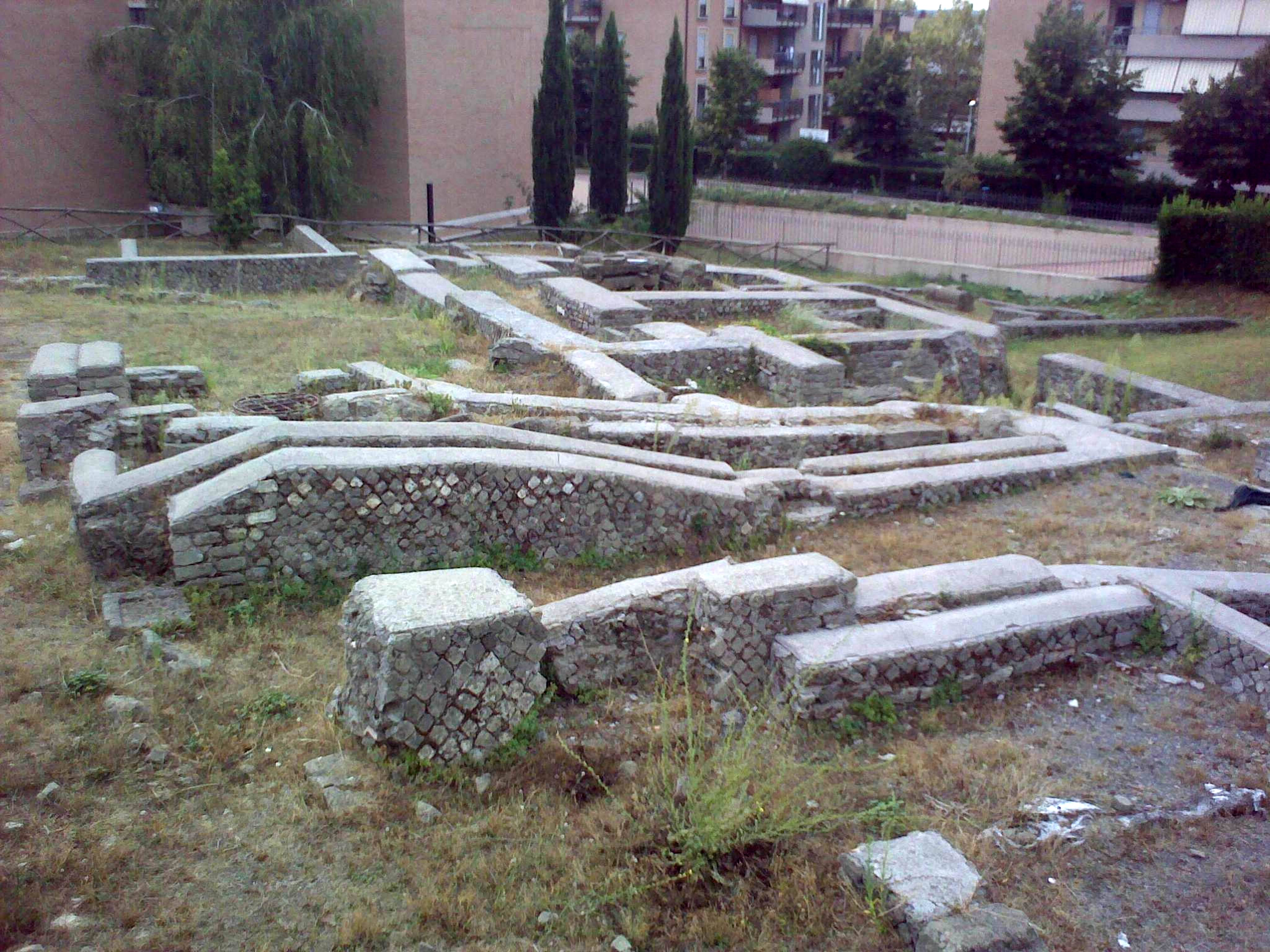
Resti archeologici romani presso la sede dell'Agenzia delle entrate.

Nel 2018 operavano nella città di Albano Laziale 2.863 unità locali delle imprese (di cui 718 artigiane) che impiegavano 8.516 addetti. La struttura produttiva risulta centrata sulla produzione di servizi.
La struttura produttiva di Albano Laziale nel 2018.
| Attività economica     | Addetti | Unità locali |
| Manifatturiero         | 1.296   | 204          |
| Energia elettrica, gas | 59      | 9            |
| Acqua rifiuti          | 55      | 9            |
| Costruzioni            | 994     | 330          |
| Servizi                | 6.112   | 2.311        |
| di cui Commercio       | 1.458   | 707          |
| Ristorazione           | 1.503   | 179          |
| Attività professionali | 667     | 478          |
| Totale                 | 8.516   | 2.863        |

### Agricoltura
L'economia di Albano è storicamente legata alla vitivinicoltura, attiva primaria di importanza capitale in un'area come quella dei Colli Albani nota per i suoi ottimi vini fin dall'età romana: poeti e scrittori dell'Antica Roma apprezzavano infatti i vini dei Castelli con il nome di Albanum.
Nell'anno 1995 presso il mercato ortofrutticolo all'ingrosso di Albano sono stati venduti 12706000 kg di ortaggi (cavoli, broccoli, cavolfiori, patate, cipolle, pomodori e insalate) di provenienza nazionale e 193 200 kg di provenienza estera; inoltre i carciofi venduti sono stati 32 695 700 kg di provenienza nazionale, mentre sono stati venduti 8 474 700 kg di frutta fresca (mele, pere, pesche, uva) di provenienza nazionale e 1 483 100 kg di provenienza estera; infine gli agrumi venduti sono stati 4 307 300, tutti di provenienza nazionale.

### Industria
Nell'anno 1995 le unità locali dell'industria nel comune di Albano erano in numero di 475, una delle dieci concentrazioni di attività industriali più massicce del quadrante meridionale della provincia di Roma.
Non sono presenti attività estrattive di minerali nel territorio albanense: tuttavia in età romana il peperino era conosciuto come lapis albanus, poiché questo particolare tipo di pietra si trovava soprattutto sulle sponde del Lago Albano. Nonostante il centro storico di Albano sorga su una colata di peperino, l'estrazione di questa pietra non è mai stata fiorente, a differenza di quanto avveniva nella vicina Ariccia e a Marino, considerata una "patria" del peperino, fino agli anni sessanta del XX secolo.
Le attività manifatturiere nel territorio comunale sono in numero di 264, mentre le aziende che si occupano del settore energetico -gas ed elettricità- e dell'approvvigionamento idrico erano nel 1995 in numero di due.
Infine, le aziende che operano nel settore delle costruzioni erano in numero di 209: questo settore, vista la grande espansione urbanistica di Albano negli ultimi decenni, è in costante crescita, come dimostrano anche i dati relativi alle licenze artigiane di muratori riportati nella precedente sezione.

### Artigianato
Tra le attività economiche più tradizionali, diffuse e rinomate vi sono quelle artigianali, come la lavorazione e l'arte del ferro e quella orafa.

### Commercio

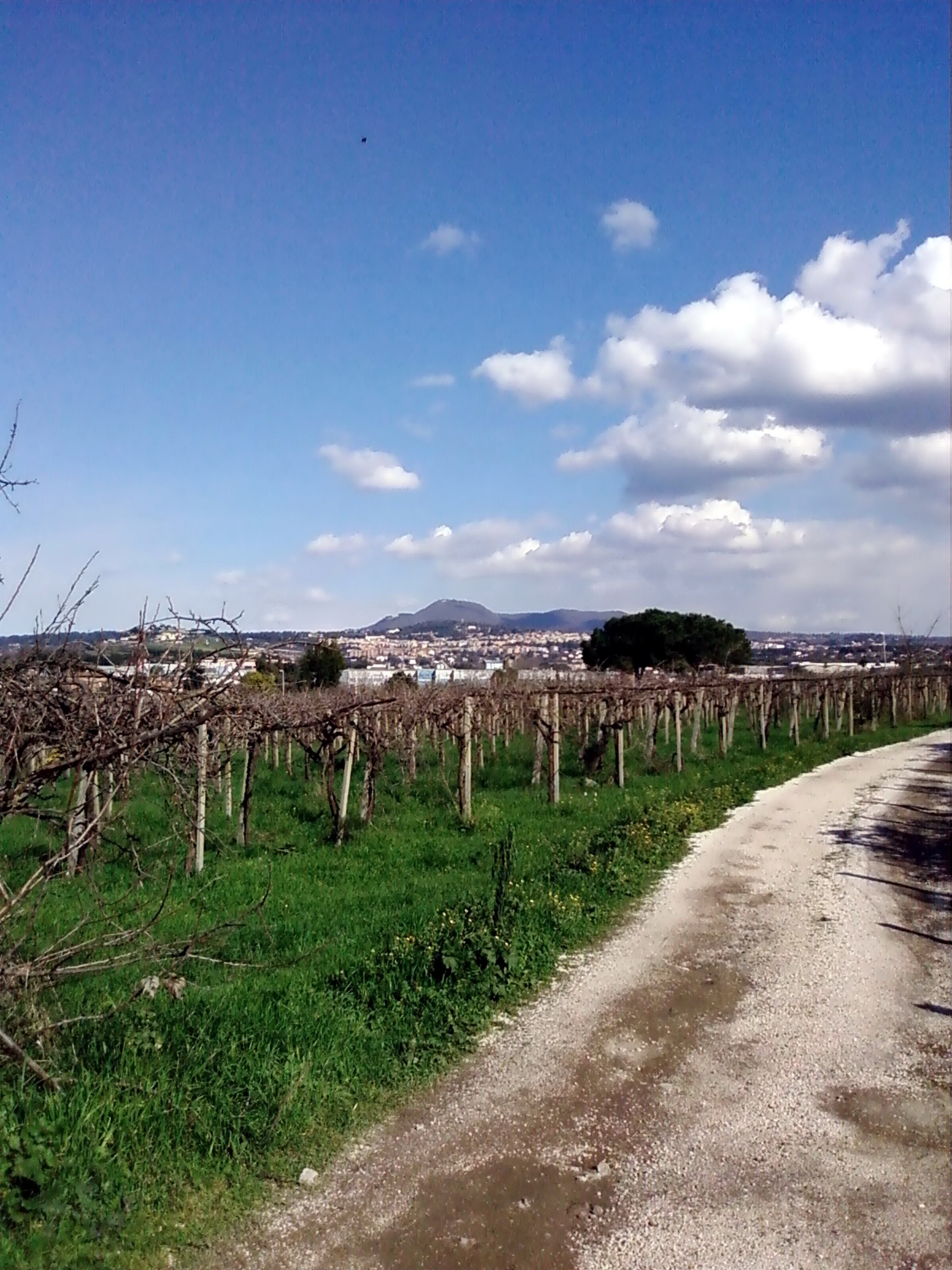
Albano e i Colli Albani

Nel 1994, nel territorio comunale di Albano sorgeva un solo grande magazzino dotato di una superficie di 620 m² e 9 addetti.
Nello stesso anno i supermercati alimentari sul territorio comunale erano in numero di due, con una superficie complessiva di 1183 m² e 31 addetti. Oggi il numero di supermercati è aumentato, grazie anche all'espansione e allo sviluppo delle frazioni di Cecchina e Pavona.
Ancora, nell'anno 1994 le autorizzazioni commerciali di vendita al minuto erano 633, di cui 195 a negozi alimentari e 438 a negozi non alimentari. Il numero di esercizi commerciali di Albano è inferiore, fra i comuni del quadrante meridionale della provincia di Roma, solamente ai numeri del comune di Roma. Nel 2003, gli esercizi commerciali nel territorio comunale di Albano erano aumentate a 663, conservando il loro primato numerico sui comuni vicini.
Le licenze per il commercio ambulante nel comune di Albano, al 1994, erano in numero di 74, di cui 28 alimentari e 46 non alimentari. Il numero è in linea con i dati della maggior parte degli altri comuni.
I ristoranti, trattorie e fraschette ammontavano nel 1994 al numero di 57, le latterie ed i bar a 99, e le rivenditorie di tabacchi e valori bollati erano 24. Alla stessa data, i negozi di barbiere e parrucchiere erano 71, le tintorie 23, e le agenzie di mediazione 11.
Questi dati confermano la straordinaria vivacità dell'attività commerciale albanense, che conta esempi eccellenti di esercizi commerciali operativi fin dagli ultimi decenni del XIX secolo.

### Servizi

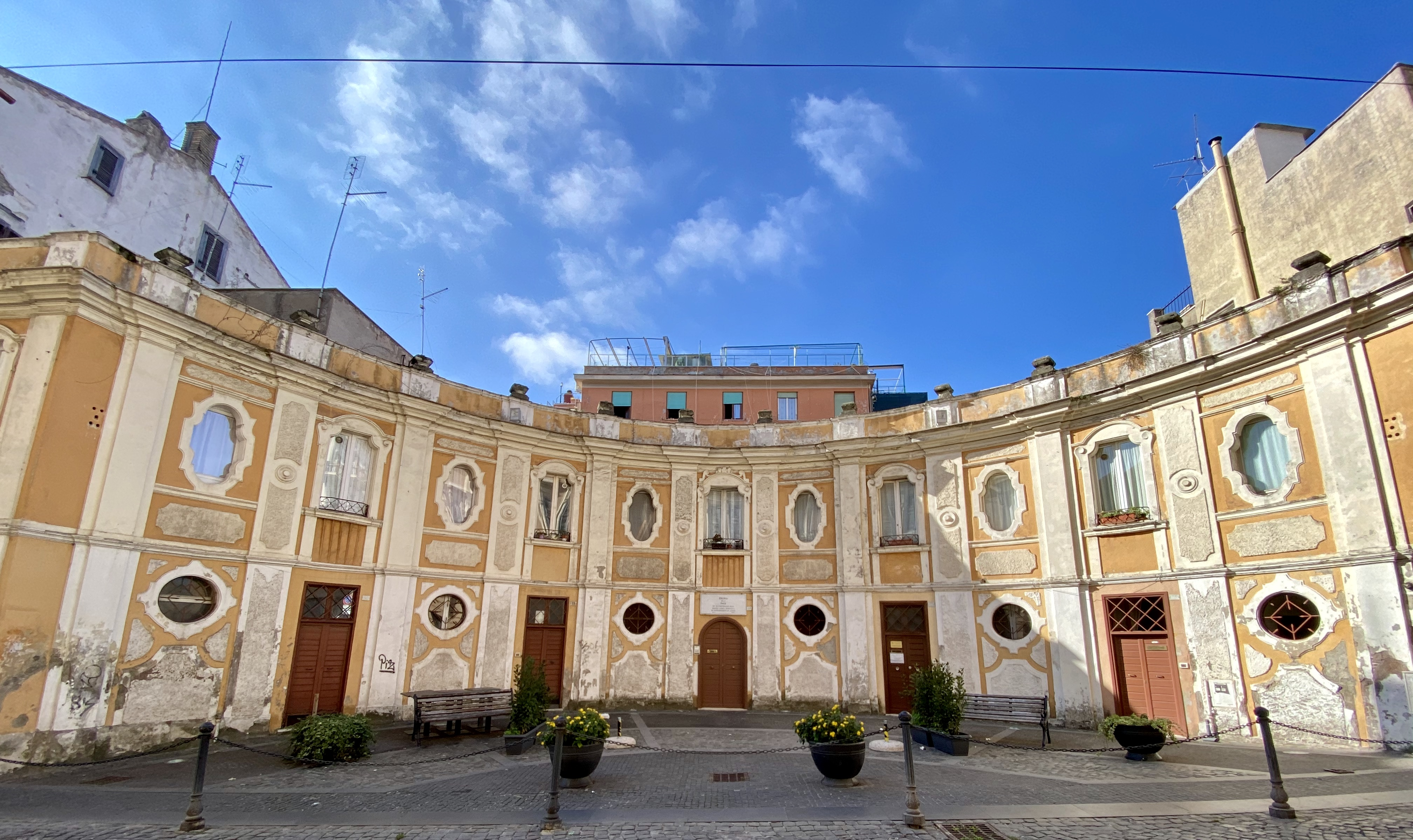
L'Esedra della Pace in via Alcide De Gasperi (novembre 2020).

Fin da quando nel 1780 la strada postale tra Roma e Napoli venne fatta passare nuovamente attraverso la via Appia, con transito per Albano, la città divenne un importante centro di servizi della propria zona. Ultimamente, con lo sviluppo economico, questo ruolo è stato in parte intaccato dalla diffusione dei servizi almeno di base anche nelle località e nei centri più periferici: tuttavia Albano mantiene una grande importanza nel settore dei servizi.
Al 1994 gli sportelli bancari presenti sul territorio comunale albanense erano 10, con depositi bancari per un totale di 508 209 000 lire.
Il comune di Albano Laziale è storicamente soggetto ad una difficile situazione dal punto di vista dell'approvvigionamento idrico: la mancanza di importanti sorgenti d'acqua sul territorio comunale ha costretto fin dal XVII secolo ad utilizzare acque provenienti dai vicini territori di Ariccia e Nemi. Il 20 ottobre 1607 i principi Paolo e Federico Savelli concessero alla Comunità di Albano l'utilizzo e la captazione verso la città delle acque provenienti dalla sorgente "nuncupatarum di Malafitto existentium in territorio Ariciae", onde ovviare al grave problema idrico che affliggeva la città "a multis anni citra, defectu belli, et aliorum similium carens, et deficiens sit tam pulcro, et necessario elemento, et ornamento aquarum". Il mulino pubblico per la macinatura del grano era situato presso la località Mole, ai confini con il comune di Castel Gandolfo, ed era alimentato dalle acque dell'emissario del Lago Albano che sbuca proprio in quel punto: quello era l'unico mulino al quale potevano accedere le popolazioni di Albano in forza degli Statuti del 1605. In tempi più recenti, la gestione dell'approvvigionamento idrico è stata di competenza del Comune di Albano Laziale, che nell'anno 1994 rendeva noto che su un consumo globale di 137 litri di acqua al secondo, 102 provenivano da pozzi artesiani situati nel territorio comunali, 6 dalla sorgente di Nemi e 29 dall'acquedotto del Consorzio del Simbrivio; l'anno seguente, il consumo d'acqua era salito a 146 litri al secondo e l'estrazione dai pozzi artesiani era passata a 116 litri. Dal 2008 il servizio idrico è gestito dalla compagnia municipalizzata del Comune di Roma Acea tramite l'ambito territorio ottimale Acea ATO 2.

### Turismo

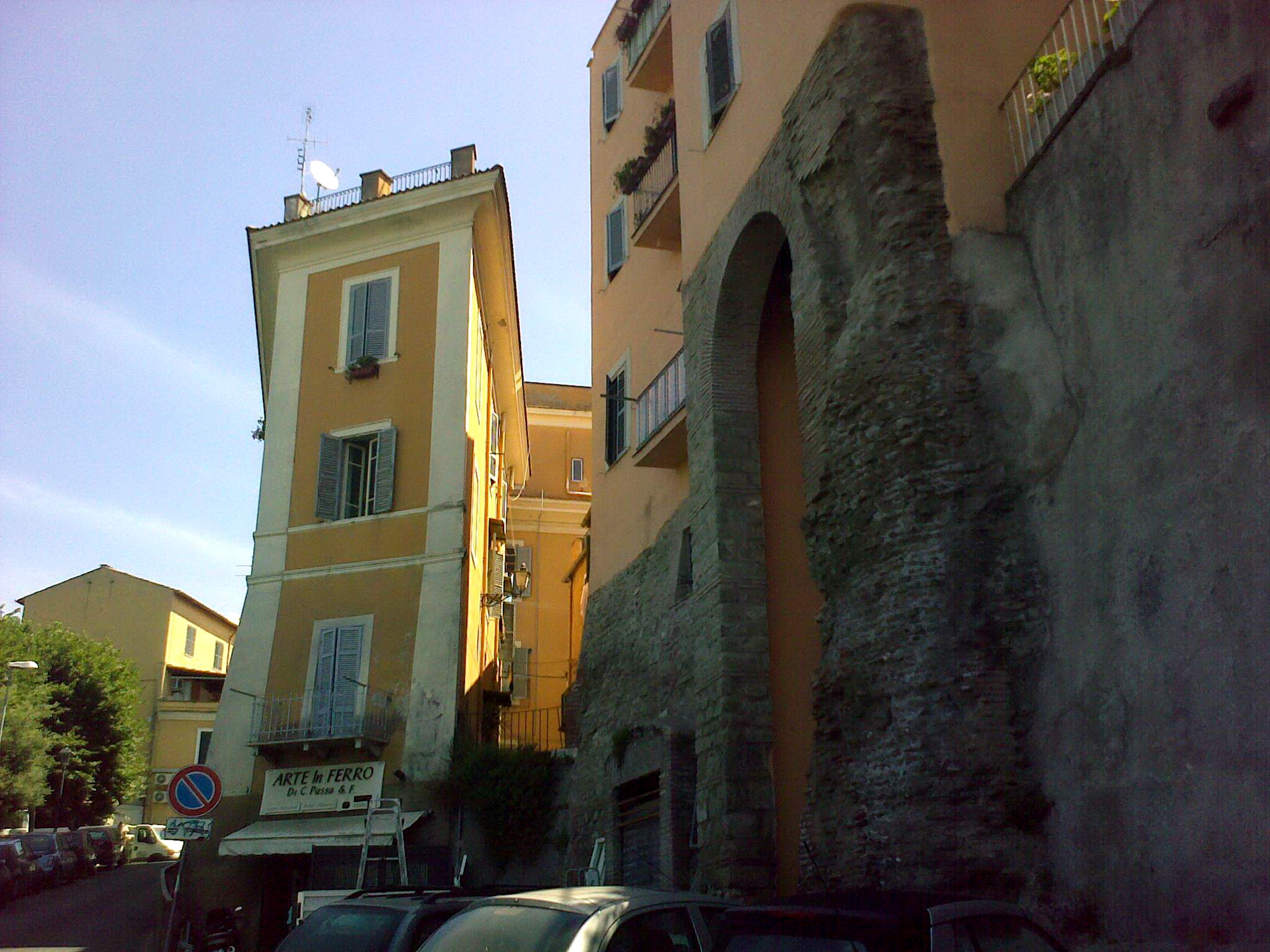
Costruzioni integrate nelle antiche terme di Cellomaio

La vicinanza della città di Albano con Roma rappresenta da una parte un'opportunità per l'affluenza turistica, ma d'altra parte può risultare penalizzante. Albano possiede notevoli potenzialità turistiche, che sono state incentivate negli ultimi anni, come il circuito archeologico dei Castra Albana e le bellezze naturalistiche del Colle dei Cappuccini e delle sponde del Lago Albano.
Nell'anno 1995 la capacità di accoglienza turistica delle strutture ricettive del territorio comunali era di 132 camere con 219 letti, 50 bagni e 92 docce.
Segue una tabella che riporta le presenza turistiche nel territorio di Albano negli anni 1993 - 1995, secondo i dati raccolti dall'Azienda Autonoma di Soggiorno e Turismo "Laghi e Castelli Romani":
| Presenza di turisti ad Albano Laziale 1993 - 1995 |          |           |                               |
| Anno                                              | Italiani | Stranieri | Giornate di permanenza totali |
| 1993                                              | 8 712    | 3 699     | 28 875                        |
| 1994                                              | 9 681    | 3 212     | 30 998                        |
| 1995                                              | 5 755    | 606       | 14 090                        |

Nel 2015 operavano 4 esercizi alberghieri e 19 esercizi complementari e bed and breakfast che hanno accolto complessivamente 40.345 ospiti.

## Infrastrutture e trasporti

### Strade

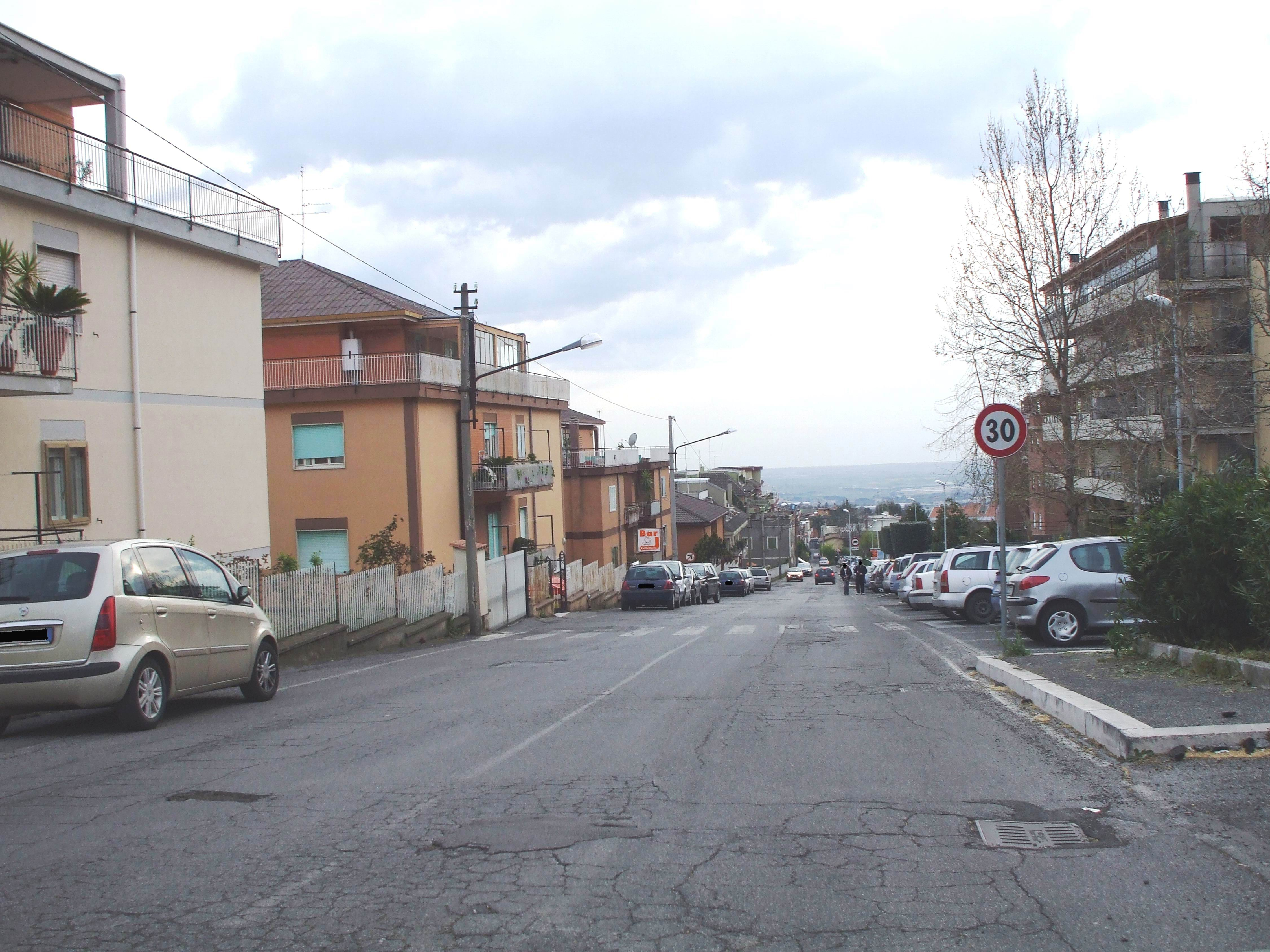
Via Pratolungo, ai confini comunali: carreggiata destra Albano Laziale, carreggiata sinistra Ariccia.

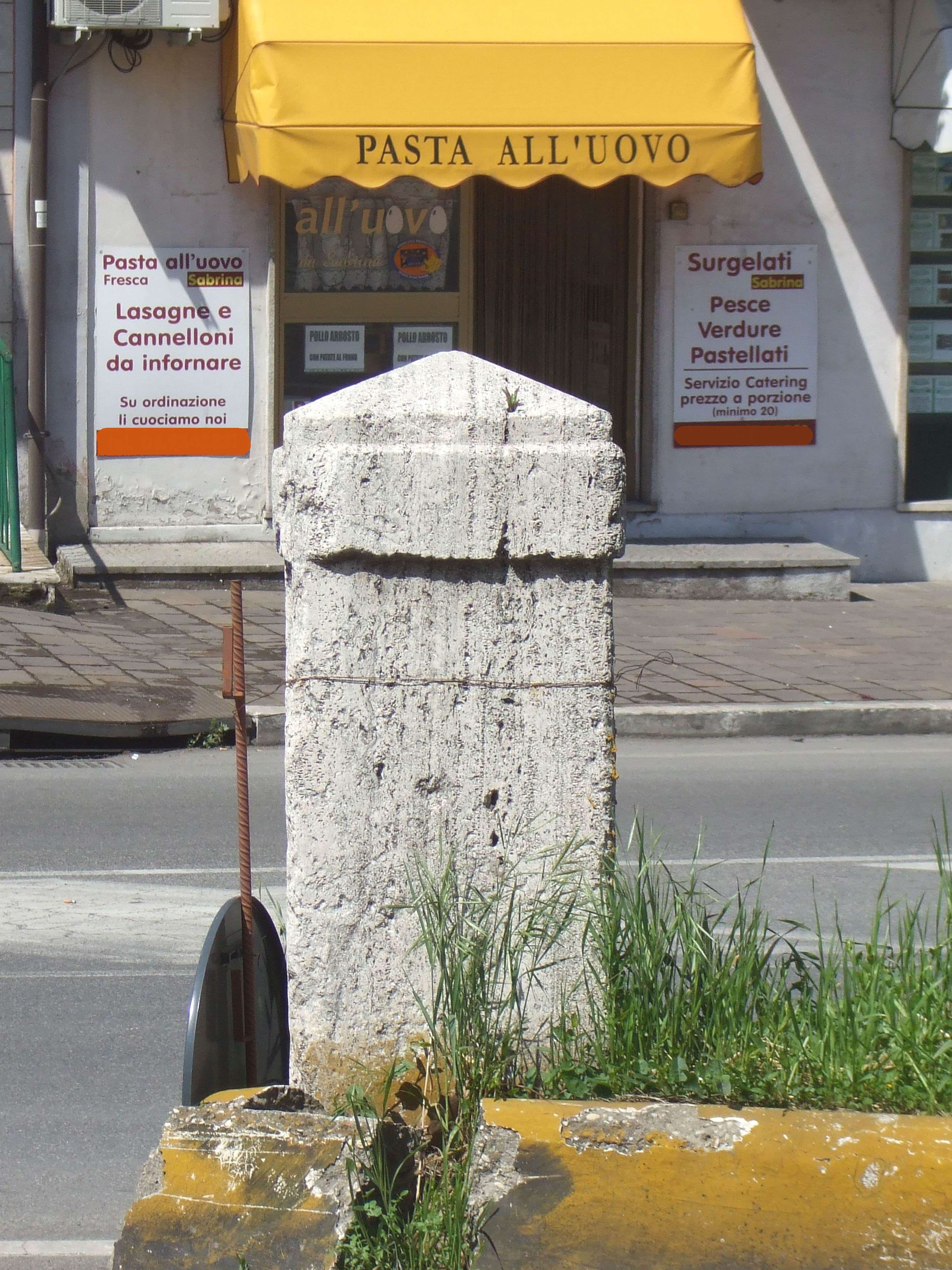
Cippo miliare della Strada statale 207 Nettunense presso la frazione di Cecchina.

L'unica strada statale che attraversa il territorio albanense è la Strada statale 7 Via Appia, che ricalca sostanzialmente l'antico tracciato romano della via Appia Antica, l'unica ex-strada statale regionalizzata presente sul territorio comunale, e in tutto quello dei Castelli Romani, è la Strada Regionale 207 Nettunense, che nel tratto interno al comune attraversa gli abitati di Pavona e Cecchina, mentre la strada provinciale di competenza della provincia di Roma l'ex-strada statale via Maremmana III, attraversa i comuni di Monte Compatri, Monte Porzio Catone, Frascati, Grottaferrata, Marino, Castel Gandolfo e Albano Laziale, dove finisce collegandosi con la via Appia.
Altre strade di competenza provinciale che attraversano il territorio sono:
- Strada Provinciale 101/a Via Olivella, che congiunge il centro storico alla frazione di Pavona e poi a Pomezia e Torvajanica;
- Strada Provinciale 93/a Via Rufelli, che congiunge il centro storico alla frazione di Cecchina e alla Strada statale 207 Nettunense;
- Strada Provinciale 90/b Via Perlatura[93], che corre lungo il crinale di Vallericcia in direzione Genzano di Roma;
- Strada Provinciale 3/a Via Roncigliano, che collega la Strada statale 207 Nettunense alla discarica di Roncigliano;
- Strada Provinciale 94/b Via di Tor Paluzzi, che collega la Strada statale 207 Nettunense alla località di Tor Paluzzi;
- Strada Provinciale 1/a Via Montagnano, che collega la Strada statale 207 Nettunense alla località di Montagnano;
- Strada Provinciale 94/a Via Danimarca, che collega la Strada statale 207 Nettunense alla Strada Provinciale 90/b;
- Strada Provinciale 71/b Galleria di sopra, che collega il centro storico di Albano a Castel Gandolfo;
- Strada Provinciale 72/b dei Cappuccini di Albano, che collega il centro storico di Albano e la Galleria di sopra a via delle Cerquette ad Ariccia.

### Ferrovie e tranvie
Albano è servita da due linee: la ferrovia Roma-Albano, su cui sono presenti la stazione di Villetta, situata in parte nel territorio di Castel Gandolfo e la Stazione di Albano Laziale, e la ferrovia Roma-Velletri, con le stazioni e fermate di Pavona, la Cecchina e Cancelliera.

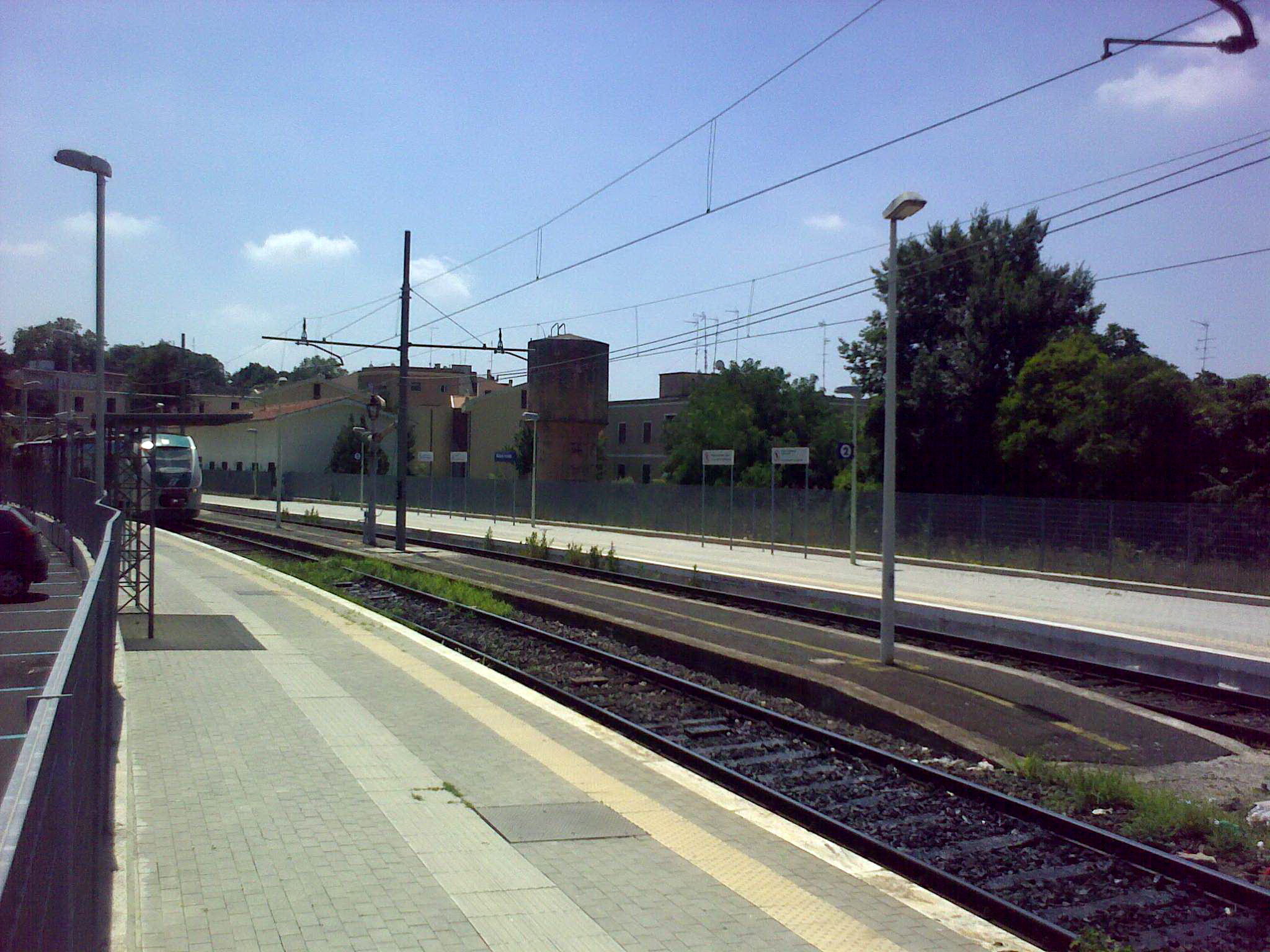
Stazione di Albano Laziale
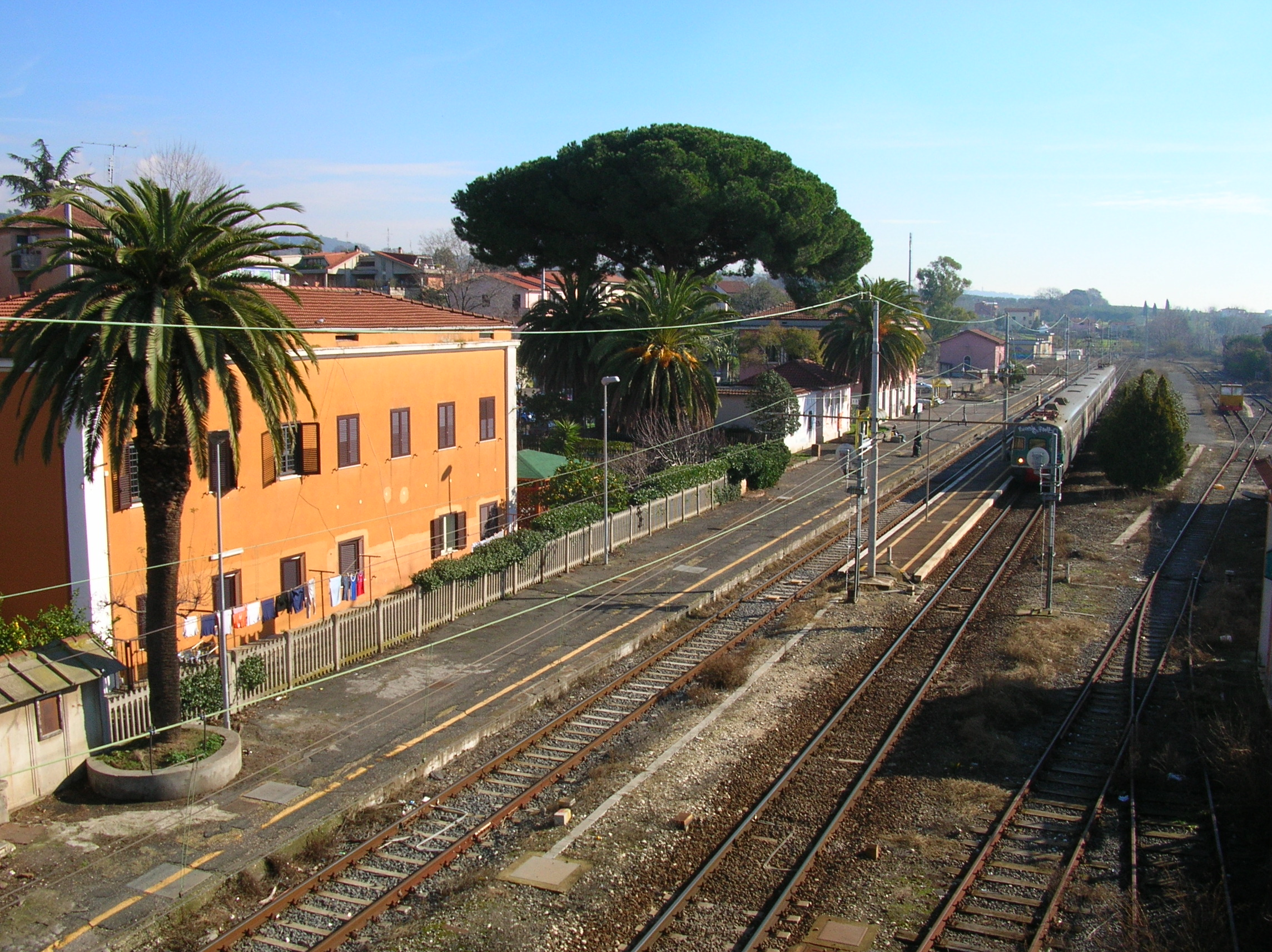
Stazione di Cecchina
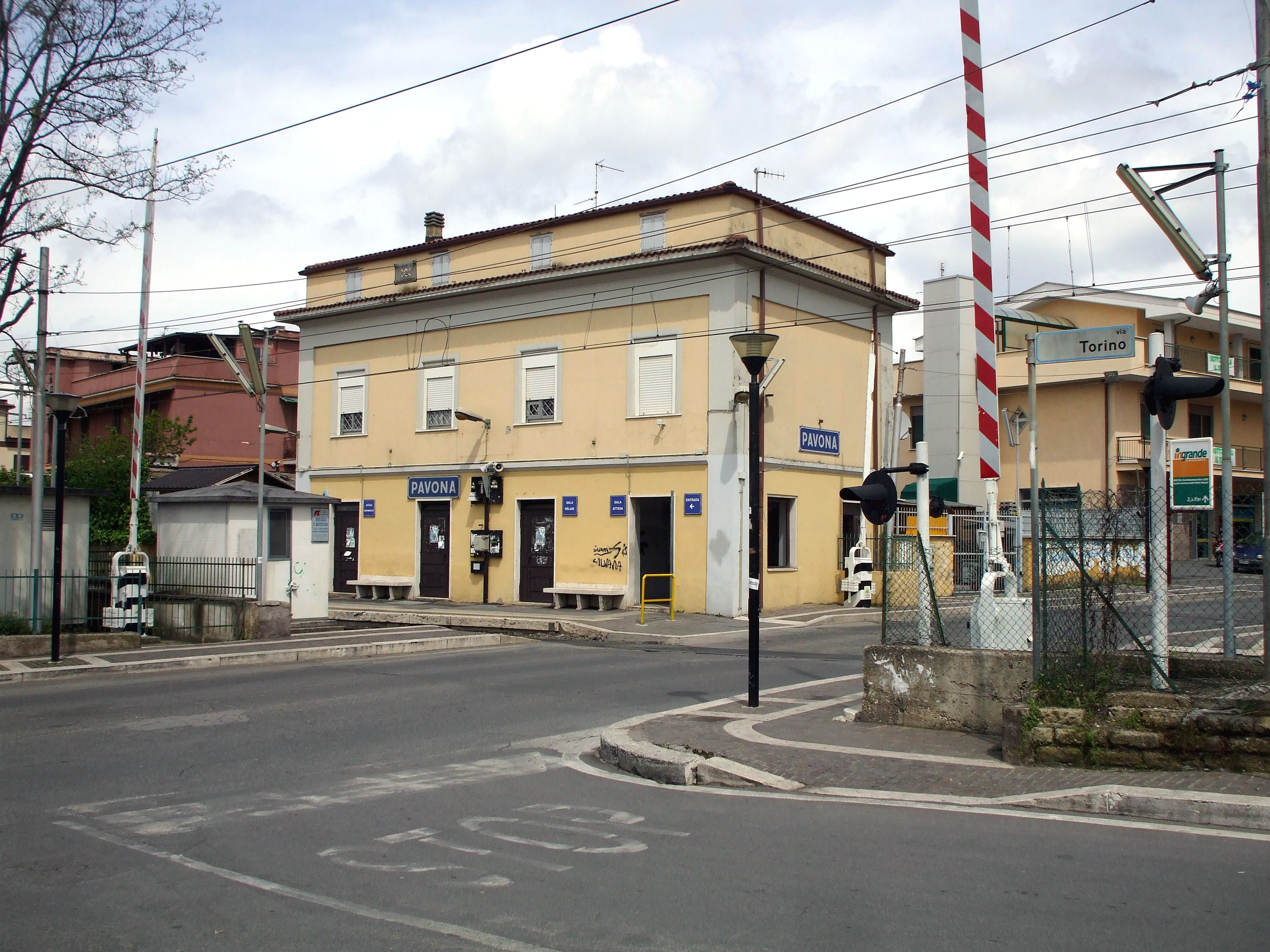
Stazione di Pavona

Nell'aprile 1906 venne aperto il tronco Grottaferrata-Marino-Castel Gandolfo-Albano Laziale-Ariccia-Genzano di Roma della rete delle tranvie dei Castelli Romani. Albano fu servita fino al 4 agosto 1954 dalla tratta Marino-Albano Laziale, al 15 dicembre 1963 dalla Marino-Grottaferrata; infine, il 3 gennaio 1965, venne effettuata l'ultima corsa della Roma-Albano Laziale.

### Mobilità urbana
I collegamenti interurbani con Roma sono svolti con autocorse gestite dalla società COTRAL.

## Amministrazione

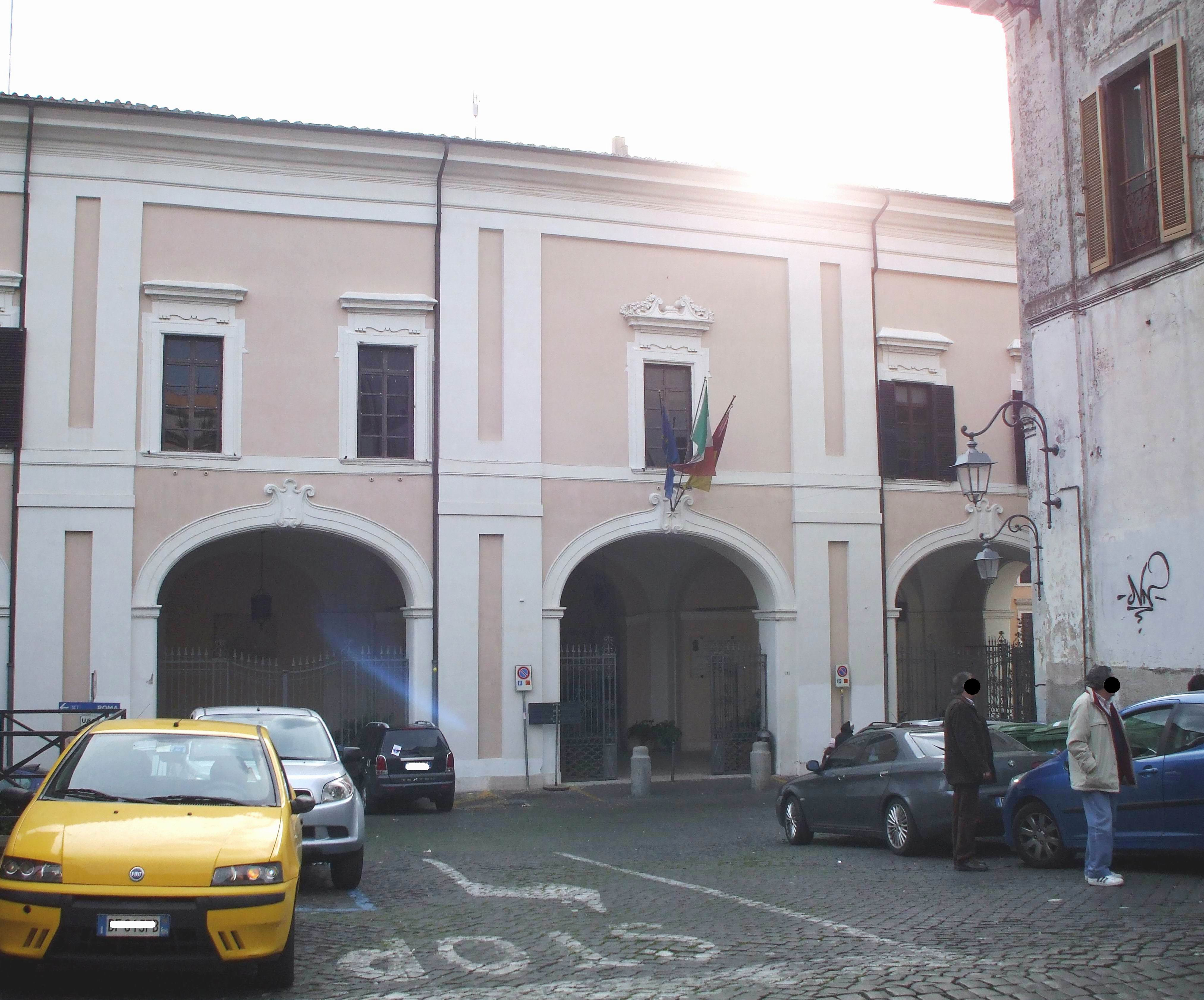
Palazzo Savelli, sede del Comune di Albano Laziale.

Il gonfalone comunale

Nel 1872 il comune cambia denominazione, passando da Albano ad Albano Laziale.
| Periodo           | Periodo           | Primo cittadino      | Partito   | Carica      | Note |
| ----------------- | ----------------- | -------------------- | --------- | ----------- | ---- |
| 21 giugno 1993    | 17 gennaio 1994   | Leonardo Buono       | PDS       | Sindaco     |      |
| 17 gennaio 1994   | 27 giugno 1994    | Enrico Piceno        |           | Commissario |      |
| 27 giugno 1994    | 11 dicembre 1997  | Vincenzo Rovere      | PSI       | Sindaco     |      |
| 11 dicembre 1997  | 8 giugno 1998     | Enrico Piceno        |           | Commissario |      |
| 8 giugno 1998     | 10 dicembre 1999  | Maurizio Chiovelli   | DS        | Sindaco     |      |
| 10 dicembre 1999  | 1º maggio 2000    | Fernando Guida       |           | Commissario |      |
| 1º maggio 2000    | 30 marzo 2010     | Marco Mattei         | CCD / UDC | Sindaco     |      |
| 30 marzo 2010     | 21 settembre 2020 | Nicola Marini        | PD        | Sindaco     |      |
| 21 settembre 2020 | in carica         | Massimiliano Borelli | PD        | Sindaco     |      |

### Gemellaggi
Albano Laziale è gemellata con:
- Białogard, dal 2004[94]
- Koszalin, dal 2004[95]
- Alytus, dal 2004[95]
- Savelli[95]
- Homburg, dal 2018[96]

## Sport
Calcio

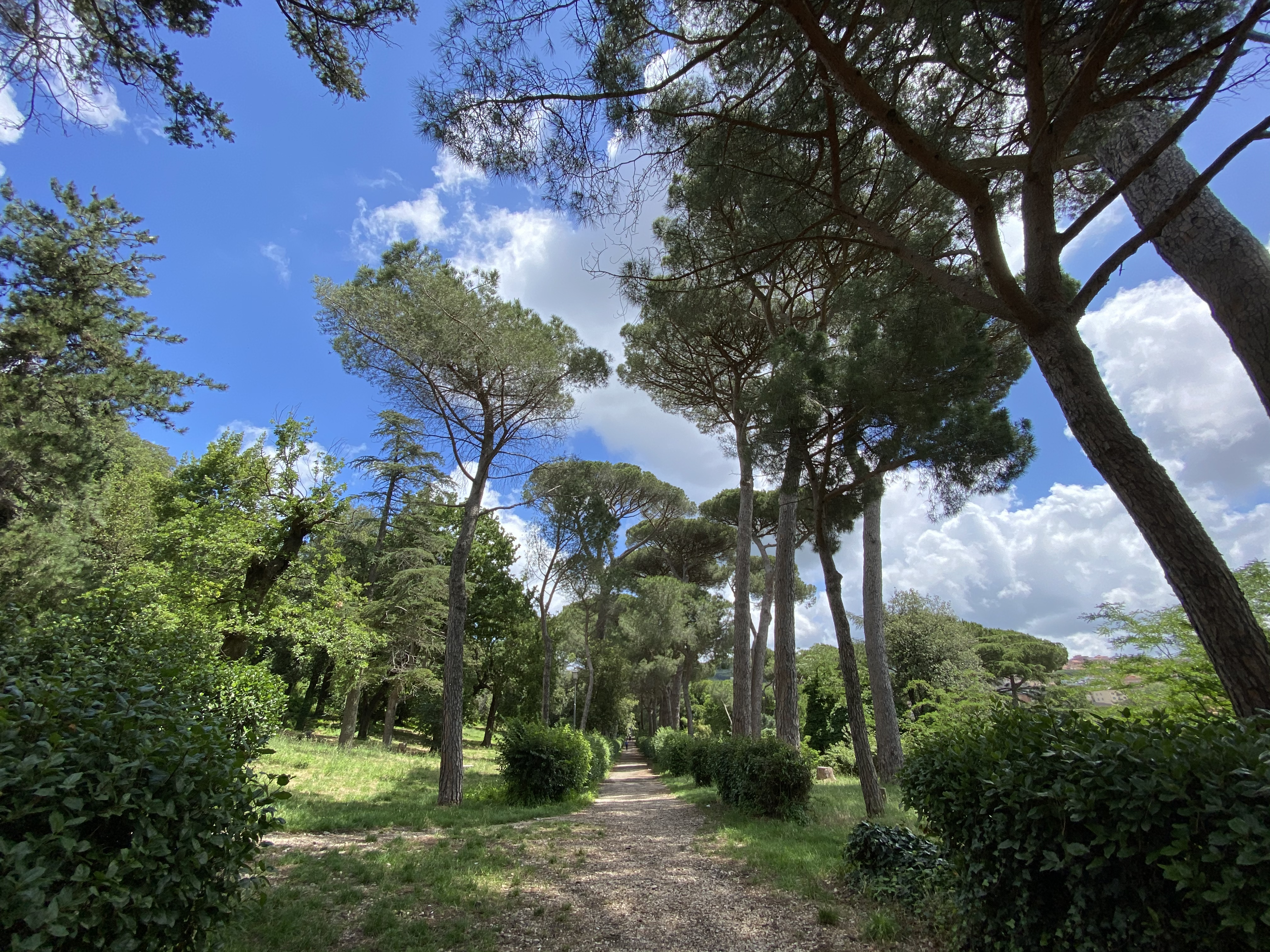
Il viale inferiore del parco pubblico di Villa Doria (agosto 2020).

La maggiore squadra calcistica cittadina è storicamente l'Albalonga, che dopo la fusione con altre squadre nella Polisportiva Albalonga è riuscita ad approdare in Serie D fino alla retrocessione avvenuta sul campo nel campionato 2007/2008, che ha riportato la squadra in Eccellenza Lazio. Nella stagione 2014-2015 vince il girone B dell'Eccellenza e approda di nuovo in Serie D. Dal 2001 l'Albalonga ha come colore sociale l'azzurro.
Calcio a 5
Esiste anche una rappresentativa cittadina nel calcio a 5, l'Albano Calcio a 5, storica società del panorama laziale, attiva dal 1996.
Dopo 7 stagioni in Serie B, nel nazionale, ed una Coppa Lazio vinta nella stagione 2000/01, attualmente la squadra milita in C1, massimo campionato regionale.
Pallacanestro
- Albano Basket Club che, nel campionato 2019-2020, milita nel campionato maschile di Serie C Gold.[97]

Pallavolo
- Albalonga Volleyball Club, attiva dal 1997, che nel 2019-2020 milita nel campionato maschile di Serie C.[98]
- Pallavolo Albano fondata nel 1968 e militante nel campionato di serie C femminile e nel campionato di due divisione maschile

Scherma
Anche nella scherma il comune di Albano ha una sua rappresentanza. Oltre alla scuola di scherma dell'Istituto Paritario Leonardo Murialdo, presso la frazione di Cecchina è attiva la scuola di scherma di locale, ed è attualmente in fase di progettazione la costituzione della Società Sportiva Cecchina Scherma.